# Bouaké
Bouaké, appelée Gbékékro jusqu'en 1900, est une ville du centre de la Côte d'Ivoire, située entre 342 km et 347 km au nord-nord-ouest d'Abidjan par la route et à seulement 288 km à vol d'oiseau. Capitale du district de la Vallée du Bandama et chef-lieu du département homonyme et de la région du Gbêkê, la grande commune affiche lors du recensement de 2021 une population de 832 371 habitants répartie sur 1 770 km2, mais l'aire urbaine dense de la ville limitée à 71,788 km2 comprend 740 000 habitants. Son aire d'attractivité englobe environ 1,5 million d'habitants en comptant toutes les localités agglomérées qui y sont rattachées. Bouaké est la deuxième ville la plus peuplée du pays après Abidjan.
Desservie par la ligne des chemins de fer Abidjan-Niger qui relie Abidjan à Ouagadougou au Burkina Faso, Bouaké constitue un carrefour commercial important et le plus important pôle de transport de l'arrière-pays : il abrite à cet effet un marché de gros de renommée sous-régionale, le seul d'Afrique de l'Ouest. La grande ville, nœud de communication ferroviaire, routier et aéroportuaire dispose aussi d'un réseau de transports urbains moderne qui comprend des bus et des taxis.
La population bouakéenne (ou bouakoise) dont la langue véhiculaire ou du marché est majoritairement le dioula, est constituée essentiellement de Baoulés dont les puissants groupements migrants, à pratiques exogamiques, venus du Ghana au XVIIIe siècle, ont fini par peupler densément la savane boisée environnante. Appelée capitale des populations d'ethnie baoulé, Bouaké était restée, de 2002 à l’élection présidentielle de fin 2010, sous le contrôle des Forces armées des forces nouvelles, et était devenue la capitale de la rébellion. La ville s'est également rendue célèbre à travers son carnaval, événement culturel fortement médiatisé jusqu'à une date récente. La ville renaît et connaît un développement.

## Géographie

### Situation

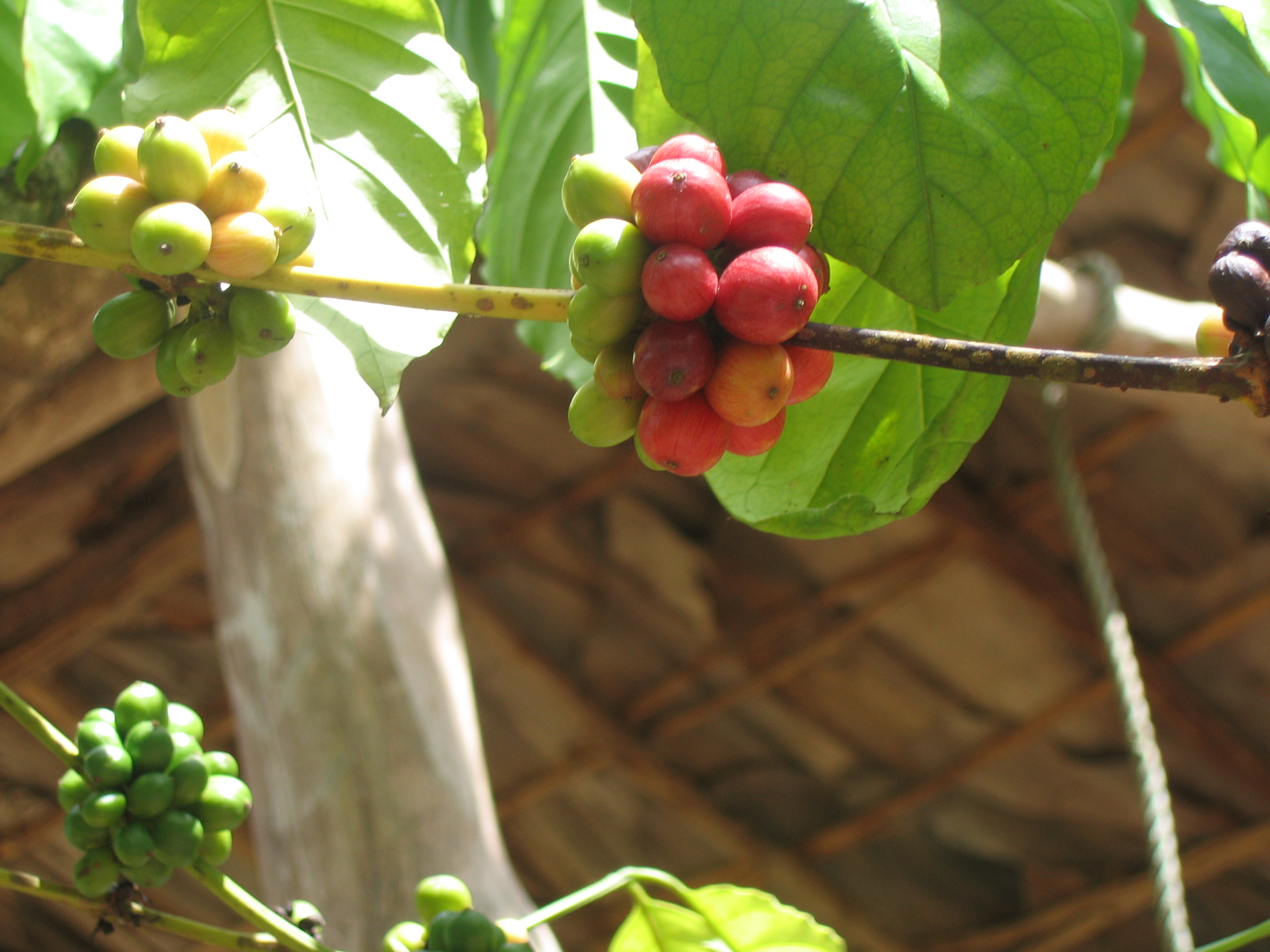
Grains de café au stade de la maturation.

La ville de Bouaké se trouve au centre de la Côte d'Ivoire, sur un relief plat et peu élevé à 312 mètres d'altitude, avec une importante constellation de villages autour d'elle : 143 villages sont dénombrés dans un rayon de 20 kilomètres. Bouaké est recouverte d'une savane boisée et traversée par la rivière Kan, affluent du N'Zi. Le Centre de la Côte d'Ivoire étant un peu plus « touffu » que le Nord, cela explique la présence de plantations de cacaoyers et de caféiers dans la région bouakéenne, y compris l'anacarde.
Bouaké, située à la latitude 7°69 N et à la longitude 5°03 O, s'étend sur une superficie d'environ 72 km2. Desservie par les autoroutes A3 et A8, elle se situe au nord des villes de Tiébissou et Didiévi, au sud de Dabakala et Katiola, à l'est de Béoumi, Botro et Sakassou et à l'ouest de Brobo et M'bahiakro sur l'A8, Satama-Sokoro et Satama-Sokoura sur l'A10.

### Climat
Bouaké est influencée par un climat tropical humide. Bouaké possède un climat plus « sain » qu'Abidjan. Le climat du Nord est plus contrasté que celui du Sud : l'amplitude thermique est plus élevée (22e à 35e = 13). L'ensoleillement est plus constant et l'hygrométrie (pluies) plus faible qu'au sud.
On distingue deux saisons pour le climat du nord : la saison des pluies allant de mai à novembre et la saison sèche allant de novembre à mai. L'harmattan, le vent du Sahara ou du Sahel, intervient dans la saison sèche vers janvier-février, transportant du sable et desséchant tout sur son passage. La période la plus confortable pour voyager est celle de novembre à mars : le ciel est bleu, l'air sec et les nuits plus fraîches.
On distingue quatre saisons pour la ville de Bouaké :
- saison chaude, sèche et non pluvieuse (novembre à février) ;
- saison chaude, humide et pluvieuse (mars à juin) ;
- saison fraîche, humide et peu pluvieuse (juillet à août) ;
- saison fraîche, humide et pluvieuse (septembre et octobre).

Les précipitations moyennes annuelles avoisinent 1200 mm d'eau de fin mars à novembre dans les années 2010. Le barrage sur la rivière Loka, formant une retenue optimale de 33 millions de mètres cubes depuis sa construction en 1964, 25 km à l'ouest, assure d'ordinaire les trois quart de la ressource en eau de la ville. L'ancien barrage sur la rivière Kan au sud de la ville est quatre fois plus modeste en étendue. L'évaporation intense surtout en début d'année, cumulée à des mauvaises recharges pluriannuelles, peut entrainer des pénuries importantes en eau, ainsi les sécheresses successives amènent la pénurie d'eau dramatique du printemps 2018.

Climat - Ville de Bouaké.

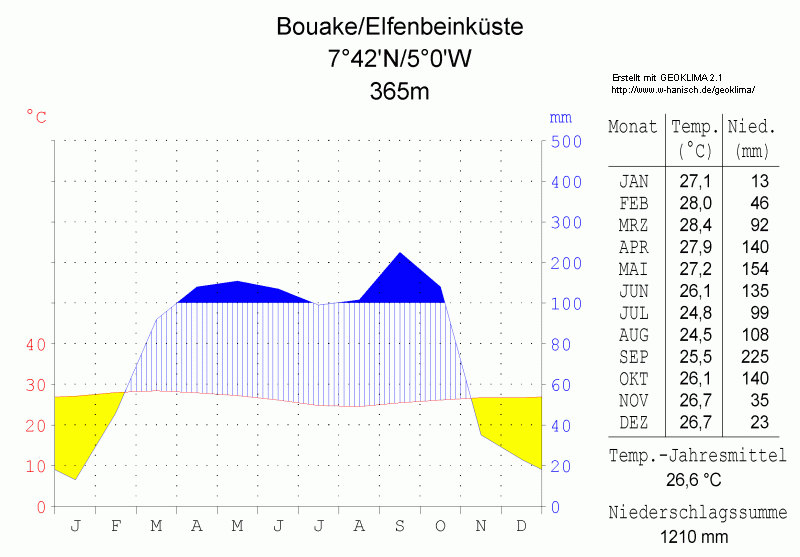
Carte climatique format Walther et Lieth (mesure métrique et température en degré Celsius) rédigé en allemand en 2006.

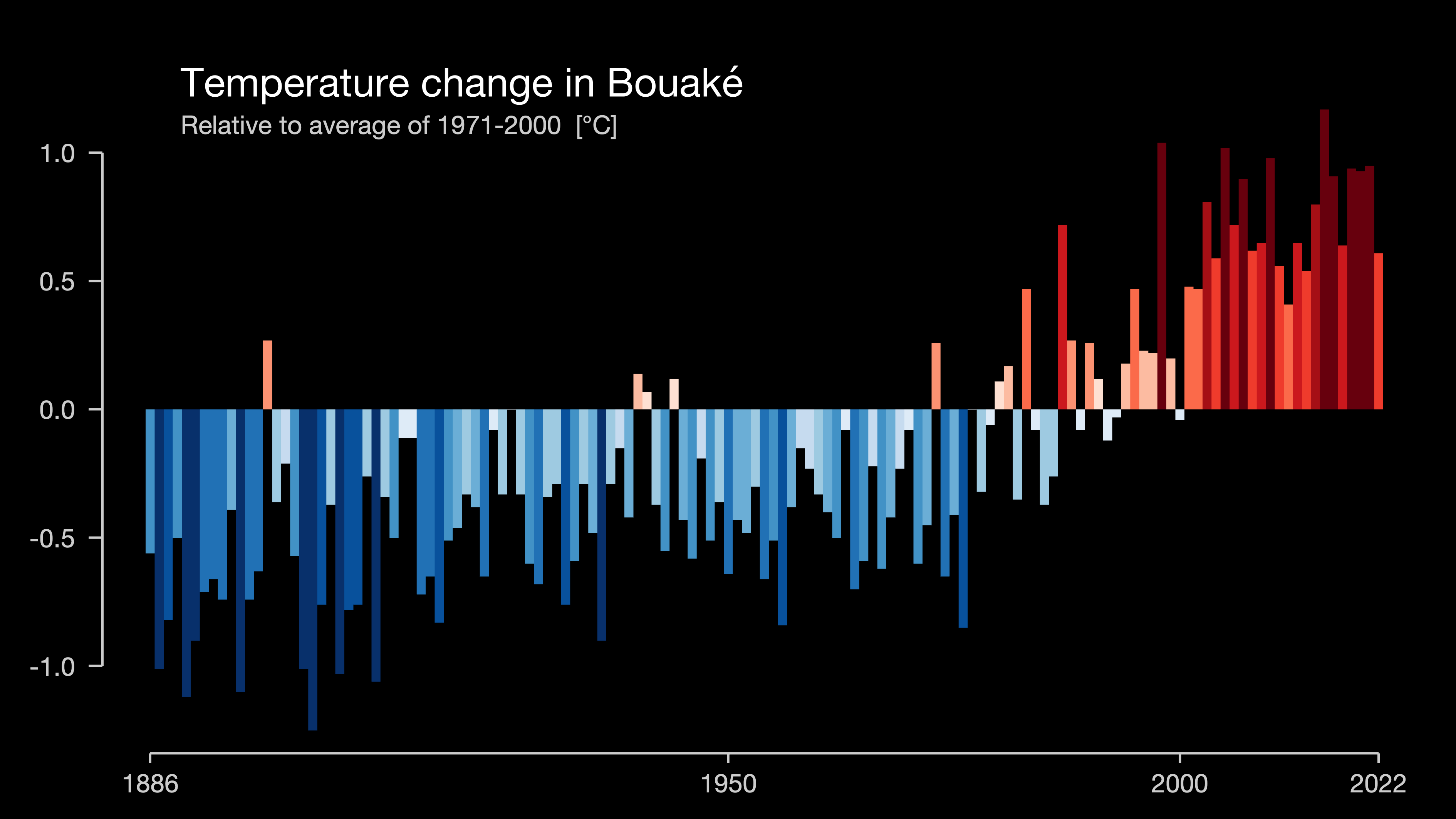
Changement climatique à Bouaké, observé de 1886 à 2022 par diagramme de températures moyennes, Ed Hawkins, Université de Reading

| Mois      | Température (C) | Précipitations (mm) |
| --------- | --------------- | ------------------- |
| janvier   | 27.1            | 13                  |
| février   | 28.0            | 46                  |
| mars      | 28.4            | 92                  |
| avril     | 27.9            | 140                 |
| mai       | 27.2            | 154                 |
| juin      | 26.1            | 135                 |
| juillet   | 24.8            | 99                  |
| août      | 24.5            | 108                 |
| septembre | 25.5            | 225                 |
| octobre   | 26,0            | 140                 |
| novembre  | 26.7            | 35                  |
| décembre  | 26.7            | 23                  |

### Géologie et pédologie
Sur le vaste plateau du massif libérien, d'âge précambrien qui forme l'intérieur du pays, il est rare d'apercevoir les roches sous-jacentes, à savoir les schistes cristallins ou orthogneiss. Au nord de Bouaké, il existe aussi une zone de schistes et quartzites fortement redressés, par plissement. Les roches schisteuses fortement dégradées donnent naissance, soit par formation locale de latérites qui amenuisent les bancs de quartz, à des éluvions, soit, par mobilisation et transport par l'eau, à des alluvions : les éluvions demeurant in situ et les alluvions des rivières peuvent être exceptionnellement aurifères. Les pegmatites de Bouaké sont aussi susceptibles de fournir des plaques de micas blancs ou muscovite. Des couches de minerais à base de chalcopyrites peuvent être exploitées dans le pays baoulé.
Les sols autour de Bouaké, et d'une manière générale du Baoulé, dans le triangle formé par la Bandama à l'ouest et le N'Zi à l'est, sont des terrains argileux et poreux, qui supportent une végétation de savane arborée et de lambeaux de forêts sèches, en conséquence de bois et de savane herbeuse, cette dernière après une longue dégradation anthropique. L'exploitation abusive des sables du bassin de la rivière Loka, au cours de la croissance de la ville, explique la faiblesse du ruissellement des eaux de surface des divers affluents à faible marnage, parfois leur disparition temporaire, entrainant la diminution irrémédiable du débit de la rivière collectrice Loka. L'interdiction des sablières ou autres carrières de sable dans les anciens lits de rivières est mieux appliquée depuis la fin des années 2010. En période de sécheresse, la multiplication des forages assez profonds apportant une ressource en eau modeste reste une solution onéreuse.

## Toponymie

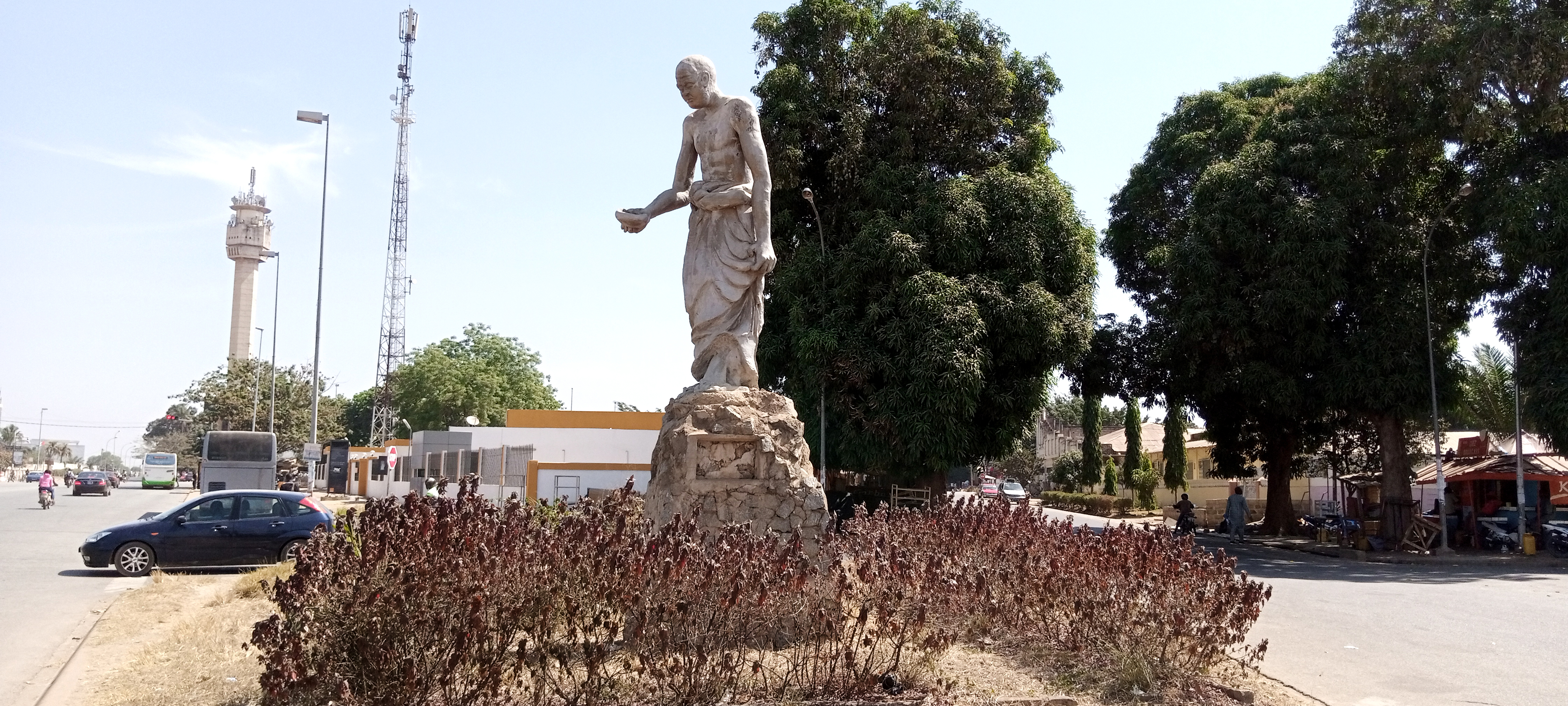
Monument urbain Gossan Kwa Gbêkê, statue du vieux fondateur légendaire de Bouaké, janvier 2022

Avant la fin du XIXe siècle, le nom de la ville était Gbékékro. Kro signifiant un "endroit habité et protégé", soit au choix une ville ou une agglomération, un village ou un campement en baoulé, Gbékékro signifie donc la « ville de Gbéké » en référence au chef Gossan Gbéké, ancien roi de Gbékékro au XIXe siècle.
S'agissant du nom actuel, Bouaké, deux hypothèses peuvent être formulées:
- le nom du chef Kwa Gbéké a connu des déformations successives pour devenir Bouaké ; Gbouéké est cité comme le roi de race baoulé qui fonde la ville en 1865[16];
- le nom Bouaké proviendrait selon une tradition populaire de deux mots baoulés : « Boua » qui signifie mouton et « Ké » qui signifie sec. En effet, à l'arrivée des Baoulés sur les lieux, ils auraient été étonnés de voir des Dioulas faire sécher des peaux de moutons.

## Histoire
La savane boisée des Baoulés du XXe siècle, ce "pays baoulé" charnière entre terres arborées de plantations et cultures villageoises, n'a pas toujours existé. De nombreux indices, sans mentionner les mythes de "petits hommes" premiers habitants, témoignent de la présence d'une grande forêt dense et humide.

### Histoire précoloniale
Ce recul forestier aurait duré des millénaires et explique l'importance cruciale des échanges au nord entre les amonts des fleuves Sénégal et Niger, et la position complètement marginale de la contrée étudiée aux temps des florissantes entités successives (royaume de Ghâna vers l'an mil, l'empire musulman du Mâli vers 1300 et l'empire Songhai vers 1500). Mais il ne faudrait nullement en conclure, du fait de l'ancienne variété des paysages et de l'adaptation des techniques plurimillénaires, à un effacement ou une moindre puissance des groupements ashantis.

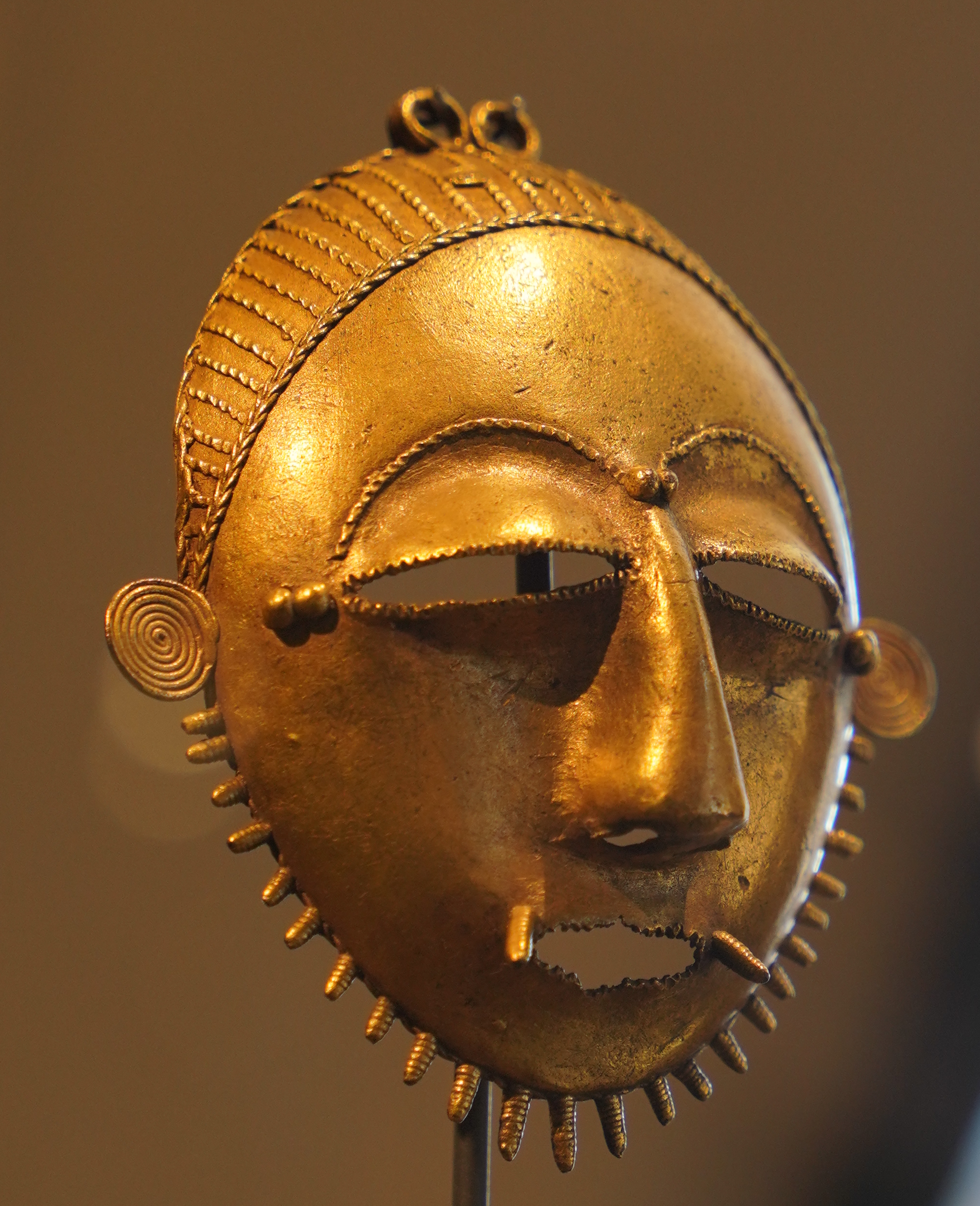
Masque solaire baoulé en or, Musée de Troyes, février 2023

En dépit d'un premier désenclavement maritime du Golfe de Guinée par les navigateurs portugais, à la fin du XVe siècle (à l'initiative du prince Henri le Navigateur), l'économie régionale, marquée longtemps par des axes fluviaux médiocres et des routes caravanières secondaires, reste invariablement tournée vers l'arrière-pays, apportant du nord le sel et la poudre. Avant le XIXe siècle, l'agglomération initiale devenue Bouaké est une des multiples stations des routes caravanières, alimentant également au Sud un important marché aux esclaves des Portugais dans le cadre du commerce triangulaire.
Dès le début du XVIIIe siècle, les Akans, qu'ils soient Agni ou Baoulé, investissent irrésistiblement le sud-est de l'actuelle Côte d'Ivoire, égrenant royaumes et chefferies vers 1715 au son du grand tam-tam et apportant leurs trois grandes divinités "Firmament, Terre et Ancêtres". Au cours de ce siècle, dans les environs de Bouaké, les derniers villageois sénoufos et mandés (Gouro) sont refoulés par les Baoulés, qui prennent, par leurs rois, artisans et paysans, le contrôle de la région. Les ethnologues ont remarqué la variation des traits caractéristiques des Baoulés migrant vers l'ouest : ils changent insensiblement par un long métissage autant génétique que culturelle. Les forgerons baoulés ne fabriquent pas seulement la lance du guerrier et la hache du bûcheron, ils sont aussi souvent après spécialisation, maître charpentier ou sculpteur, orfèvre expérimenté confectionnant des bijoux en or (plaquettes, épingles à cheveux, petits masques) ou fondeur de métaux précieux pour les échanges monétaires (sombé). Mentionnons l'art subtil de la poterie baoulée, avec les divers récipients à eau type canari ou à cuisson. Les ragoûts, à l'instar du Kédjénou, mijotent toujours dans ces derniers récipients, autrefois aussi en cuveaux sculptés en bois d'iroko, fermés par des feuilles de bananiers ou de palme. 

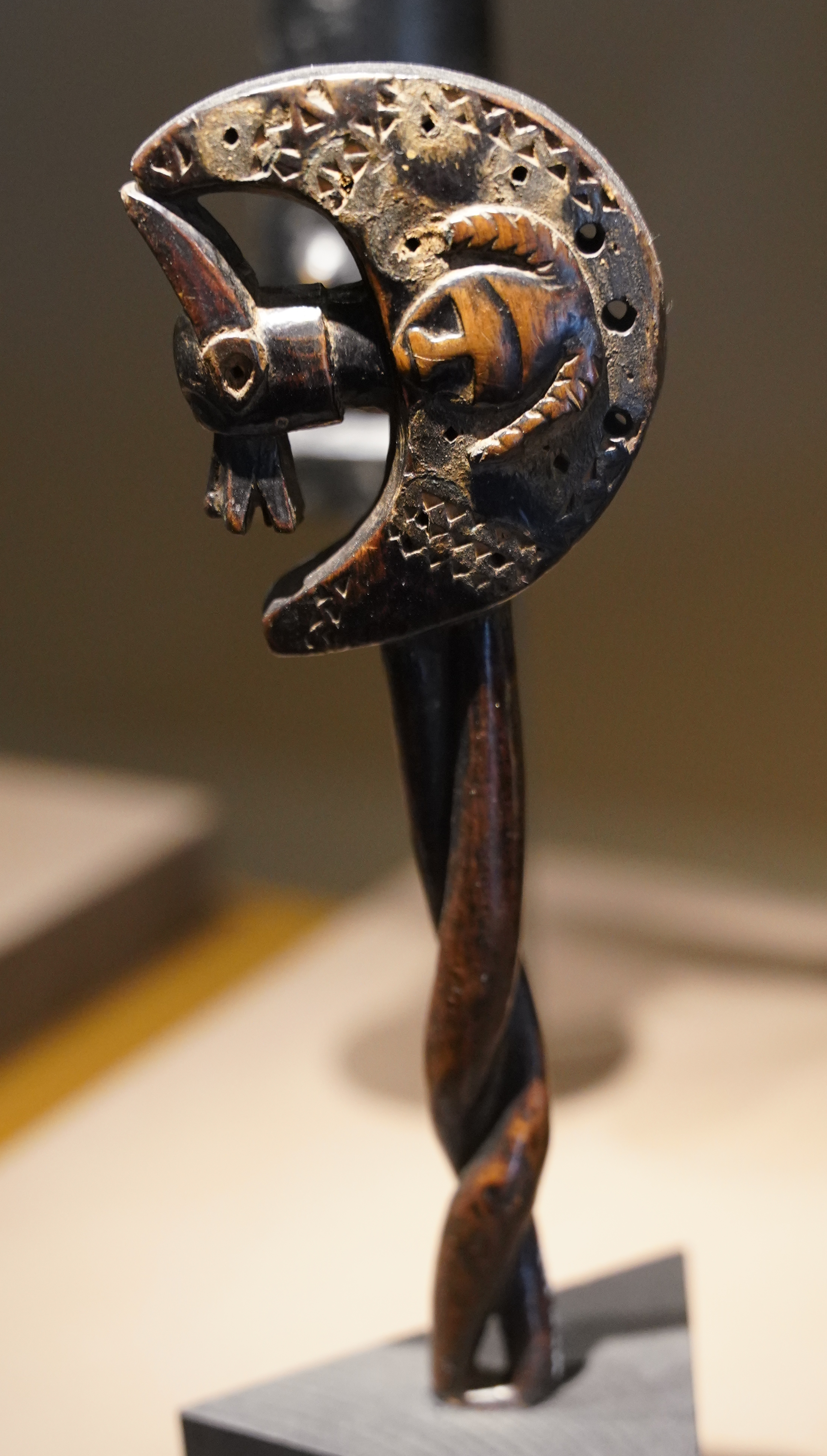
Marteau à masque de l'art baoulé exposé au musée de Troyes, février 2023
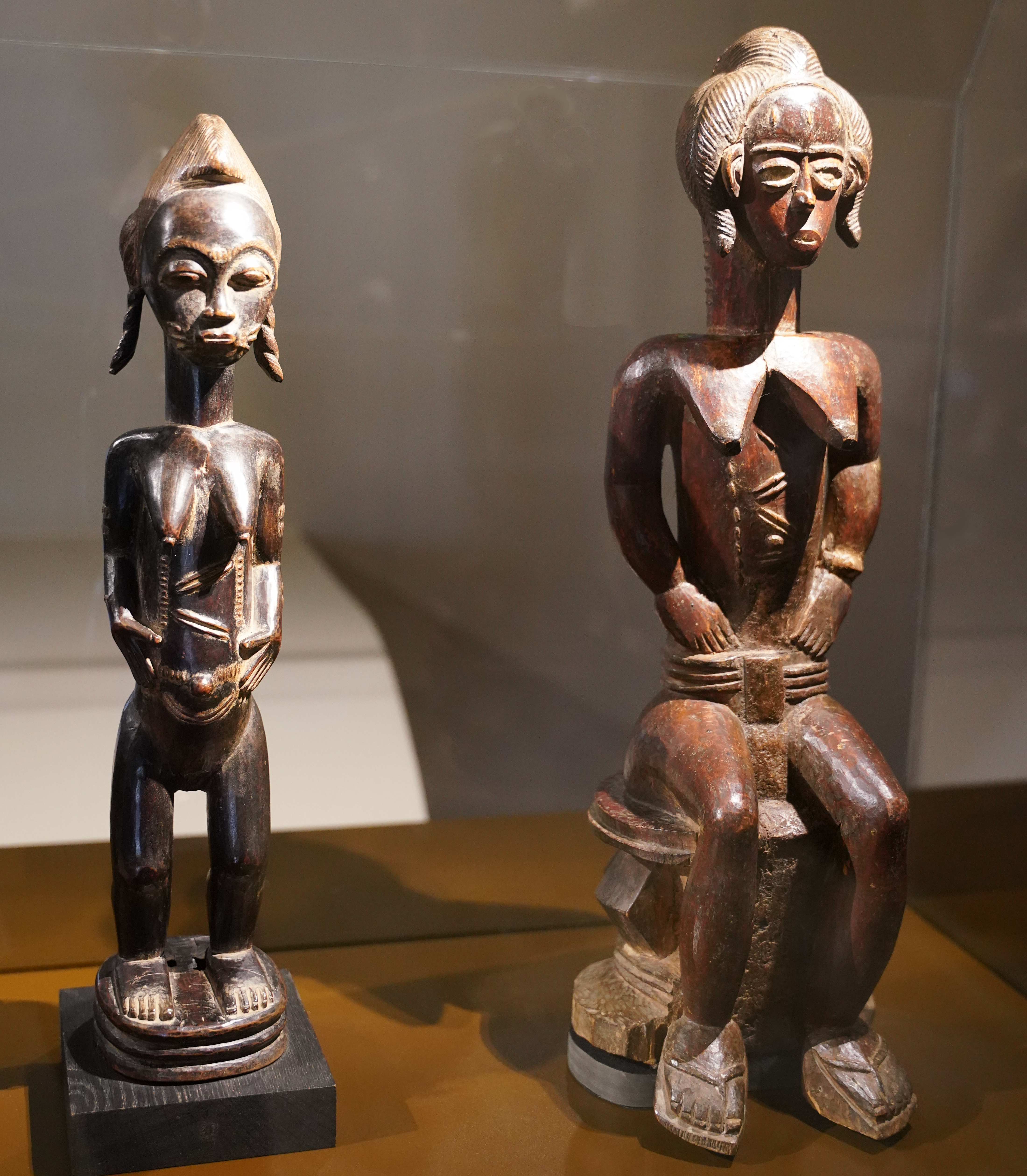
Statues baoulées au musée de Troyes, février 2023
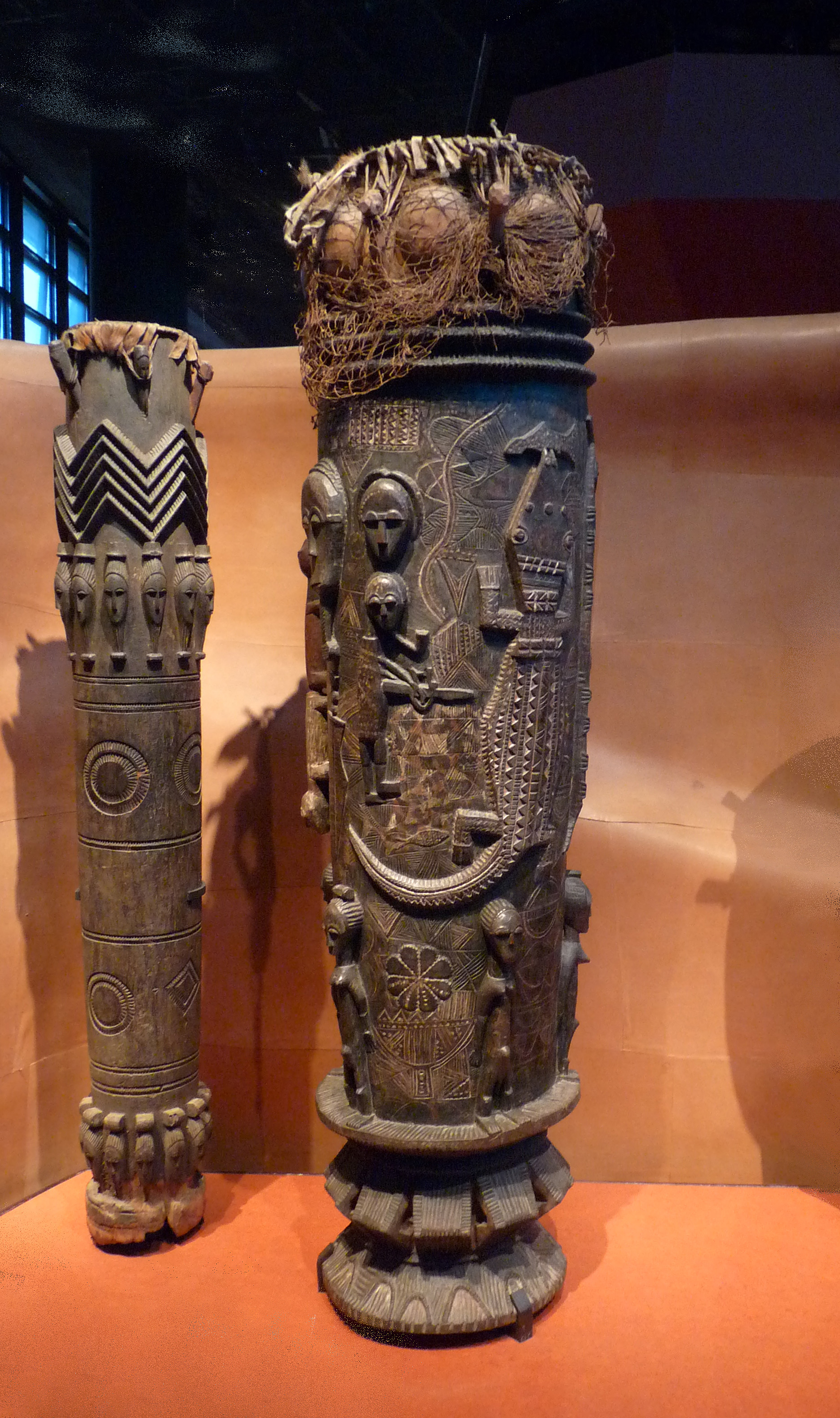
Tambour du peuple Baoulé, en bois, pigments, fibres végétales de la fin du 19e siècle. Musée du quai Branly, mai 2012
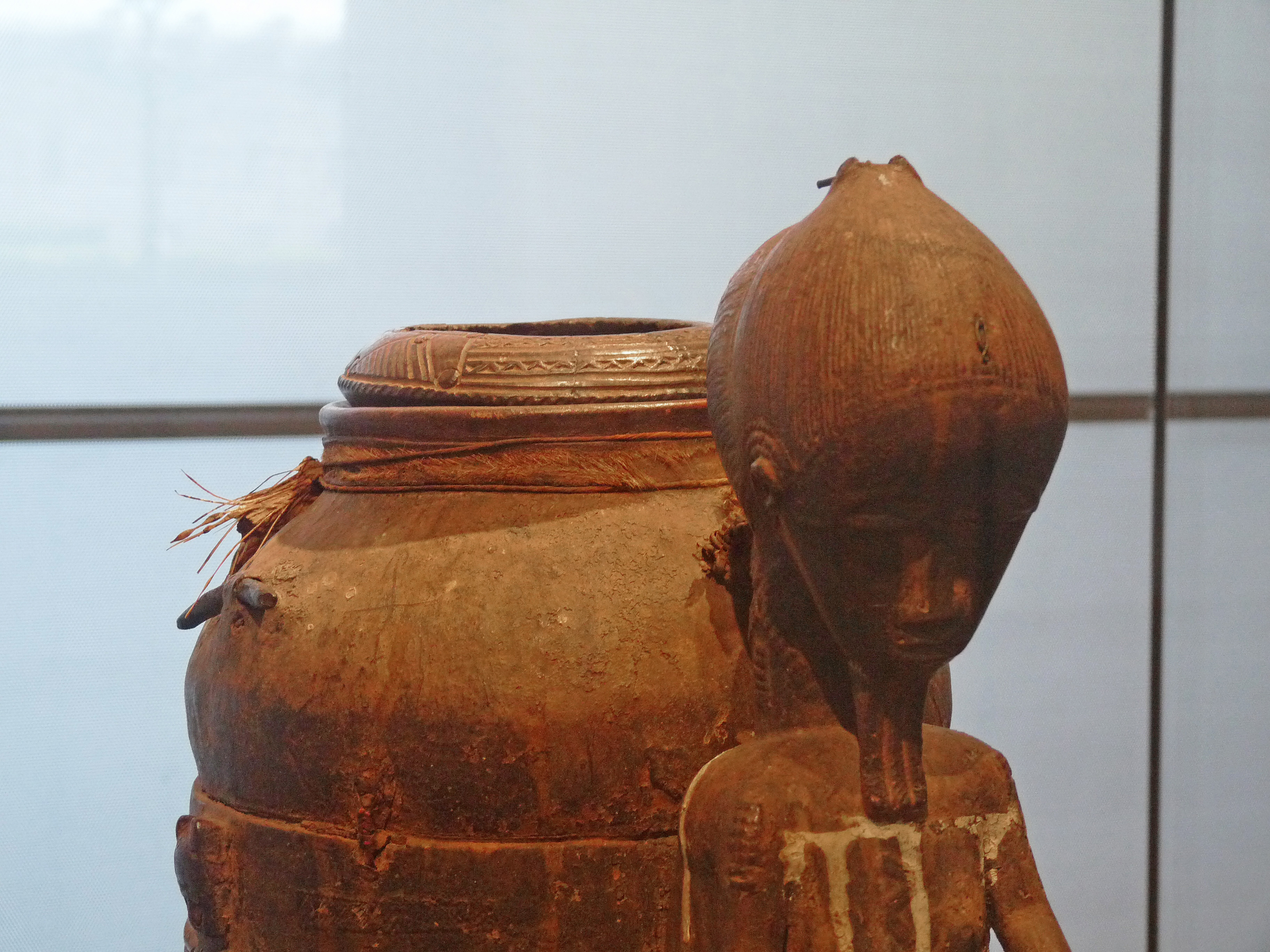
Récipient et corps sculpté ou boîte à divination par les souris en bois, terre cuite et kaolin, art baoulé de la seconde moitié du 19e siècle. Pavillon des Sessions, Musée du Louvre, mai 2012
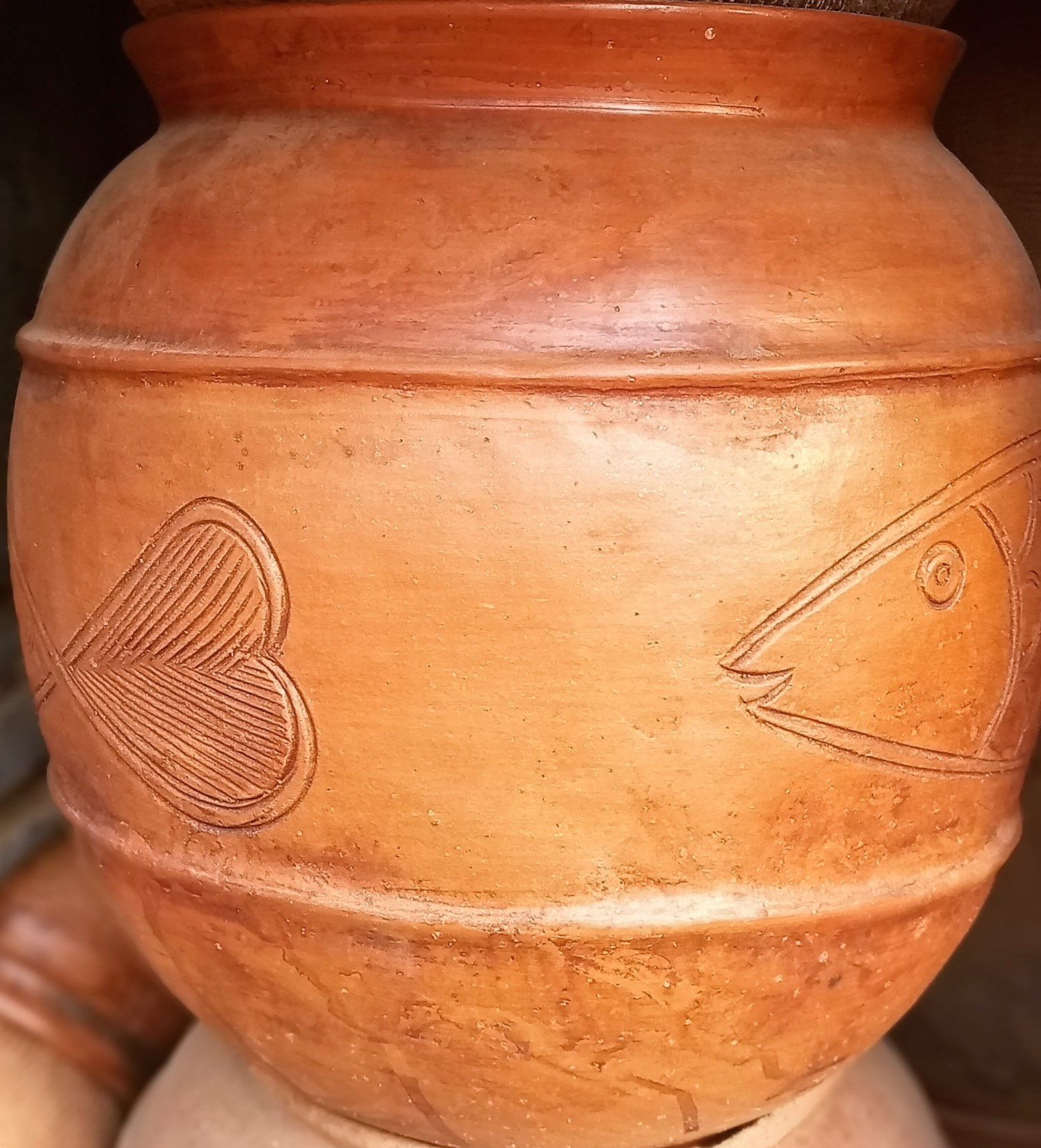
Canari en vente sur le marché Sokoura de Bouaké, mars 2023

Les masques sculptés par ces artisans polyvalents, sont généralement en bois dur, ornés de pigments naturels et décorés par des tissus, des coquillages, des plumes, de fleurs et autres éléments colorés. Ils restent souvent associés à un type de cérémonie ou même à une occasion rituelle précise, et gardent une grande importance dans la culture et la religion baoulées. Ces pièces souvent uniques, en termes de design ou de détails, et non en terme d'intercession avec les ancêtres et les esprits, sont souvent considérées aujourd'hui comme des œuvres d'art à part entière.

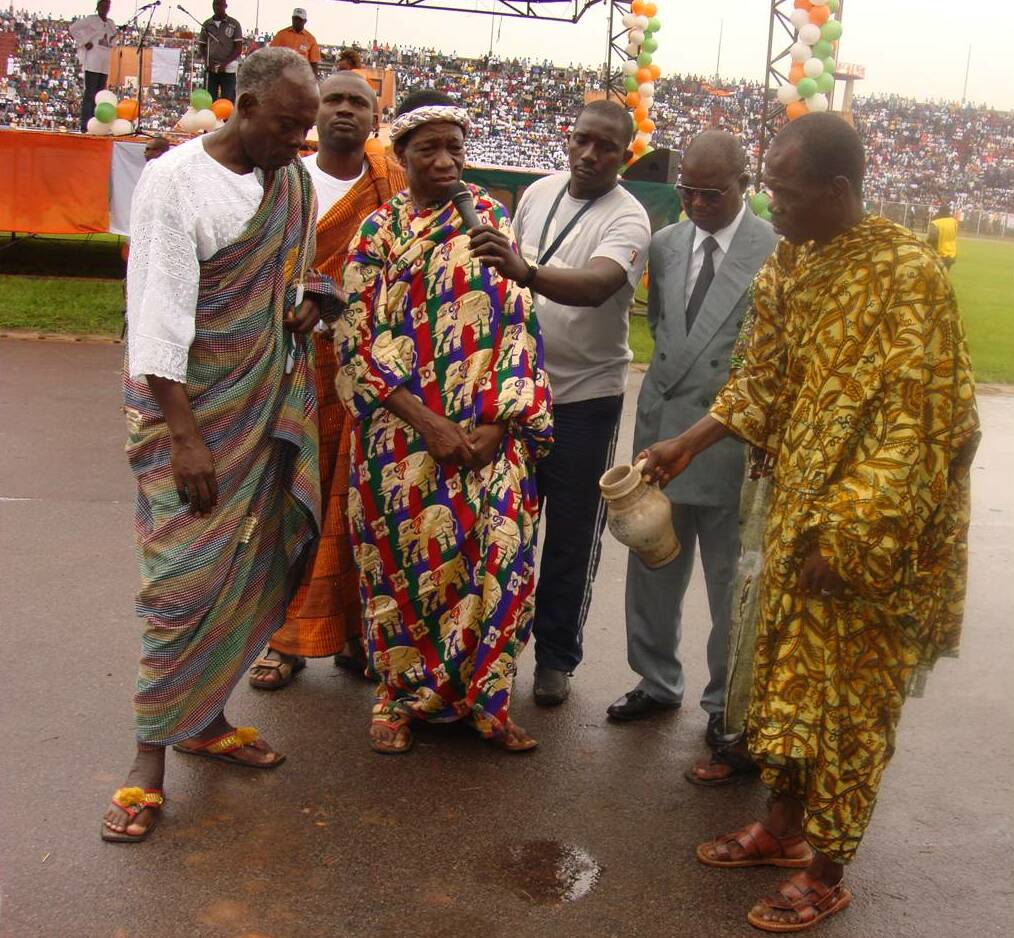
Un chef traditionnel et sa délégation exécutant des pratiques « animistes ».

### XIXesiècle
C'est en 1858 qu'est fondé le marché rural de Gbékékro, avec celui de Kotia Kofikro. Son chef est Gossan Kwa Gbeke, roi baoulé et chef charismatique de guerre, sage légendaire connu pour l'autorité exercée sur son peuple, c'est-à-dire ses partisans, de la tribu des Assabous (groupe Akan). Il aurait succédé à la reine Pokou et à sa nièce Akwa Boni, connues pour leur grande épopée légendaire à travers la savane baoulé jusqu'à l'installation définitive de la famille royale baoulé dans la région de Oualébo à la fin du XVIIIe siècle.
Le vieux Gossan Kwa Gbeke, s'inventant, avec le chef Kotia Kofi, fondateur du village de kotia koffikro, un rôle d'arbitre et de médiateur avec l'appui des « Touré » à savoir Mori Touré Fondateur de Marabadiassa et de Souleymane Touré son frère et son successeur, préside la cérémonie officielle de conclusion du traité de non-agression avec Samory Touré dans le village de Kotia Kofikro appelé communément Koutchakro ( situé au Nord actuel de  Bouaké) en 1893. À la mort de Gossan Kwa Gbeke en 1897, Kouassi Blé lui succède.
À la suite de l'accord de non-agression, le marché agro-pastoral de Kotia Kofikro (quartier actuel de Koutchakro) est transformé en un important marché d'esclaves ou ( captifs) à partir de 1894. Jusqu'en 1898, tous les captifs des guerres samoriennes (pouvant aller jusqu'à plusieurs centaines par jour) étaient conduits à ce marché pour y être vendus, principalement aux chefs baoulés et gouro.
Jouant la concurrence avec les troupes anglaises qui ont soumis le Ghana voisin, la France a décidé de contrôler au plus vite les pistes et les rivières qui mènent vers le nord, à partir du port français de Grand-Bassam. Émerge ainsi le rôle stratégique de Bouaké et du pays baoulé. Les premiers Français atteignant Bouaké sont le capitaine Jean-Baptiste Marchand et ses tirailleurs qui y passent en décembre 1893 (débarqués en mai 1893 à Grand Lahou). Puis, en février 1895, un tirailleur venu du Soudan français est envoyé comme "garde-pavillon" auprès du chef Kwa Gbeke, qui repart en juin 1895. Mi-1896, un poste militaire français est installé à Gbékékro par le capitaine Braulot (accompagné de tirailleurs et de l'administrateur colonial Maurice Delafosse), puis il est évacué en octobre 1896.
La victoire des Français est finalement acquise sur le front soudanais contre l'Almamy Samory Touré par quelques forces d'infanterie venues à pied du Sénégal et des troupes d'infanterie de marine venues de Grand Bassam, avec un vigoureux appui décisif de populations menacées ou hostiles à ces chefferies autant traditionnelles qu'esclavagistes. Délaissant les autres centres de chefferie du nord à la vindicte villageoise, la minuscule armée française décide de conquérir, puis de s'installer et pacifier la ville fondée par Gossan.
En 1898, le centre d'important trafic entre nord et sud, qui deviendra Bouaké, lieu d'implantation d'un nouveau poste colonial, compte 600 habitants. Les Baoulés se sont enrichis pendant les récents conflits en fournissant, à des taux de change avantageux, armes et poudres à l'Almany, recevant foule de captifs aussitôt envoyés vers le sud, vers les gisements aurifères ou les exploitations de caoutchouc lianes.
En août 1898, l'armée française sous la conduite du capitaine Paul Auguste Benoit, mandaté par son supérieur, le commandant Pineau, implante un poste militaire, actuel camp du 3e bataillon de Bouaké, à l'ouest du village de Gbêkêkro dit "Gbêkêklo",,. Il s'agit de la 8e compagnie du Régiment de tirailleurs Soudanais arrivant de Bobo-Dioulasso par Kong puis Satama-Sokoura,. Le vaste camp retranché, construit par les soldats, aidés par une foule d'anciens esclaves de Samory et des nombreux réfugiés des régions pillés de Katiola et Dabakala, est installé sur une colline à proximité du grand marché d'esclaves Kotia Kofikro et de la chefferie Faafoué. Il bénéficie d'importants soutiens récents de communautés, notamment marchandes en particulier de Marabadiassa, dans le nord du pays baoulé, qui justifie l'ordre du commandant Pineau. Mais diverses escarmouches sanglantes éclatent entre troupes françaises et une fraction hostile de la population gbékékroise, car la guerre contre Samory n'a point encore été gagnée et le chef de Gbêkêkro, Kouassi Blé a refusé ouvertement l'installation prévue du capitaine. La courageuse rébellion gbékékroise se solde par une terrible défaite : le village de Gbêkêkro est passé aux flammes par la troupe soudanaise, le chef Kouassi Blé, instigateur est paradoxalement épargné, relégué à une douzaine de kilomètres à l'est de Gbêkêkro. Kouassi Blé y crée Kouassi-Blékro, où siège désormais paisiblement la grande chefferie Gossan de Bouaké. Ce déplacement de la chefferie, associé à la récente capture de Samory, est un évènement important parce qu'il donne les mains libres aux militaires coloniaux pour administrer les terres de Bouaké dès la fin de la construction du camp en octobre 1898 : le pouvoir coutumier et l'ancien droit de propriété foncière se sont évanouis . Fin 1898, le marché d'esclaves de Kotia Kofikro est fermé et son chef Kotia Koffi exécuté. Le quartier "Liberté" est construit pour y loger les esclaves libérés. Ce quartier, rapidement dépourvu des contraintes de clôture, existe nominalement encore à Bouaké : il est également nommé "Djambourou". De 1898 à 1900, l'insécurité règne néanmoins car se poursuivent les derniers soubresauts de cette longue guerre.
Dès 1899, pour susciter la sédentarisation des commerçants musulmans passant par Bouaké pour relier le sud ou le nord de la colonie, les militaires français encouragent la création d'une mosquée dont les premiers imams sont Amadou Cissé, puis Makan Diallo à partir de 1905, au quartier Djambourou. Les Français cherchent à rallier les musulmans à leur cause et donnent aux Dioula le monopole du commerce entre Tiassalé et le Soudan français. C'est ainsi la naissance du quartier Dougouba où ces commerçants s'installent également.

### XXesiècle

#### Naissance de la moderne Bouaké
À la suite de la défaite, quelques colons français s'installent à la suite d'une chétive administration civile, mais aussi une foule de populations diverses des anciennes chefferies, venues servir les nouveaux maîtres. À Bouaké, au début du XXe siècle, existait seulement un poste militaire, un quartier européen (quartier Commerce, créé en 1910 par le gouverneur Gabriel Angoulvant) et trois villages : celui des représentants baoulés (sur la route allant à Maraba-Dyassa), celui de Liberté (500 habitants), et celui Mandés-Djoulas de Dougouba (400-500 habitants). Bouaké accueille l'une des dix-huit écoles de village françaises créées en 1903. Elle comporte trente-huit élèves encadrés par deux instituteurs francophones. En 1905, Bouaké désigne une des cinq conscriptions du cercle du Baoulé, la plus au nord, les autres postes ou conscriptions sont Toumodi, le chef-lieu du cercle, Tiassalé la plus méridionale, Ouossou et Kodiokofi/Kouadiokofi dont les centres sont respectivement au nord-est et au sud du chef-lieu. Cette même année, les postes militaires sont supprimés en pays baoulé, alors que la pacification de la colonie n'est officiellement achevée qu'en 1915. Le terrain en concession urbaine à Bouaké est classée en troisième catégorie, imposant une redevance annuelle de 40 centimes par are.
Les colons français décident de fonder une ville nouvelle, administrée et structurée. Déjà, en 1900, des liaisons s'établissent entre Bouaké, Toumodi, Tiassalé, M'Bahiakro, Béoumi, Sakassou, Marabadiassa, Katiola. Quatre ans plus tard, s'ouvre le premier bureau de poste de Gbékékro. En 1907, des liaisons télégraphiques sont établies. C'est en 1910 que le site de Gbékékro prend une forme de ville européenne et devient l'embryon de la moderne Bouaké, avec l'instauration d'une parcellisation du foncier. Cette même année, William Merlaud-Ponty, gouverneur-général de l'Afrique-Occidentale française, met en place l'approbation du premier plan de lotissement de Bouaké dont les travaux seront conduits par le capitaine Colomb. La mosquée est également déplacée en 1910 du quartier Djambourou au quartier Dougouba pour rapprocher les musulmans, et leurs activités commerciales, de la future gare. Deux ans plus tard, les Français mettent en place la ligne de chemins de fer, du fait de sa prolongation entre Dimbokro et Bouaké. L'arrivée du chemin de fer en 1912 explique l'essor de la ville. Désormais, les commerçants baoulés n'ont plus de réticences à la présence française. Tisserands et teinturiers, hommes forgerons et femmes potiers, cordonniers et travailleurs du cuir, menuisiers et bijoutiers commencent à s'installer en ville. Une ambulance sanitaire, avec assistance médicale et lutte contre les épidémies, est installée à Bouaké.

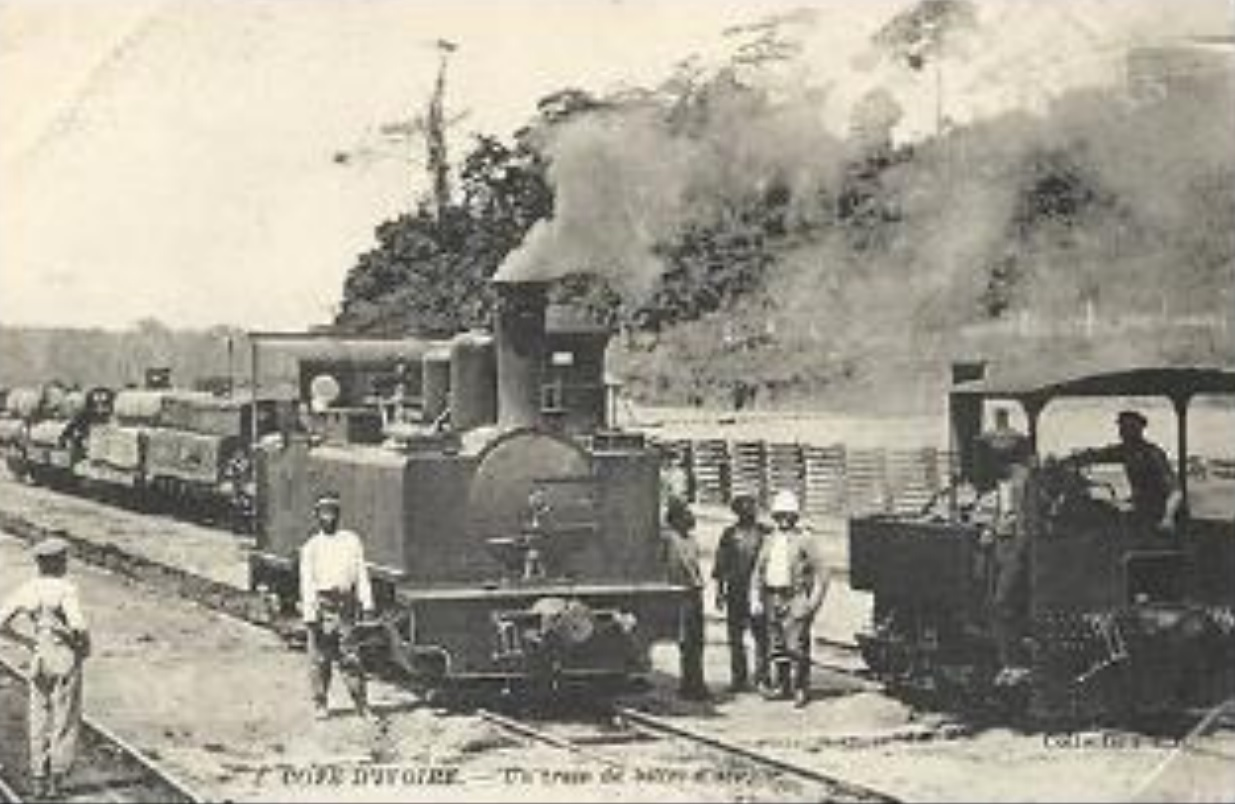
Locomotive Decauville sur la ligne de chemin Abidjan-Bouaké, au temps du charbon et de la vapeur

#### Grande Guerre

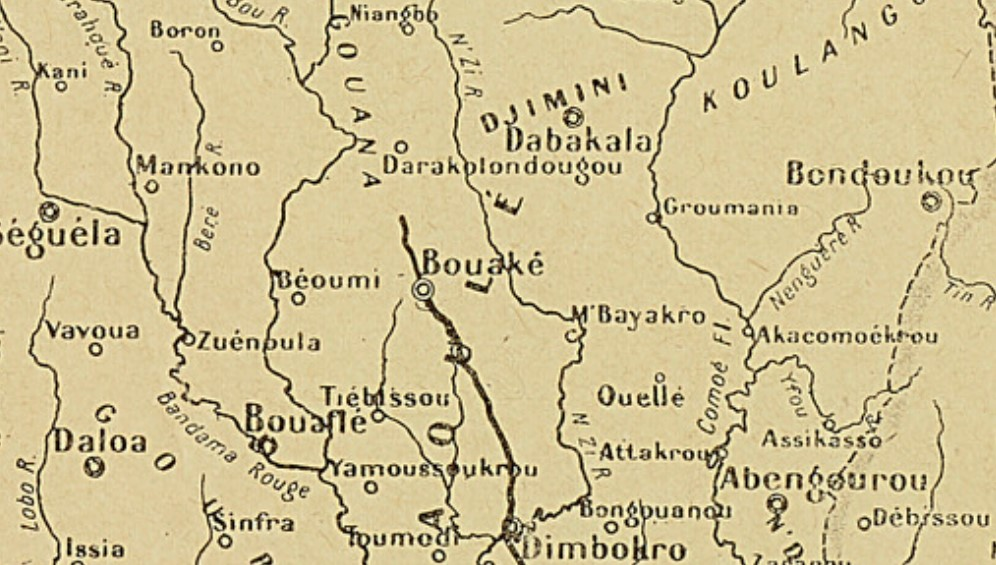
Zoom sur Bouaké et le pays baoulé vers 1919, carte schématique attestant l'arrêt de l'avancée du chemin de fer pendant la Grande Guerre.

Les premières routes, en particulier l'axe Bouaké-Fergéssédougou-Bobo Dioulasso, sont construites ou achevées pendant la Grande guerre. Plus tard, le grand axe routier Abidjan-Bobo-Dioulasso est associé à des transversales vers le chemin de fer telle que Bondoukou-Bouaké-Séguéla-Man. Une usine d'égrenage, avec égreneuses et presses à coton est installée à Bouaké dès 1914. La culture du coton est reconnue pour être très ancienne, ce qui n'est pas le cas dans l'ensemble de l'AOF. Une ferme cotonnière est fondée à Bouaké et à Fergéssédougou, pour améliorer les cultures existantes et sélectionner les variétés. Les schistes métamorphiques parsemés de pyrites et de minces filons d'or du massif du Koukombo, dans le cercle de N'Zi-Comoé continuent d'attirer en saison des foules du pays baoulé voisin, venues y chercher la fièvre de l'or, à défaut de richesses, en s'appliquant à un rude orpaillage traditionnel.
Les écoles primaires françaises se transforment, l'école de Bouaké évolue et prend un statut d'école régionale, l'essaimage d'école de village se poursuit lentement car il n'y a aucune formation supérieure disponible, à moins de gagner la métropole, ce qui est un frein drastique à la formation de maîtres locaux

#### Entre-deux-guerres
Halte importante entre Abidjan et le Soudan, carrefour de routes importantes ou principales, Bouaké ne cesse d'aimanter diverses missions des pères missionnaires depuis deux décennies. Le père Gorju décrit en 1920 un observatoire de pilote où doit s'exercer la vigilance missionnaire, vers les contrées baoulées et les pays voisins. En 1925, les Missions africaines s'installent à Bouaké. C'est l'origine de l'institution scolaire saint Viateur.
En 1921, le cercle de Baoulé affichait une densité de 12 habitants par km carré, soit 216 499 habitants pour 18 011 km carré. Une estimation de la population s'élève 3 600 habitants, la partie française et coloniale, avec le quartier du commerce, les magasins et restaurants haut de gamme et la poste centrale, est rigoureusement disposée en plans carrés que la voie ferrée sépare des quartiers indigènes à l'organisation libre et aléatoire.
La gare de Bouaké est restée un point terminus à 316 km du littoral. Le trajet depuis Abidjan s'effectue en une journée. Le fret du train, en dehors des produits alimentaires ou ligneux locaux, se compose principalement de sel, de tissus de coton, d'ouvrages en fer, de machines et de vins importés. Les travaux ferroviaires vers le soudan (Haute-Volta) se poursuivent après la Guerre, ainsi que l'amélioration très lente des routes. S'il est vrai que la saison sèche de novembre à avril facilite les déplacements sur les routes menant à Bouaké, une seule route automobile, celle de Béoumi à Bouaké, est classée en première catégorie grâce à ses ponts en dur. Les routes de seconde catégorie, c'est-à-dire sans empierrement, disposant de ponts en bois et permettant des convois automobiles, sont encore restreintes : de Bouaké on peut accéder à Séguéla, Tafiré et au-delà gagner Korhogo et Odienné, sans oublier Dabakala et Bondoukou. Routes et chemins, avec des raccourcis de vieilles pistes, sont largement empruntés en saison sèche par une foule impressionnante de marcheurs, parfois des familles ou des groupes villageois en entier.
Le cercle de Bouaké, dit aussi Baoulé, englobe les subdivisions de Béoumi, Thiébessou et M'Bahïakro : le recensement de 1930 indique pour l'ensemble  214 286 habitants indigènes et 177 Européens. Selon le recensement de 1929, Bouaké, chef-lieu du cercle baoulé, compte 5 786 habitants permanents et seulement 93 européens. Selon le recensement de 1930, Bouaké probablement étendue en accord avec les commissions consultatives de voirie, d'hygiène et d'assainissement, bondit à 10 118 habitants en incluant 164 européens. Pour justifier ce chiffre surprenant supérieur à celui d'Abidjan, la statistique mentionne que "Bouaké, située au milieu des fertiles régions du Baoulé, dans d'excellentes conditions climatériques, prend chaque jour une extension plus grande". Le périmètre de la ville sera néanmoins réduit, en accord avec le rôle capital que doit jouer le Sud. La ville est accessible, en théorie par tous les temps, par huit routes calibrées, officiellement toujours en voie d'amélioration. L'école française est désormais plurielle à Bouaké, les missionnaires de saint Viateur l'associent à l'action catholique alors que l'administration coloniale s'efforce de garantir une lente progression de l'école publique
Le service zootechnique du gouvernement de la Côte d'Ivoire, ainsi que le service textile créés par arrêté du 4 janvier 1924, sont installés à Bouaké, pour des raisons pratiques. Un centre de sélection spécifique de la belle race bovine baoulé, forte de 8 000 têtes, s'est implanté à Bouaké. Les moutons et les chèvres à robes blanche et noire sont présents presque partout aux abords des villages. Le cercle baoulé avec 26000 caprins compterait une moitié de la population de capridés de la zone moyenne de Côte d'Ivoire, de même latitude. Les ânes, souvent itinérants, sont de faciles victimes des maladies à trypanosomes ou trypanosomiases. Les bœufs zébus venus du nord, Macina, Mossi ou Sahel, sont souvent infectés de manière similaire en chemin et les bovidés survivants ne parviennent souvent à Bouaké que dans un état de maigreur extrême. Le pays baoulé demeure au cœur des échanges ou croisements de bestiaux entre Nord et Sud. La peste bovine, virulente en 1911, 1913, 1918 et 1922, a fait périr les trois quart du cheptel ivoirien. Le Cercle baoulé, de loin le plus peuplé, a perdu 12000 têtes de bovins. Des agents locaux de police sanitaire et vétérinaire, appliquant souvent des soins infirmiers, pansements et sérums préventifs, ont été formés au service zootechnique de Bouaké pour assurer le contrôle sanitaire, au niveau des points cruciaux des routes de migration. La "ferme de Bouaké" n'est pas uniquement avisée sur les bovins, elle étudie et soigne avec application les espèces caprines, ovines et porcines.
Des concessions de bois ont été accordées, pour favoriser la production de la liane gohine (sic) et, à partir de son latex, du caoutchouc nigger. Des petites plantations villageoises de teck sont favorisées en milieu rural autour de Bouaké. Des cultures du colatier sont entreprises, afin d'exporter la noix de colas vers le Sénégal. D'une manière générale, la croissance commerciale en Côte d'Ivoire, qui manque de plus en plus de main d'œuvre, est spectaculaire : entre 1919 et 1929, elle est multipliée par 10. Cette croissance, dopée par l'exportation prédatrice des essences nobles de bois du Sud forestier, est en partie trompeuse. Pour fournir une main d'œuvre servile aux coupeurs de bois, une foire aux hommes est installée à Bouaké. Un flux d'émigration de plus en plus conséquent, pour échapper aux contraintes militaires ou administratives, voire aux abus des colons entrepreneurs activant une nouvelle économie de traite négrière, se dirige vers les pays anglo-saxons, jugés plus prospères, à commencer pour le pays baoulé vers la Côte d'or voisine qui partage une même culture Agni-ashanti.
Bouaké, important centre ferroviaire sur la ligne Abidjan/Ouagadougou passant par Bobo-Djoulasso, permet un important flux des travailleurs saisonniers du nord vers le sud, drainant également la main d'œuvre de la Haute-Volta et de ses marges vers les plantations de cultures tropicales ivoiriennes. La ville se met aussi avec application à l'heure industrielle au cours de l'entre-deux-guerres : usine de transformation agro-alimentaire, centre de collecte du sisal, usines à vapeur pour assurer le pressage et l'égrenage du coton aux établissements Robert Gonfreville et à l'association cotonnière coloniale, filatures de coton employant une main d'œuvre féminine fondées dans les années vingt qui rejoignent, avec quelques tissages, au cours des années cinquante le groupe Boussac. Les filatures de Bouaké dans le quartier Gonfreville forment encore une image classique des livres de géographie Nathan d'après-guerre aux années 1970.
Bouaké accueille la 3e compagnie du 5e bataillon de tirailleurs sénégalais. Il existe un collège de garçons à Bouaké dès la fin des années trente.
L'administration française mise surtout sur le développement de la frange méridionale, la plus humide et boisée, de la Côte d'Ivoire, desservie par des zones portuaires, favorables à l'importation de la métropole et à l'exportation de denrées coloniales, selon le modèle standard de domination de l'Empire britannique. Bouaké, dans cette logique économique étroite, doit drainer au mieux les ressources disponibles du nord, ce qui n'empêche le départ de sa fulgurante croissance démographique due à l'excellence et à la variété de ses productions agricoles. Les ignames, faciles à cultiver avec un bon rendement en pays baoulé, constituaient la base de l'alimentation sommaire au début du siècle. Ils sont désormais associés, bien plus souvent, au manioc, au taro, au riz de montagne, au maïs, au mil, aux arachides, à l'huile de palmiste, aux variétés de haricots et de légumes, aux diverses sortes de condiments, à la banane plantain et autres fruits, amandes, etc..

#### Seconde guerre mondiale
En 1939, Bouaké compte a minima dans son cœur urbain 6 300 habitants,. Lorsqu'après la défaite de 1940, les importations africaines, notamment ivoiriennes, ne parviennent plus au port de Marseille, des quartiers de la grande ville française commencent, dès septembre, à souffrir de la faim et au fil des mois de détester les promesses inconsistantes du régime de Vichy. Le cercle de Bouaké exporte ainsi des milliers de tonnes d'ignames vers le sud. La filature de Bouaké produit des toiles de coton de bonne qualité. En 1945, la ville accueille en incluant sa proche périphérie 22 000 habitants. 
Le quartier populaire du Koko, au nord de la voie ferrée, abrite déjà le grand marché, où transitent des noix de cola, du poisson séché et des bovins, un des points forts du commerce dioula. Autour de la grande mosquée, se trouve ainsi ce marché typique aux couleurs vives, l'un des plus grands du pays. La zone résidentielle commence à se muer plus à l'ouest en habitat précaire ou bidonville. Par contre, à l'est du vieux centre, s'élabore une zone résidentielle réservée aux privilégiés. Le quartier européen, où se concentrent les administrations et les magasins, attirent généralement dans son voisinage au nord de la voie ferrée, un flux continu de migrants ruraux qui multiplient les quartiers d'habitation en lotissement ordonné ou en aménagement précaire ou spontané et insensiblement commence à créer une grande ville.

#### Après le milieu duXXesiècle
La ferme modèle de Bouaké participe à la lutte contre les épizooties, un accroissement, en quantité et en qualité, de la viande de boucherie est observé sur les étals de la ville et de ses environs. Une politique de construction scolaire, nettement plus volontaire et structurée, est lancée après guerre, et Bouaké compte déjà un collège de garçon et multiplie les formations techniques. L'IRCT ou institut de recherche sur les cotons et les textiles connaît un développement indéniable après une cruelle éclipse : la reprise des cultures du coton en 1947-48, à la suite de leurs abandons pendant la guerre, lui donne un second souffle. La station cotonnière réputée de Bouaké retrouve le succès avec la variété N'Kourala adoptée par les vigoureux cultivateurs baoulés. Le centre ville de Bouaké, selon les statistiques coloniales encore ouvertement discriminantes vers 1950, compte plus de 25 000 habitants contre seulement 850 Européens.
L'essor du transport aérien après guerre est précoce, du fait de la difficulté du transport sur les routes et pistes. L'aéroport, à 7 km de Bouaké, avec deux pistes latéritiques disposées en X de 1 200 m de long et 40 m de large à la fin des années quarante, développe des lignes régulières avec Abidjan et Bobo-Dioulasso. Le transport ferroviaire, en dehors du fret, n'a plus qu'un rôle local ou limité aux migrations des travailleurs saisonniers.

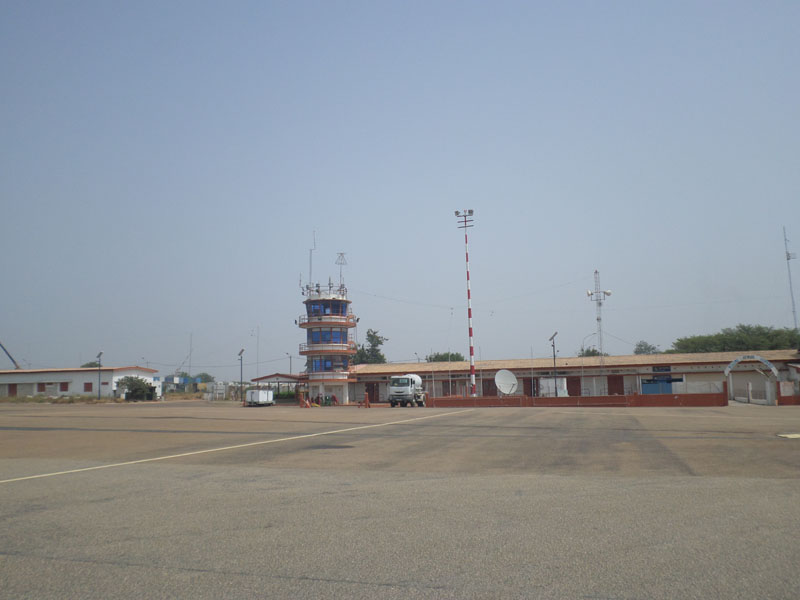
Aéroport de Bouaké : bout de piste en 2016

Le projet du barrage de Kossou, à une centaine de kilomètres sur le fleuve Bandama, est étudié dès 1950. Les autorités ivoiriennes le réalisent presque vingt ans plus tard, pleinement conscientes des effets prévisibles de ce grand chantier chassant 100 000 habitants et inondant de vastes superficies de terres arables. La prise en charge d'une réorganisation économique s'effectue en créant l'AVB, c'est-à-dire l'autorité pour l'aménagement du Bandama. L'AVB doit surtout empêcher un glissement systématique de la population évacuée vers Abidjan et promouvoir divers centres locaux de relogement, en particulier renforcer le rôle directeur de Bouaké. D'un point de vue technocratique, commun dans les années cinquante, le barrage hydroélectrique est une vraie solution pour produire de l'énergie transportable à faible coût, étendre les réserves en eau pour lutter contre les sécheresses, et même renforcer une activité de pêche lacustre, avec des pêcheurs baoulés. Après 1969 et la naissance d'une écologie scientifique et politique, la même réalisation paraît revue en suite de désastres annoncée, d'abord sur les écosystèmes et leur biodiversité, ensuite sur les modestes paysans déplacés relogés ou parqués sur des hauteurs souvent incultes ou vite asséchées.

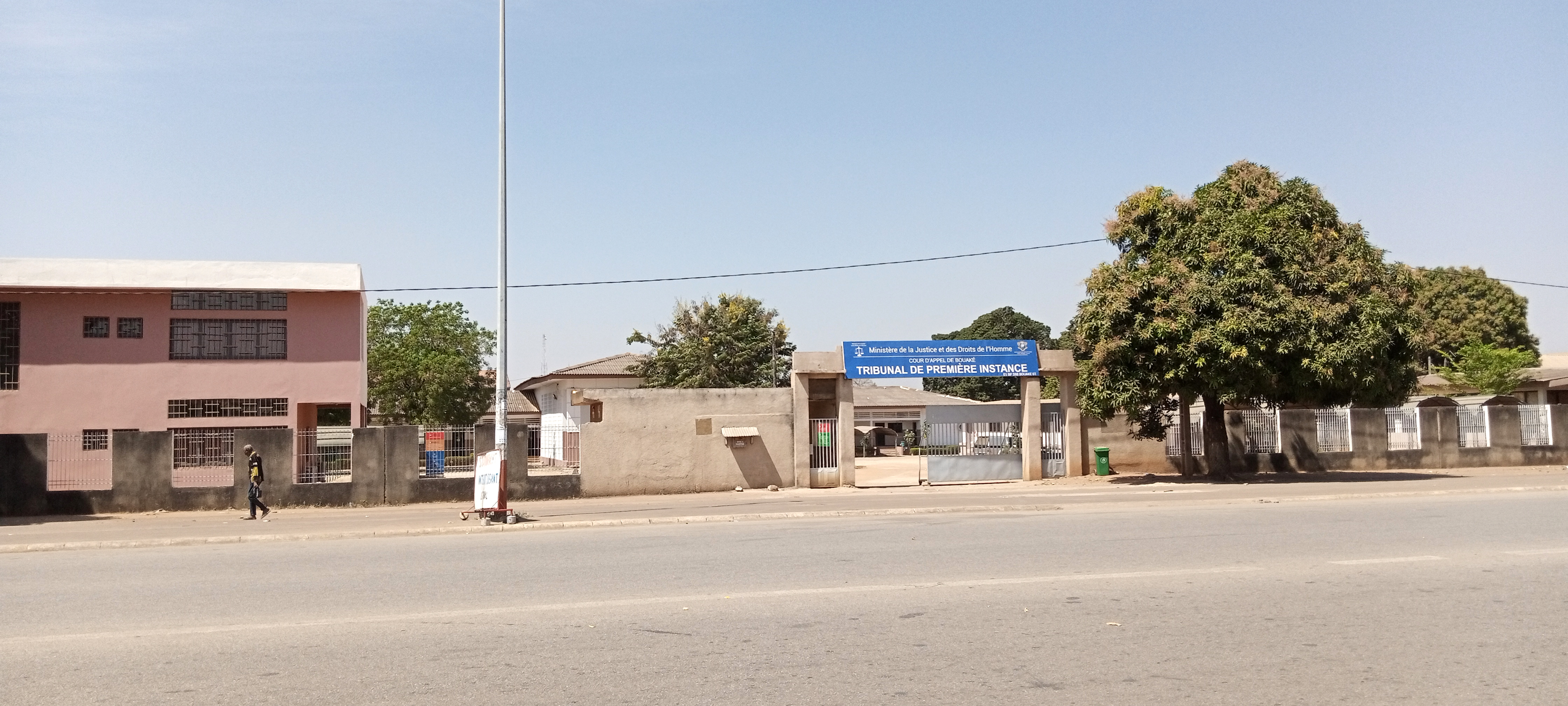
A hauteur du palais de Justice de Bouaké, janvier 2022

De 1952 à 1966, le centre connaît déjà une forte densification, la ville s'étend au nord et à l'ouest, certaines localités comme Koko ou Liberté étant transformées en lotissements. En 1957, le maire de Bouaké, Djibo Sounkalo et le maire de Villeneuve-sur-Lot Jacques Raphaël-Leygues expriment leur volonté de faire un partenariat des deux villes : le 27 juillet 1957, cette expression de partenariat se solde par un jumelage des deux municipalités. De 1966 à 1982, Bouaké, nouvellement entrée dans la période indépendante, connaît des modifications spatiales importantes avec l'absorption de nouveaux villages. Des localités périphériques intègrent la ville : il s'agit de Belleville, Broukro, Konankankro. Dans cette atmosphère d'expansion, des riverains ruraux des quartiers péri-centraux sont déplacés afin de permettre la réalisation d'importants programmes de voirie. En 1960, Bouaké atteint 12 000 habitants. En 1971, le Centre du riz pour l'Afrique est créé et installe son siège dans la ville. Les champs de riz bordent le quartier N'Gattakro.
Dans les années 1980, la transformation de Bouaké atteint sa « phase finale » et conduit à sa configuration actuelle. Bouaké, ville parfois cosmopolite avec ses quartiers haoussa et mossi, ses bouchers mauritaniens, ses vendeurs de tissus senoufos... dispose d'une belle cathédrale catholique et d'une grande mosquée. Dans le quartier N'Gattakro, d'anciens paysans baoulés maîtrisent la sculpture sur bois traditionnelle. Le rayon d'extension de Bouaké est de 7,6 kilomètres ; tous les villages figurant dans cet espace sont intégrés à Bouaké. Depuis 1980, la ville s'est étendue de plus de 1 200 hectares. À la fin des années 1990, plus de 4000 personnes sont encore employées dans le secteur textile, pourtant soumis à la concurrence mondiale. Les usines de coton, ainsi que les fabriques d'anacarde (noix de colas), de tabac (cigarettes) et d'alcool sont pleinement actives. Les instituts de recherches sur l'élevage et les fibres textiles tropicales acquièrent une grande renommée.
Politiquement, de 1960 à 2000, Bouaké vit au rythme de la Côte d'Ivoire : trente-trois ans de « règne » de Félix Houphouët-Boigny, succession d'Henri Konan Bédié en 1993, puis coup d'État de Noël 1999, fomenté par Robert Guéï qui destitue H.K. Bédié à la tête du « pays d'Éburnie ».

### XXIesiècle

#### Élections de 2000
En 2000, Laurent Gbagbo remporte l’élection présidentielle avec 59 % des suffrages face à Robert Guéï, qui refuse d'admettre sa défaite et reste en fonction. À Abidjan, une révolte populaire éclate en faveur de Laurent Gbagbo, ce qui lui permet, sous cette pression populaire, de devenir président de la République, le 26 octobre, alors que le général Guéï ne reconnaît sa légitimité que le 13 novembre. Lors des élections législatives organisées le 10 décembre suivant, le FPI apporte au nouveau président élu une confortable majorité de 91 sièges, contre 70 au PDCI-RDA, l'ancien parti unique qui a dirigé le pays pendant plus de trente ans, et 16 indépendants. La Côte d'Ivoire, et notamment sa capitale économique et principale métropole, Abidjan, est le théâtre, pendant ces élections, d'agitations retentissantes suivies de violents affrontements. Pour sa part, Bouaké, tout en prêtant une oreille attentive aux évènements, ne vibre pas au « son violent et sanguinaire » d'Abidjan.

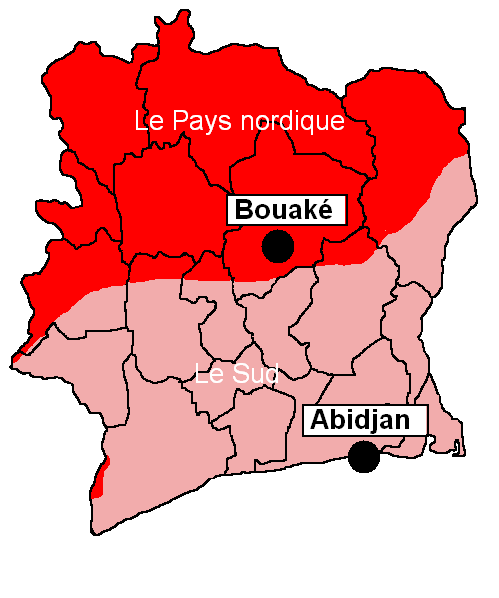
Bouaké, capitale du pays nordique rebelle opposé à Abidjan, capitale du sud loyaliste.

#### 2002: la prise de Bouaké
Deux ans plus tard, Bouaké devient le bastion des rebelles opposés au gouvernement central d'Abidjan qui occupent la moitié nord du pays. Le 19 septembre, des soldats rebelles venus du Burkina Faso tentent de prendre le contrôle de la ville d'Abidjan. Après l'échec de leur tentative, les putschistes sont repoussés et se replient sur Bouaké et les villes ivoiriennes du nord. La rébellion militaire, qui prend quelques mois plus tard le nom de Forces nouvelles, occupe progressivement la moitié nord du pays, le coupant ainsi en deux : 
- le Sud tenu par les Forces armées nationales de Côte d’Ivoire (FANCI) et
- le Nord tenu par les Forces nouvelles.

Bouaké, la plus peuplée des villes sous le contrôle de la rébellion en 2002, devient alors la « capitale des rebelles ».

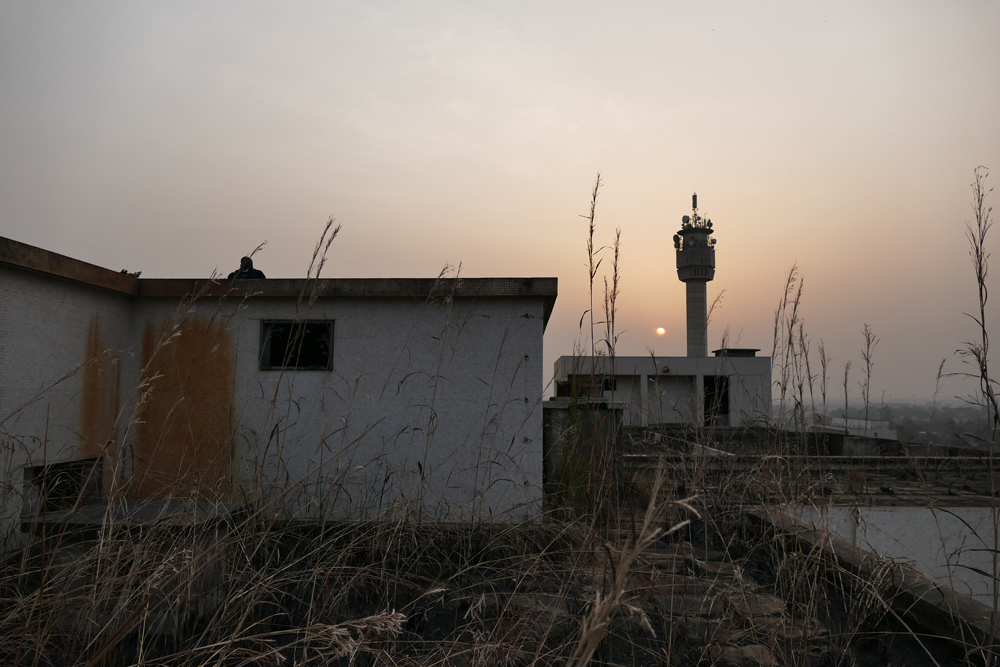
Image de désolation économique à Bouaké en décembre 2014 : sur les toits de l'hôtel Harmattan, déserté depuis septembre 2002, montrant un coucher de soleil près de la tour de l'émetteur régional.

#### Bouaké, capitale des rebelles et rivale d'Abidjan
Dès cet instant, Bouaké est symboliquement opposée à Abidjan, cette dernière devenant « Abidjan, capitale des loyalistes et du sud » et « Bouaké, capitale des rebelles et du pays nordique » (le territoire occupé par les rebelles représente 60 % du territoire national ivoirien). Bouaké qui n'a pas connu la violence des derniers mois de 2000, observe des combats entre rebelles et forces gouvernementales, et passe de mains en mains ; des exécutions sommaires se multiplient, de chaque côté. Les Forces nouvelles exécutent des centaines de militaires loyalistes notamment au Stade de Bouaké qui connaît alors sa « période noire ». Des recrutements de forces sont opérés chez les adolescents bouakéens afin d'intégrer les Forces armées des Forces nouvelles. Durant les jours suivants et jusqu'au mois de novembre, de nombreux syndicalistes, étudiants, opposants politiques du RDR ou des partis proches du RDR, soupçonnés d'être à l'origine de la rébellion, ou militants d'organisations communistes sont exécutés par les forces de l'ordre ou par des miliciens. Trois cents personnes au total ont ainsi été assassinées à l'automne 2002. Des centaines d'étrangers ou de personnes suspectes sont également massacrées par les FANCI ou les mercenaires libériens.

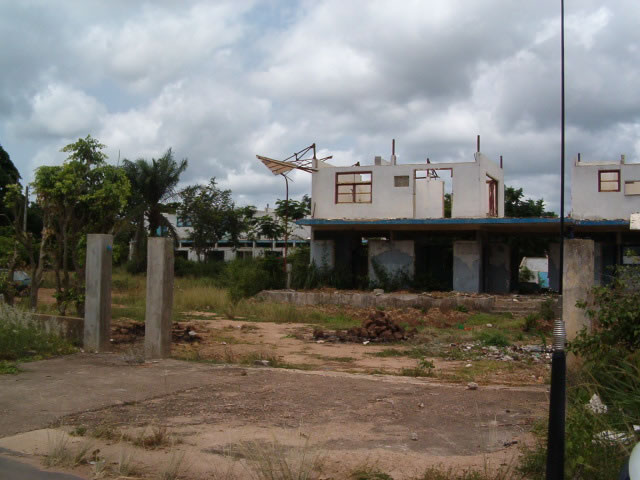
Centre médico-scolaire et dispensaire urbain de Bouaké, bâtiment saccagé lors de la guerre, image prise en octobre 2005

Pour répondre à ces massacres loyalistes, des scènes similaires ont lieu à Bouaké entraînant la fuite vers le sud d'un million d'Ivoiriens alors appelés « déplacés de guerre ». Parmi les principaux dirigeants des rebelles, Guillaume Soro, chef du Mouvement patriotique de Côte d'Ivoire (MPCI), parti principal des rebelles, est issu du syndicat étudiant proche du FPI de Laurent Koudou Gbagbo, mais a aussi été colistier d'une candidate RDR aux élections législatives de 2000, Henriette Diabaté. Les soutiens augmentent progressivement : Ouagadougou se positionne derrière Bouaké tandis que Pretoria se range derrière Abidjan.

#### Tentative de retour de paix
Le 26 janvier 2003, les accords Kléber (dits « de Marcoussis »), sont signés et très vite contestés à Abidjan. Le 27 février 2004, dans sa résolution 1528, le Conseil de sécurité des Nations unies autorise la formation de l'Opération des Nations unies en Côte d'Ivoire (ONUCI), qui regroupe les forces françaises et celle de la CEDEAO (Communauté économique des États de l'Afrique de l'Ouest) (ECOMOG), pour une durée initiale de douze mois à compter du 4 avril 2004.

#### Exactions et crimes
Bien que le nord de la Côte d'Ivoire soit considéré par les rebelles comme libéré, de nombreuses exactions ont été commises un peu partout dès l'automne 2002. Plusieurs massacres ont été commis dans la ville et les environs de Bouaké, provoquant la fuite d'habitants. Plusieurs charniers et fosses communes ont été trouvés par l'ONU et des organisations non gouvernementales comme Amnesty International.
Parallèlement, les rebelles mettent à sac les banques de la Banque centrale des États de l'Afrique de l'Ouest (BCEAO) de Bouaké. Bien que le butin ne soit pas connu avec précision, il est estimé à plusieurs milliards de francs CFA (un milliard de francs CFA = un million et demi d'euros). Plusieurs militaires français de l'opération Licorne sont arrêtés pour avoir ramassé des sacs remplis de billets abandonnés par les pillards.

#### Le retour des tensions

##### Signe de tensions
Dès octobre 2004, la tension remonte entre Bouaké et Abidjan et des signes indiquent que les deux camps désirent en découdre à nouveau. Des soldats de l'ONU ouvrent le feu sur des manifestants défavorables au désarmement des rebelles le 11 octobre. Les Forces nouvelles (FN), annoncent le 13 octobre leur refus de se laisser désarmer face aux achats massifs d'armes des Forces armées nationales de Côte d'Ivoire (FANCI). Elles ont en effet intercepté deux camions des FANCI chargés d'armes lourdes faisant route vers la ligne de démarcation. Le 28 octobre, elles décrètent l'état d'urgence dans le nord du pays.[réf. nécessaire]

##### L'opération Dignité
Abidjan décide d’une contre-offensive, baptisée opération Dignité (parfois appelée opération César). Un film de propagande soutient que cette opération s'est faite avec l'accord de l'Élysée, mais sur ce point, les commentateurs politiques ne sont pas d'accord. Didier Fassio et Elio Comarin, dans leur reportage La bataille d'Abidjan, diffusé sur Arte, en 2006, affirment que Paris était d’accord. Le journal L'Express soutient le contraire. De son côte, le Nouvel Observateur suppose que cet accord de la France serait un malentendu entre Laurent Gbagbo et Jacques Chirac,,.
La responsabilité de la prise de décision du bombardement n’est toujours pas établie. Le site Abidjan.net laisse, cependant, entendre que c’est le Chef d’État-Major ivoirien qui aurait décidé seul d’attaquer l’armée française. L'information est relayée par Bakchich info,. Le 4 novembre, l'aviation récente des FANCI commence des bombardements sur Bouaké. Des combats opposent les forces terrestres les jours suivants mais les FANCI ne parviennent pas à percer. Au total, les Forces nouvelles annoncent la mort de 85 civils lors des raids aériens du 4 et 5 novembre de l'armée ivoirienne. Les forces terrestres écrasent ensuite le bastion rebelle au cours de longs combats dans les jours qui suivent.

##### Les journées du 6 au 9 novembre
Le 6 novembre 2004 a lieu le bombardement de Bouaké : bombardement par l'aviation ivoirienne d'une position de l'armée française située dans l'enceinte du lycée Descartes (lycée français de Bouaké) qui fait neuf morts et 39 blessés parmi les militaires du contingent français. Un scientifique américain du Centre du riz pour l'Afrique est également tué. L'armée française neutralise complètement l'aviation ivoirienne dans les jours qui suivent. S'ensuivent de violents affrontements entre Jeunes Patriotes et armée française à Abidjan. Face à cette situation, Charles Blé Goudé fait une déclaration solennelle dans les médias, c'est l'appel du 6 novembre.

#### La marche vers la paix
Courant décembre, le président Gbagbo relance le processus de modification de la Constitution prévu dans les différents accords, de Marcoussis comme d'Accra III. Le 17 décembre 2004, le projet est adopté par l'Assemblée nationale, 179 députés ayant voté oui contre 19 députés ayant voté non. Cette modification ne porte que sur un mot de l'article 35 : la phrase « Le candidat doit […] être exclusivement de nationalité ivoirienne, né de père et de mère ivoirien d’origine » devenant « Le candidat doit […] être exclusivement de nationalité ivoirienne, né de père ou de mère ivoirien d’origine » ce qui ouvre sa candidature à l'élection présidentielle. En novembre 2004, le président sud-africain Thabo Mbeki est mandaté par l'Union africaine comme médiateur.

#### Les accords historiques de Ouagadougou
Le 4 mars, de nouveaux accords de paix sont signés à Ouagadougou. À la différence des précédents accords, un dialogue direct s'est établi entre les deux parties avec comme seuls médiateurs le président Blaise Compaoré, désigné comme facilitateur, et la communauté catholique Sant'Egidio qui a œuvré très discrètement depuis les accords de Marcoussis.

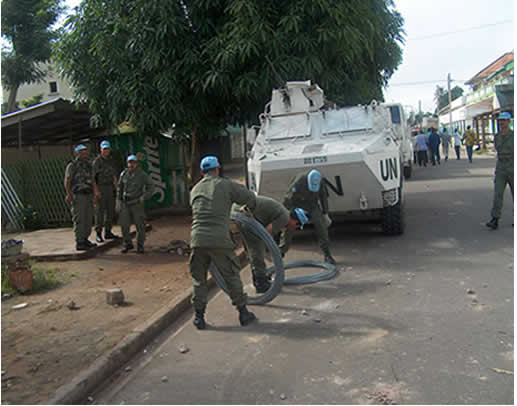
Force militaire de l'ONU sécurisant un périmètre urbain à Bouaké, avant mars 2008 ?

Cet accord a conduit le président Laurent Gbagbo à nommer le 29 mars Guillaume Soro, secrétaire général du MPCI, chef d'un gouvernement de transition dont la liste des membres est fixée par décret le 7 avril. Dans la perspective d'une sortie de crise, une ordonnance est publiée le 12 avril. Elle proclame une amnistie sauf pour les infractions économiques. Un des principaux points de l'accord de Ouagadougou est la mise en place d'une procédure de révision des listes électorales qui devrait permettre l’inscription de trois millions de nouveaux électeurs.
La « zone de confiance », qui désignait la zone de séparation entre zone rebelle et zone loyaliste, est progressivement démantelée à partir du 16 avril, comme prévu dans ces accords.

#### Attentat du 29 juin
Le 29 juin 2007, Guillaume Soro (Premier ministre ivoirien) échappe à un attentat à la roquette lors de l'atterrissage de l'avion dans lequel il était à l'aéroport de Bouaké. Quatre passagers sont décédés (deux gardes de corps de Soro, un membre de son cabinet et un journaliste) et plusieurs sont grièvement blessés.

#### Flamme de la paix

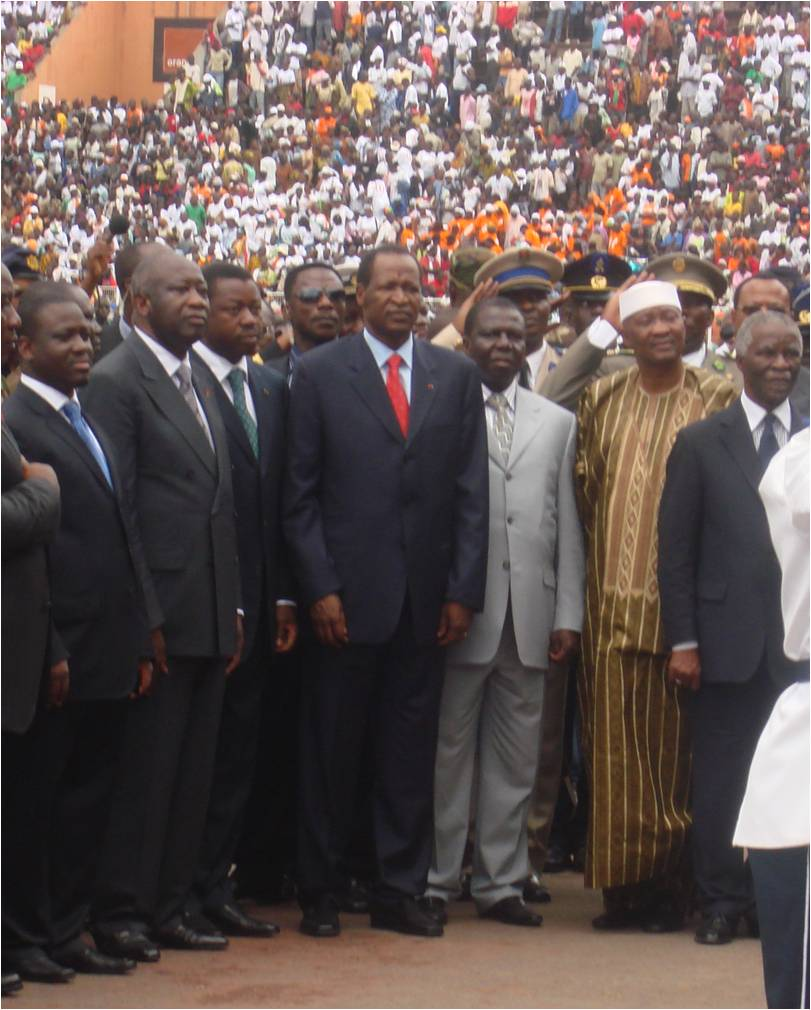
Les chefs d'État africains lors de la Flamme de la paix.

Le 30 juillet 2007, pour sceller la paix en Côte d’Ivoire, la cérémonie de la Flamme de la paix est organisée pour la première fois au stade municipal de Bouaké rebaptisé à ce jour « stade de la Paix ». Ce jour est supposé férié dans le calendrier ivoirien.

## Administration
La grande ville est membre de l'Union des villes et communes de Côte d’Ivoire, de l'Union des villes africaines et de l'Association internationale des maires francophones, présidée en particulier par des maires de Paris, Bertrand Delanoë puis Anne Hidalgo. Elle est également membre de la Fédération Mondiale des Cités Unies (FMCU).
La municipalité est officiellement autonome depuis 1969. En janvier 1978 une loi confirme et institue 27 communes de plein exercice sur le territoire du pays. C'est en application de cette nouvelle organisation que Michel Konan Blédou du PDCI-RDA est élu maire en 1980 pour succéder à Djibo Sounkalo (PDCI-RDA). Il est réélu en 1985 pour un second et dernier mandat. En 1990, Antoine Konan, du même parti politique, lui succède en tant que maire de Bouaké. Cinq plus tard, Denis Konan Konan, également membre du PDCI-RDA, est élu maire de Bouaké. Aux élections municipales de 2000, Fanny Ibrahima, du RDR, gagne la mairie de la ville, devenant ainsi le premier maire n'appartenant pas au PDCI-RDA, l'ancien parti unique au pouvoir dans le pays pendant trente-cinq ans. Aux élections locales de 2013, les premières autorisées depuis la fin de la crise politico-militaire en Côte d'Ivoire, Nicolas Youssouf Djibo, candidat indépendant, fils du premier maire de la ville Djibo Sounkalo, est à son tour élu maire.
| Date d'élection   | Identité            | Parti                    |
| ----------------- | ------------------- | ------------------------ |
| 1960              | Djibo Sounkalo      | PDCI-RDA                 |
| 1980              | Michel Konan Blédou | PDCI-RDA                 |
| 1985              | Michel Konan Blédou | PDCI-RDA (réélu)         |
| 1990              | Antoine Konan       | PDCI-RDA                 |
| 1995              | Denis Konan         | PDCI-RDA                 |
| 2000              | Fanny Ibrahima      | RDR                      |
| 21 avril 2013     | Nicolas Djibo       | RDR (élu sans étiquette) |
| 2018              | Nicolas Djibo       | RHDP (reélu)             |
| 02 septembre 2023 | Amadou Koné         | RHDP (élu)               |

La crise politico-militaire s'étend sur dix années de 2002 à 2011. Bouaké et la majeure partie des localités du Centre, sont placées sous l'administration du MPCI, puis des Forces nouvelles de Côte d'Ivoire. Bouaké se trouvait de fait sous l'autorité unique d'un « commandant de zone » (« com-zone »), désigné par le secrétaire général des Forces nouvelles de Côte d'Ivoire puis premier ministre, Guillaume Soro, à l'instar de chacun des dix secteurs de la zone nord ivoirienne : Bouaké est désignée « zone no 3 » depuis 2006. En 2008, cette autorité militaire a été confiée à Chérif Ousmane, lequel a succédé à Tuo Fozié. Cette autorité transitoire cohabite avec celle des fonctionnaires de l'État, préfets et sous-préfets, revenus dans la région, avant le retour démocratique de mars/avril 2013.

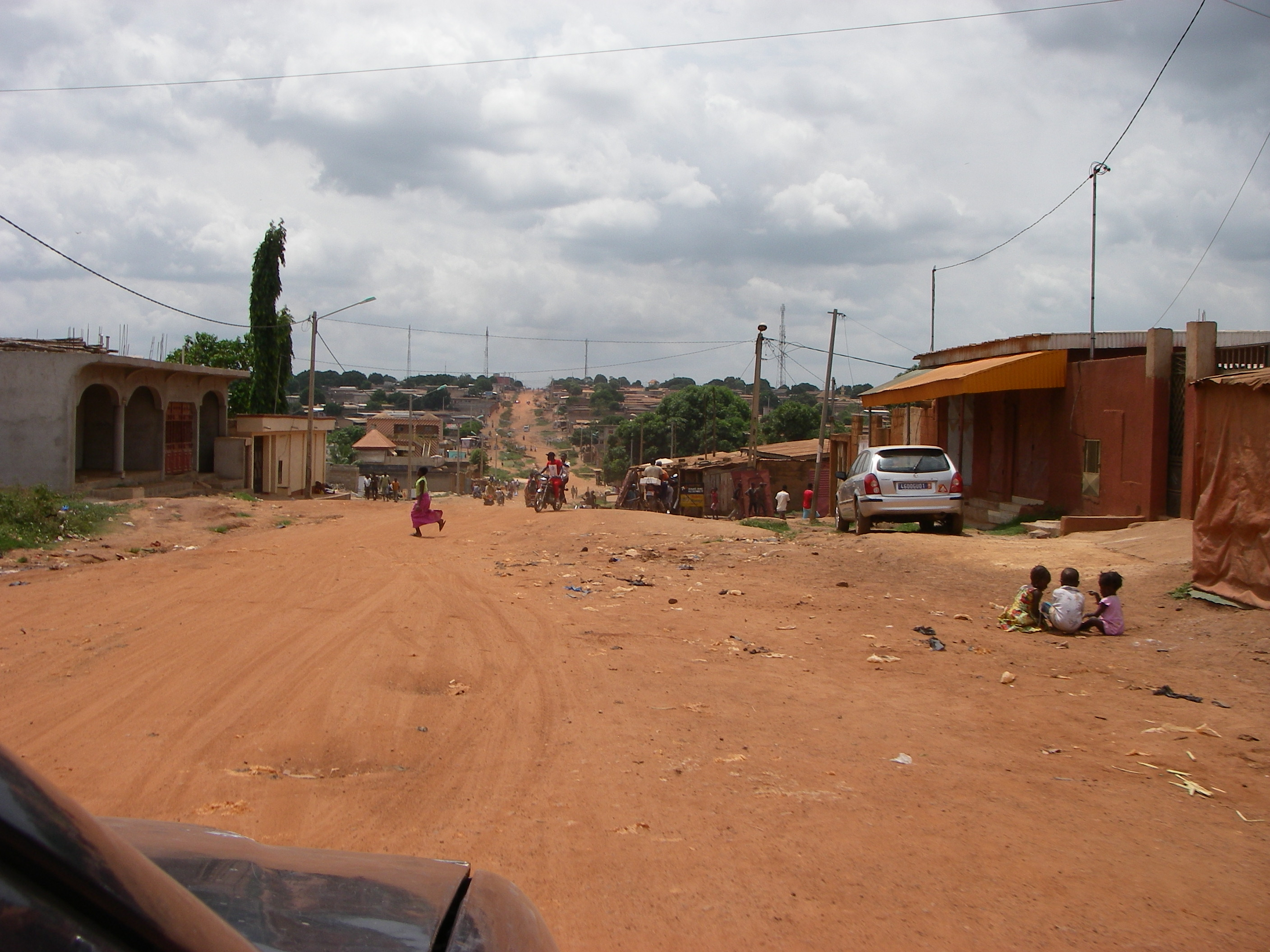
Route terreuse typique de la grande banlieue de Bouaké avril 2018

Le département, collectivité territoriale, est administré par un conseil général conduit par son président en vertu de la loi no 2001-477 du 9 août 2001 relative à l'organisation des départements en Côte d'Ivoire.
| Date d'élection | Identité            | Parti    | Qualité         | Statut |
| --------------- | ------------------- | -------- | --------------- | ------ |
| 2001            | Jean-Claude Kouassi | PDCI-RDA | Homme politique | élu    |

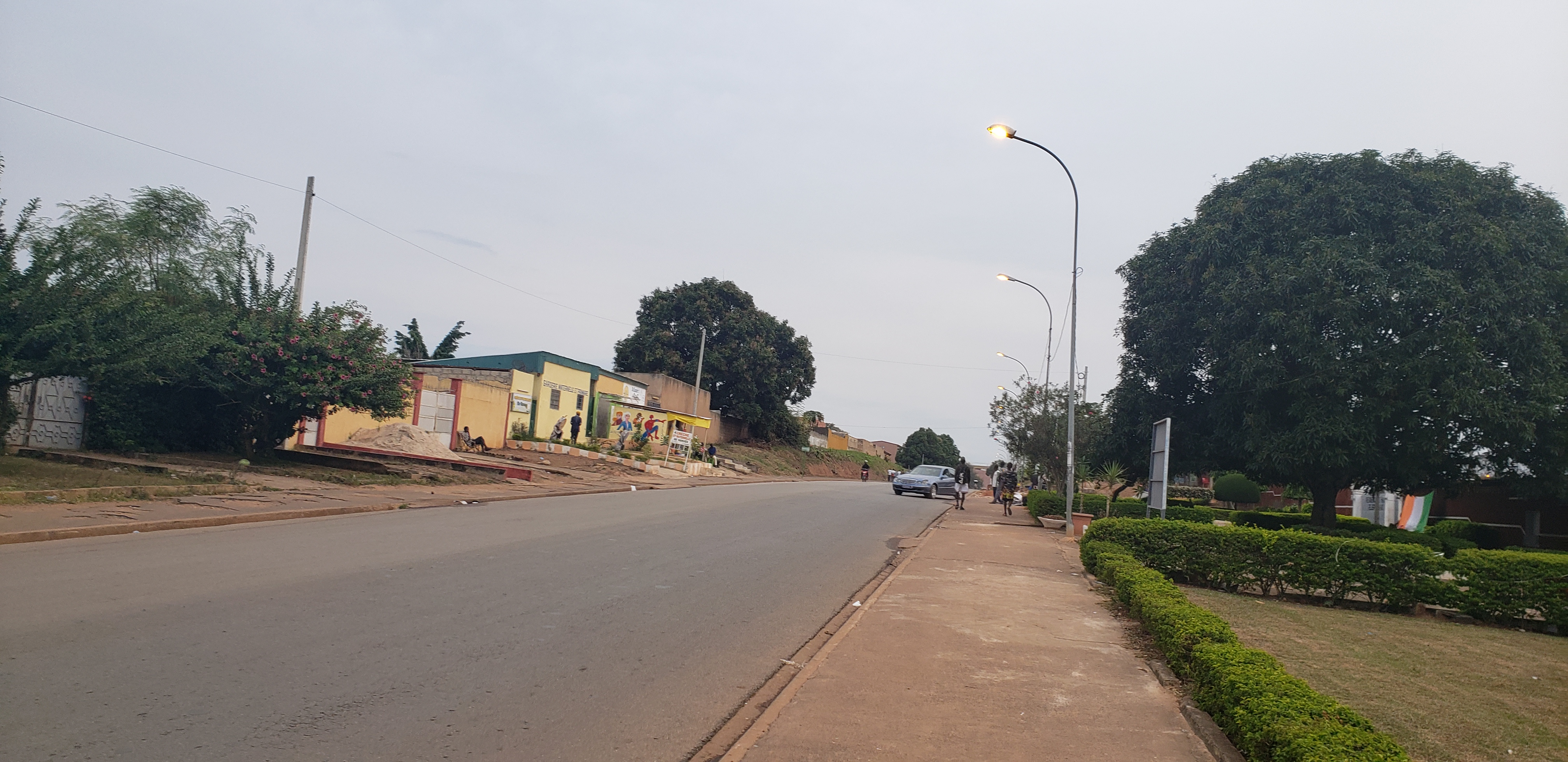
Rue du quartier France, près de l'éphémère atelier Wikimédia, à Bouaké, août 2022

La région de Gbêkê, avec trente autres collectivités Territoriales Régionales, est créée en 2013 par le décret n° 2013-294 du 02 mai 2013. 
Après la longue crise post-électorale, sont organisées en mars 2013 les élections régionales en application du nouveau du Decret-n°2013-477-du-02-07-2013 fixant les modalités de fonctionnement des bureaux des municipalités et des conseils régionaux. Ces élections sont remportées par Jean-Louis Abonoua, candidat du groupement politique RHDP. En 2018, Jacques Mangoua, candidat du Pdci-Rda est élu président du conseil régional du Gbêkê. Mais, confronté à des ennuis judiciaires quelques mois après son élection qui finissent par le conduire en prison, il est suspendu en janvier 2022. Dès sa sortie de prison, le conseil régional du Gbêkê est placé sous contrôle étatique, et sous l'autorité locale du préfet Tuo Fozié, afin de remédier aux dysfonctionnements internes. En septembre 2023, Jacques Konan Assahoré est élu président de ce conseil régional, toujours supervisé par une commission étatique. En 2025, la population régionale du Gbêkê, qui concentrait en 2021 la plus forte densité du corps électoral ivoirien après le grand district autonome d'Abidjan, avoisine 1,35 million d’habitants.  
Á l'image de la plupart des villes et villages africains, une organisation traditionnelle, dite coutumière, coexiste avec celle de l'État : c'est ainsi qu'un « conseil des anciens », dirigé par le « chef de canton », siège périodiquement ou occasionnellement sous l’« arbre à palabres »,.

## Représentation politique
L'Assemblée nationale de Côte d'Ivoire compte 223 députés élus pour cinq ans. La ville de Bouaké comporte trois circonscriptions.
| Date d'élection | Identité              | Parti    | Qualité         | Statut |
| --------------- | --------------------- | -------- | --------------- | ------ |
| 2001            | Mme Djibo Aya Martine | PDCI-RDA | Femme politique | élu    |

| Date d'élection | Identité          | Parti    | Qualité         | Statut |
| --------------- | ----------------- | -------- | --------------- | ------ |
| 2001            | Konan Konan Denis | PDCI-RDA | Homme politique | élu    |

| Date d'élection | Identité          | Parti    | Qualité         | Statut |
| --------------- | ----------------- | -------- | --------------- | ------ |
| 2001            | Ouattara Sounkalo | PDCI-RDA | Homme politique | élu    |

Le mandat de l’Assemblée nationale élue en 2001 s'achevait le 16 décembre 2005. Mais, en raison de la crise politico-militaire de 2002, les élections législatives n'ont pas eu lieu et l’Assemblée nationale en place est demeurée en fonction.

## Société

### Démographie
À la création de la ville, en 1910, Bouaké est d'abord essentiellement peuplée des marchands musulmans itinérants nommés "dioulas" encadrés par quelques administrateurs français, ainsi que divers groupes africains réfugiés, amenés par les troupes coloniales, composées le plus souvent de soldats africains engagés sous l'uniforme français, ces derniers étant le plus souvent en mouvement ou en manœuvre, puis rentrant chez eux après leurs périodes de service. Les mesures de clémence après la courte guerre avaient déjà permis le timide retour aux villages des autochtones baoulés, ainsi que d'autres Africains émigrés, même si le courant migratoire, orienté vers l'est, à commencer par la Gold Coast, était amplement défavorable à la région. Si la croissance lors des trois décennies suivantes est assurément locale, essentiellement venue des campagnes voisines baoulées, les migrations allogènes ou en effet retour, venues du Sénégal, du Soudan français (devenu Mali), de Haute-Volta (appelée par la suite Burkina-Faso), de Guinée française (dénommée ensuite Guinée-Conakry), du Togo ou du Dahomey (devenu Bénin) ne sont nullement négligeables.
Au moment de l'indépendance de la Côte d'Ivoire, en 1960, les habitants sont plus de 60 000. Dix ans plus tard, cette population a doublé grâce à une immigration issue des pays voisins (Guinée-Conakry, Mali, Burkina Faso, Niger et Sénégal) et à une forte natalité. Selon l'Encyclopædia Universalis, Bouaké englobe 19000 habitants en 1946, 113000 en 1969, 333000 en 1988 et 573700 en 2005. Selon la revue de géographie Dalogéo, la population est passée de 84 846 habitants en 1965 à 536184 habitants en 2014.
La population bouakéenne, est constituée en grande partie de Baoulés, dont les principaux marqueurs culturels sont originaires du Ghana du XVIIIe siècle. Étant la deuxième ville la plus peuplée de la Côte d'Ivoire, Bouaké a bénéficié d'une immigration extra-nationale et d'une assez forte immigration régionale des peuples dioula, agni, akyé, bété, mossi, Sénoufos…

Démographie de Bouaké.

| Année | Population |
| 1921  | 3 600      |
| 1945  | 22 000     |
| 1960  | 60 000     |
| 1970  | 120 000    |
| 1975  | 175 264    |
| 1988  | 332 998    |
| 1998  | 461 618    |
| 2005  | 573 000    |
| 2010  | 659 223    |
| 2021  | 832 371    |

### Langues
La langue traditionnelle de la ville, néanmoins marquée par une précoce bigarrure linguistique du fait des mélanges de populations lors des premières périodes de croissance, était le baoulé. Aujourd'hui, la langue usuelle, la plus commune vient du nord : il s'agit du dioula, langue véhiculaire, parlée et comprise en particulier par la majeure partie de la population commerçante de Bouaké.
Depuis l'indépendance, la langue officielle écrite à Bouaké et dans toute la Côte d'Ivoire est le français. Le français parlé à Bouaké, comme à Abidjan, est le français populaire ivoirien, FPI ou français de moussa. Celui-ci se distingue du français standard par la prononciation et l'apport de mots et d'expressions de migrants du Mali, de Guinée et du Burkina Faso. Une autre forme marginale de français parlé ou FPI à Bouaké ou Abidjan est le nouchi qui est une sorte d'argot parlé surtout par les jeunes.
La seconde ville du pays, à l'instar de la capitale économique Abidjan, est toujours marquée par une grande dispersion linguistique : elle a accueilli et accueille de nombreux Ivoiriens issus de toutes les régions du pays et en pratique, toutes les langues vernaculaires du pays, environ une soixantaine, y sont pratiquées : l'attié, l'agni, le bété, le wobé…

### Éducation
C'est à Elima, dans le sud du pays, qu'est créée la première école officielle française en Côte d'Ivoire, le 8 août 1887 avec pour instituteur Fritz-Émile Jeand'heur venu d'Algérie. Elle comptait alors 33 élèves africains qui seront les premiers lecteurs en langue française.
L'école catholique saint Viateur s'installe durant l'entre-deux-guerres dans la partie favorisée du quartier N'Gattakro.

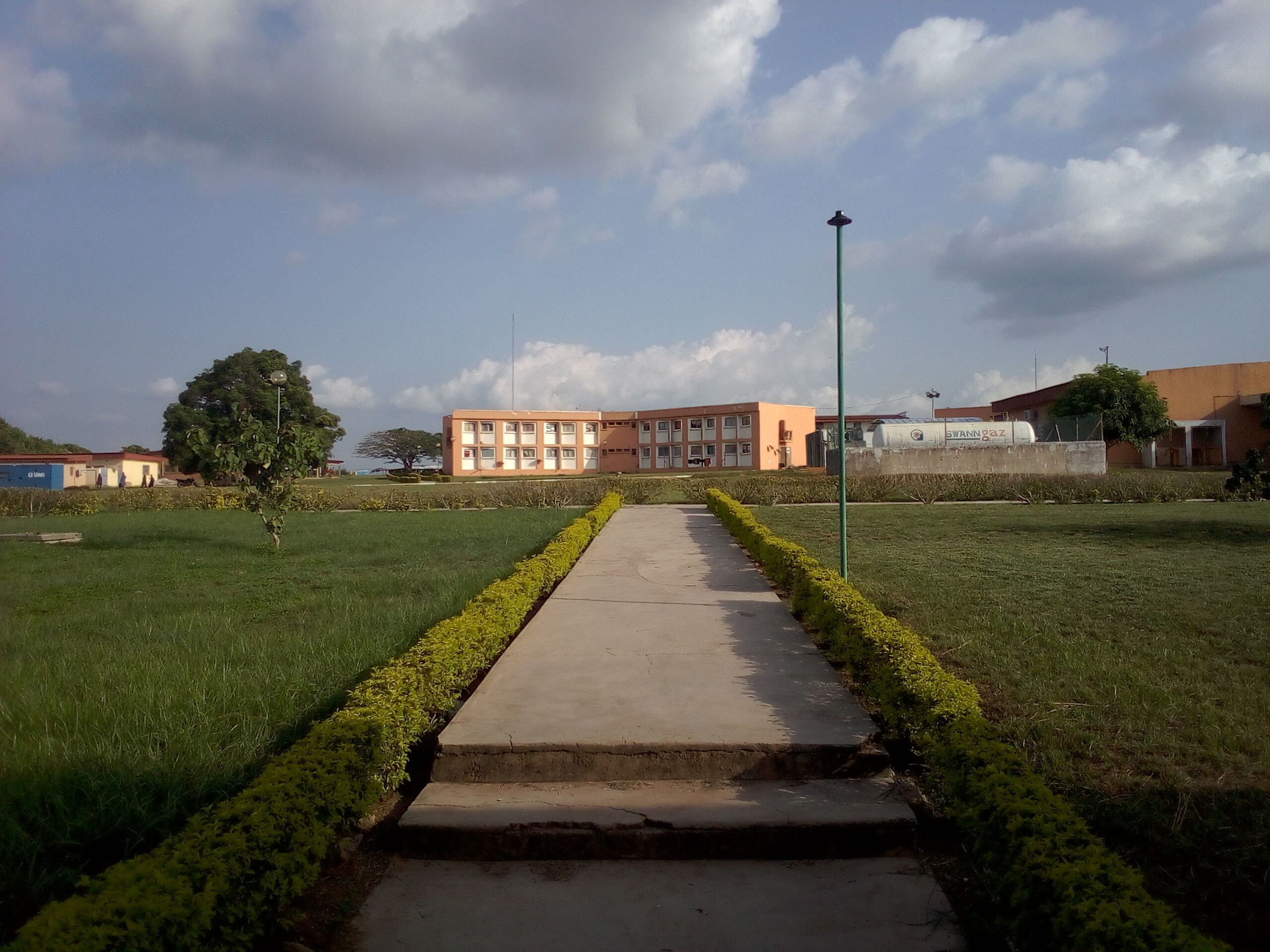
Cité universitaire dans la verdure, fin mai 2024

Jusqu'au début des années 1950, il n'existait pas d'école secondaire dans la colonie.

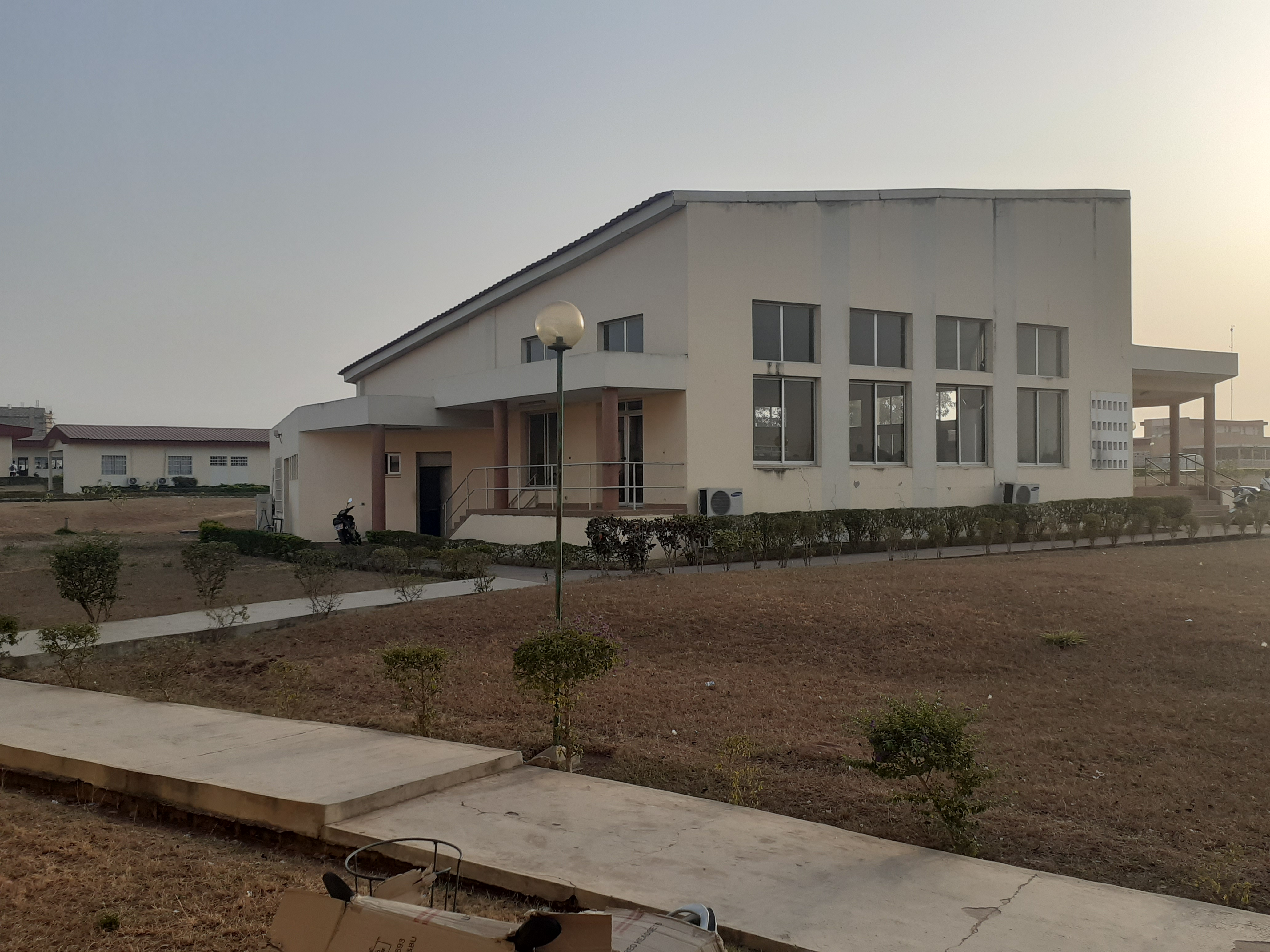
Amphi B au soleil couchant, Campus II de l'Université Alassane Ouattara, février 2022

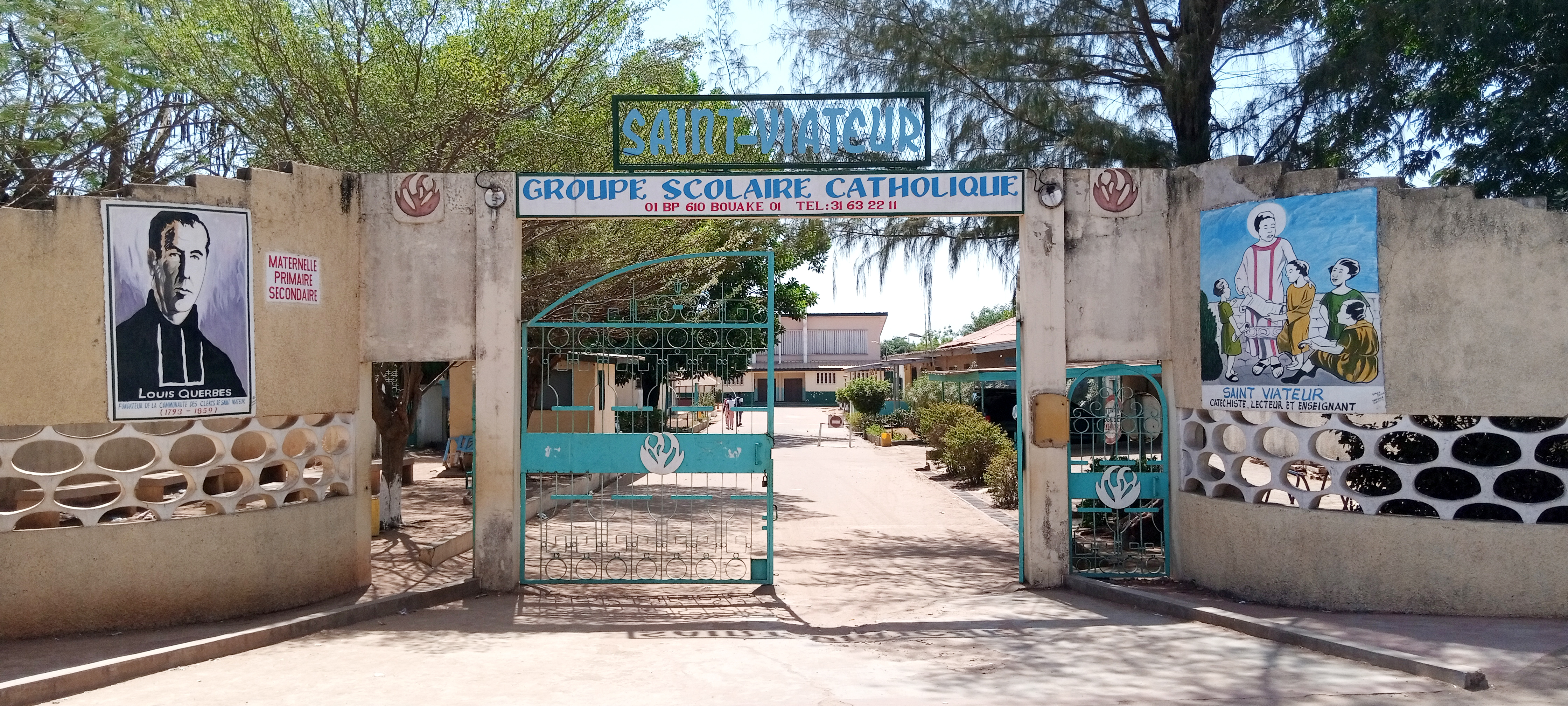
Portail du groupe scolaire saint Viateur, janvier 2022

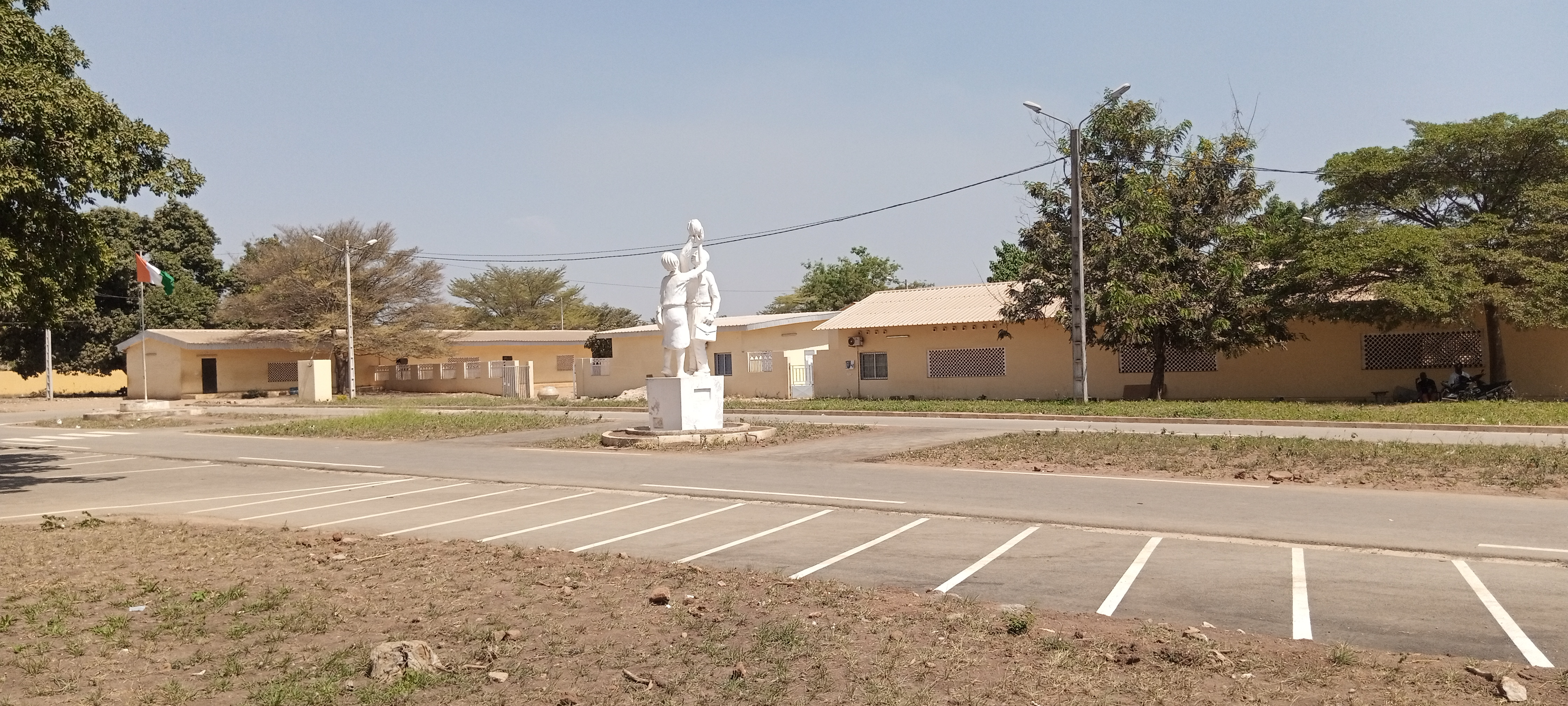
Devant le lycée municipal Djibo Sounkalo à Bouaké

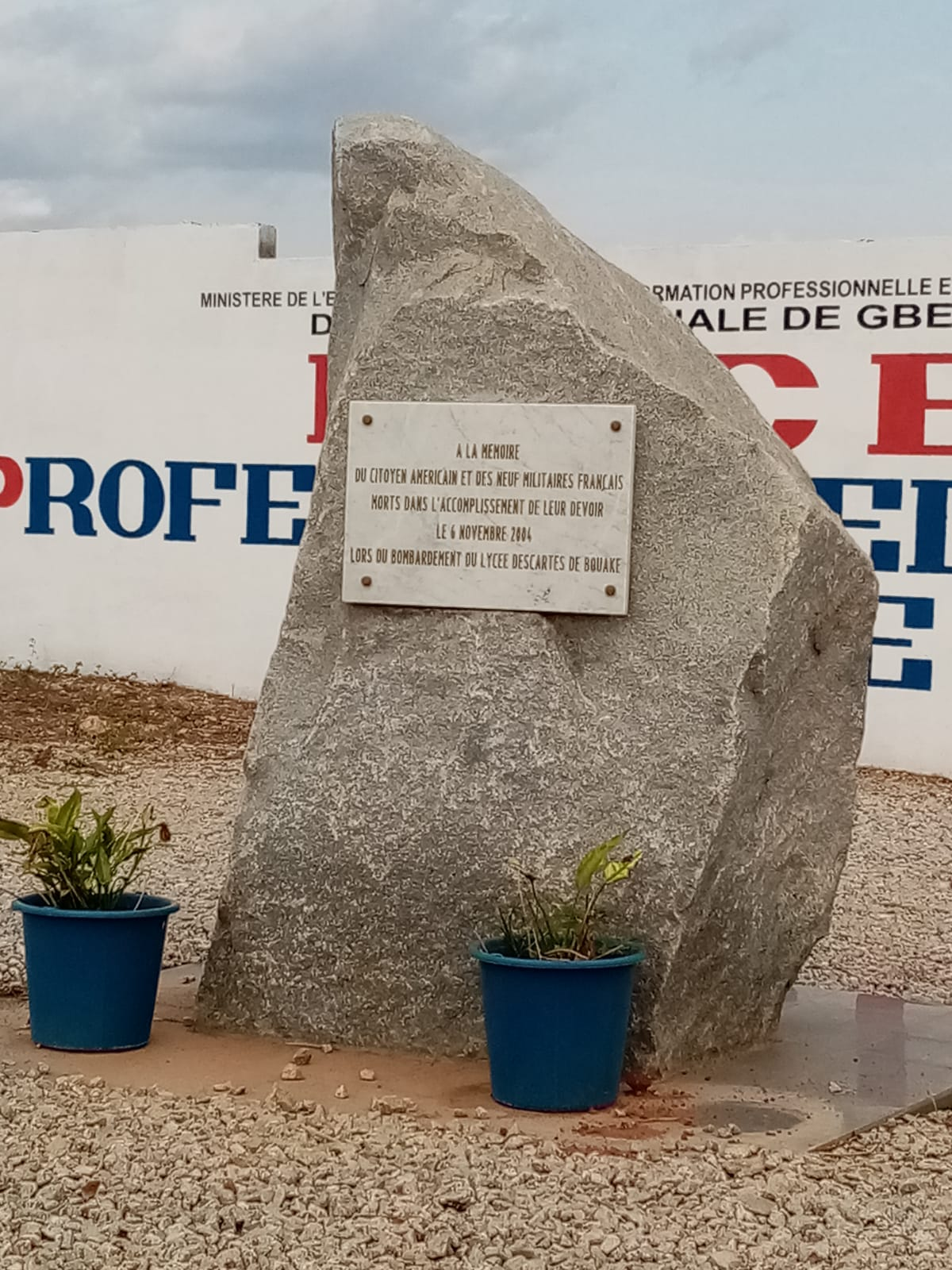
Stèle devant le lycée Descartes, en hommage aux morts du bombardement de Bouaké, juillet 2023

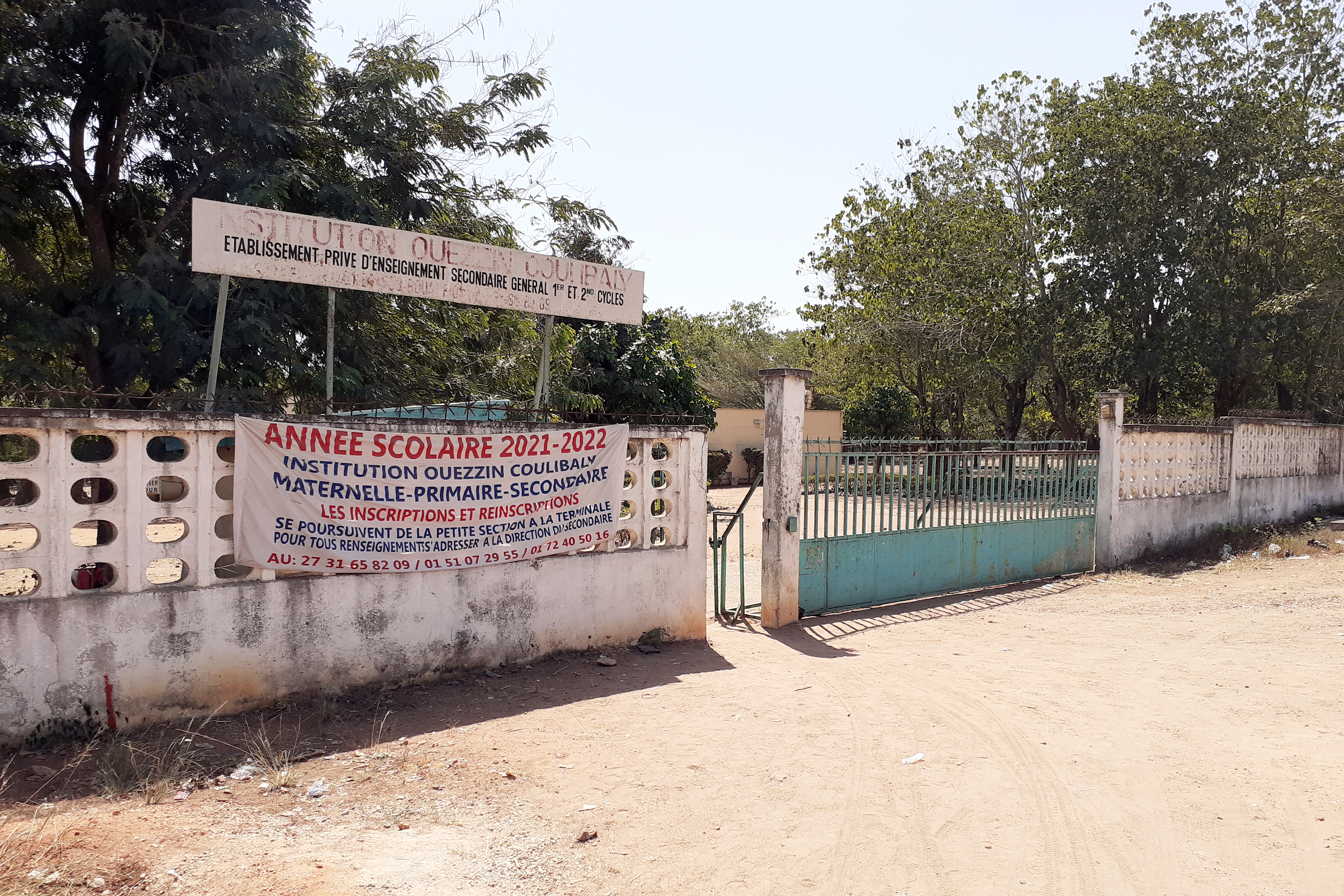
Entrée du collège privé Ouezzin Coulibaly, janvier 2022

En 2008, la ville compte une université et le département comporte vingt-sept lycées et 316 écoles primaires.
En Côte d'Ivoire, le taux de scolarisation est de 74 % et l'accès à l'enseignement secondaire est réglé par un concours d'entrée en sixième à l'issue duquel un tiers des élèves est admis à poursuivre ses études.
À tous les niveaux d'enseignement, c'est l'usage du français qui prévaut en vertu de l'article 1 de la constitution de 1960 qui a fait du français la seule langue officielle. Au primaire, les élèves doivent obligatoirement parler français « sous peine d'amende », y compris pendant les récréations. Les autorités affirment qu'au terme de leurs six années d'études primaires, les enfants ivoiriens auraient une maîtrise suffisante de la langue française. Au secondaire, l'anglais a été introduit comme seconde langue obligatoire ; au deuxième cycle, les élèves doivent apprendre une autre langue étrangère, l'espagnol ou l'allemand. Il en résulte que 40 % de la population est déjà « francisée », ce qui fait de la Côte d'Ivoire l'un des pays d'Afrique les plus « francophonisés ».
Le département compte aussi trois institutions de formation et d'éducation féminine situées au chef-lieu, soit trois des 90 centres de cette nature existant dans le pays. Cette institution a pour objet de permettre aux femmes analphabètes, aux jeunes filles non scolarisées ou déscolarisées, aux femmes agricultrices de trouver une opportunité pour le développement d'aptitudes nouvelles permettant leur insertion ou leur autonomie.

### Santé
La ville dispose d'une offre de soins complète. Outre, les centres de tradipratiques et de médecine traditionnelle, les officines illégales de ventes de médicaments en pleine rue, il existe plusieurs centres de santé et des pharmacies. La ville comporte des polycliniques, et des établissements spécialisés (vétérinaire, dermatologie, dentiste, optométrie, maternité, psychologie, pédiatrie, etc.).
Bouaké est par ailleurs la ville où a été fondée l'Association Saint-Camille-de-Lellis dans les années 1990. Cette association a à Bouaké 4 centres spécialisés en psychiatrie communautaire et un hôpital général. Bouaké  dispose également d'un hôpital psychiatrique public.

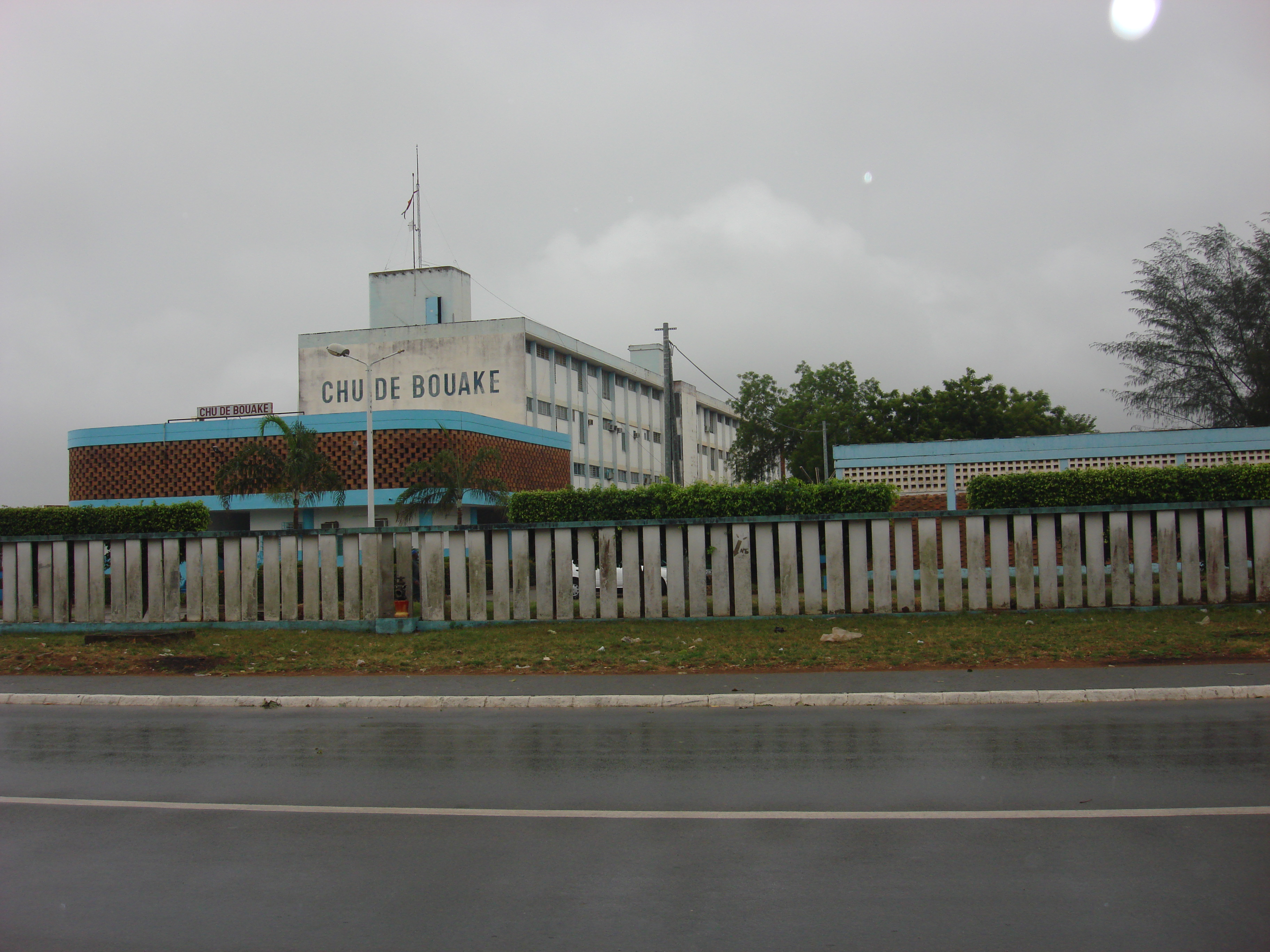
Le CHU ou Centre Hospitalier Universitaire de Bouaké, mars 2008
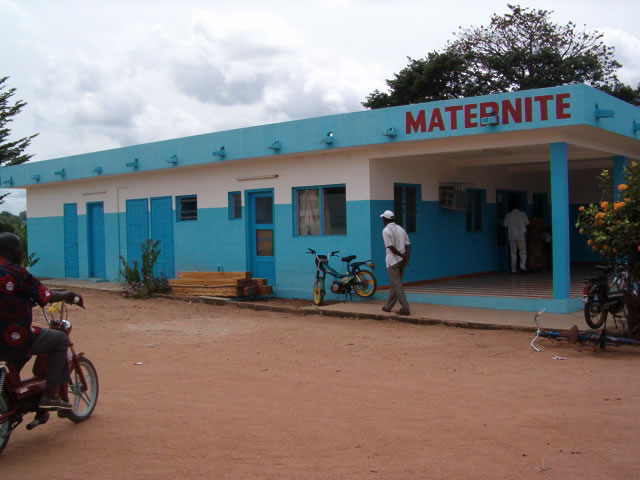
Maternité d'Ahougnansou, quartier de Bouaké, fin octobre 2005
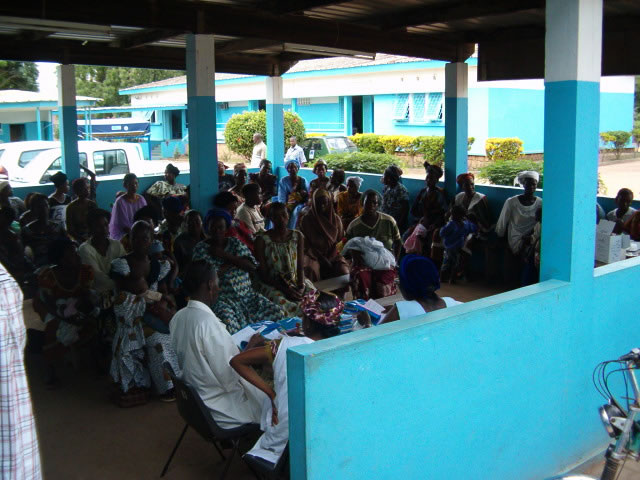
Salle d'attente aérée accueillant les mamans, Centre de PMI ou de Protection Maternelle et Infantile de Koko, quartier de Bouaké, octobre 2005
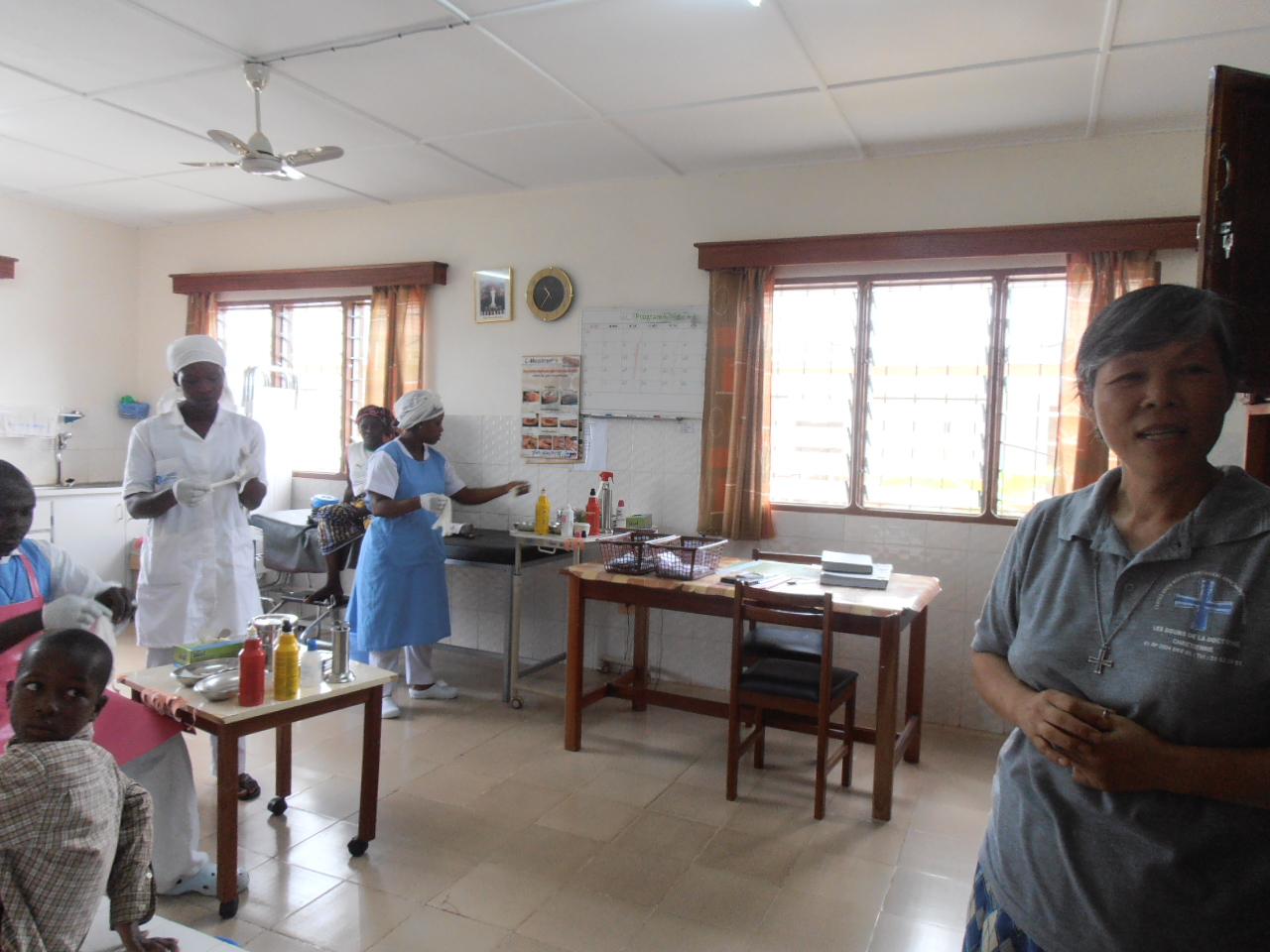
Centre sociale, médicale et chirurgicale de Bouaké, 2014

### Urbanisme et habitat
La ville de Bouaké est composée de plusieurs quartiers et de quelques villages alentour. Ces villages, du fait des facteurs démographiques sont progressivement phagocytés par certains quartiers. Les différents quartiers de la ville sont les suivants :
- Au nord-est : Dougouba ; Liberté ; Kodiakoffikro ; Attienkro ; Dar-es-salam 2 et 3 ; Camp Militaire ; Belleville 1 et 2 ; Sokoura ; IDESSA ; Kanakro ;
- Au nord-ouest : Koko ; Lycée Municipal ; Zone industrielle ; Tièrèkro ; Gonfreville (tirant son nom des usines de textile de Robert Gonfreville) ; Niankoukro ; Aéroport ; Konankankro ; Allokokro ; Mamianou ; Kamounoukro ; Dar-es-salam 1, 2 et 3 ; Tolla Kouadiokro ; Beaufort ;
- Au sud-est : Nimbo ; Air France 1, 2 et 3 (devant leur nom à l'agence Air France de Bouaké) ; N'Gouatanoukro ; Kennedy ;
- Au sud-ouest : N'Gattakro ; Ahougnanssou ; Broukro 1 et 2 ; Houphouët-ville ; N'Dakro ;
- Au centre : Commerce.

## Lieux de culte, d'études religieuses ou de prières

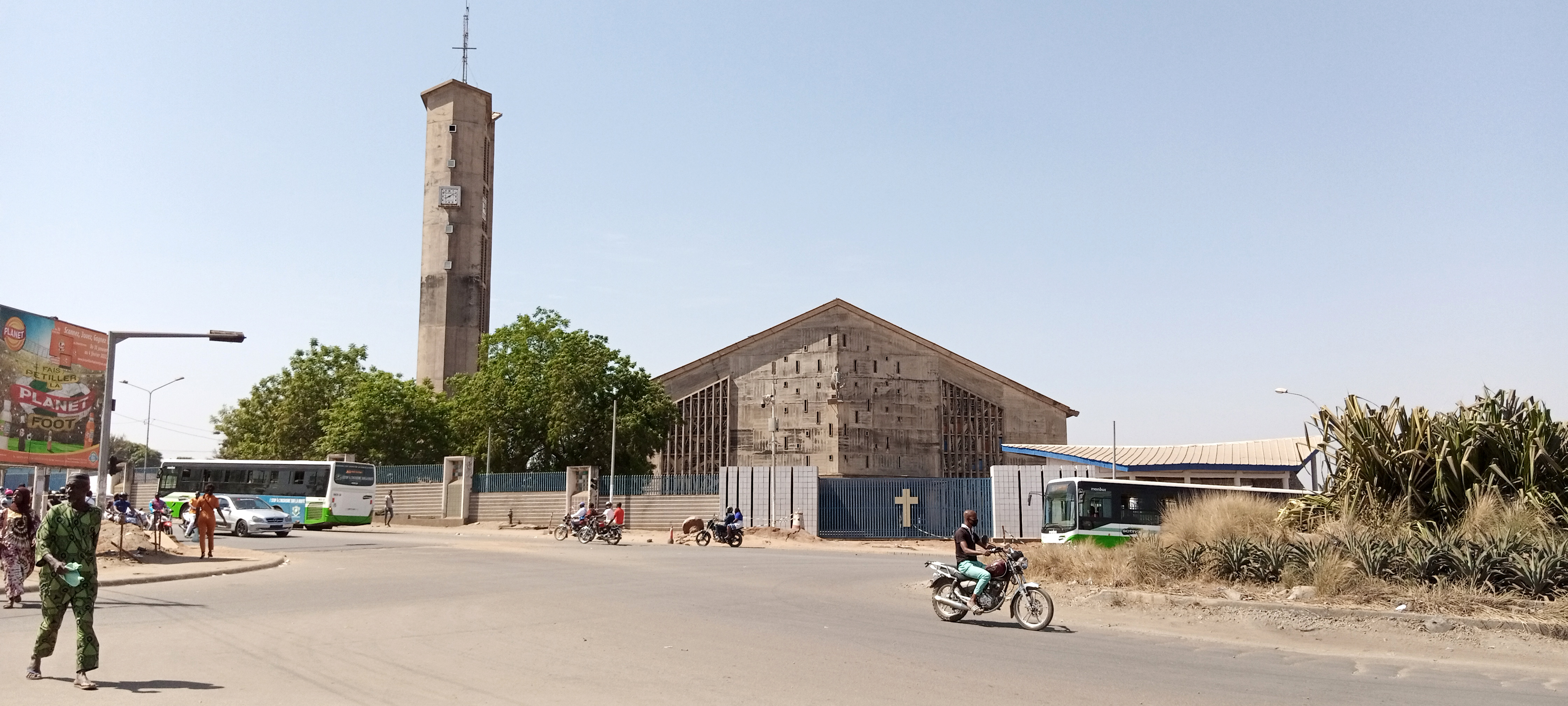
Cathédrale sainte Thérèse de l'Enfant Jésus, siège de l'archevêché de Bouaké, janvier 2022

Parmi les lieux de culte, il y a principalement diverses mosquées musulmanes. La grande mosquée de Bouaké, emblématique de l'esprit pacifique et cosmopolite de la ville, impose son double élancement architectural vers le ciel, avec ses arches en ogives et ses claustra ornés de motifs stylisés. Elle est confiée au neuvième imam de Bouaké, El Hadj Touré Bajawari.
Il y a aussi diverses églises et divers temples chrétiens : la cathédrale Sainte-Thérèse de l'enfant Jésus, siège de l'Archidiocèse de Bouaké sous la direction de Mgr Assanvo Ahiwa, nommé en 2020 par le pape François pour l'Église catholique, à proximité de l'effervescence du grand marché, ainsi que les autres lieux de culte de l'Église méthodiste unie Côte d'Ivoire (Conseil méthodiste mondial), de l'Union des Églises baptistes missionnaires en Côte d'Ivoire (Alliance baptiste mondiale), et des Assemblées de Dieu.
L'ordre bénédictin est présent à Bouaké, avec pour les moines le monastère Sainte Marie de Bouaké, fondé entre 1959 et 1960 et les moniales du monastère de La Bonne Nouvelle, installé entre 1962 et 1963 dans la savane baoulée en périphérie de la ville. En 2015, les Bénédictins, actifs aussi dans des activités agro-pastorales, l'élevage de poulets de race spécifique, la production de confitures de fruits, de thé de Gambie, de miel et de spécialités laitières fermentées, mais aussi les services d'hôtellerie, sont à l'origine d'une association d'entraide et de bien-être, qui apporte une assistance concrète, médico-sociale avec des soins infirmiers, sans distinction d'origine ou de religion, à la population vulnérable du quartier voisin d’Oliénou.

## Économie
L'économie de la ville, ainsi que son rôle tertiaire formateur et universitaire auprès de la jeunesse régionale, a été fortement sinistrée par ces années de crise militaro-politique, entraînant un pernicieux effilochement structurel. Il n'y a pas eu de grand plan de relance de l'économie urbaine, pour combler les affres de la période de 2002 à 2008, comme le déplorait le maire Nicolas Djibo. Cependant, Bouaké resterait le troisième pôle économique du pays, loin après Abidjan et San-Pédro. Le PIB de Bouaké est de 0,758 milliards de dollars soit un peu plus de 3 % du PIB ivoirien.
La ville de Bouaké est en effet située au carrefour des grands axes routiers et ferroviaires, et à la lisière de deux grandes zones à économies complémentaires, une situation géographique faisant d'elle un lieu privilégié d'échanges. Elle possède le seul marché de gros d'Afrique de l'Ouest, approvisionné par des camions en provenance des pays voisins (Guinée, Mali, etc.).

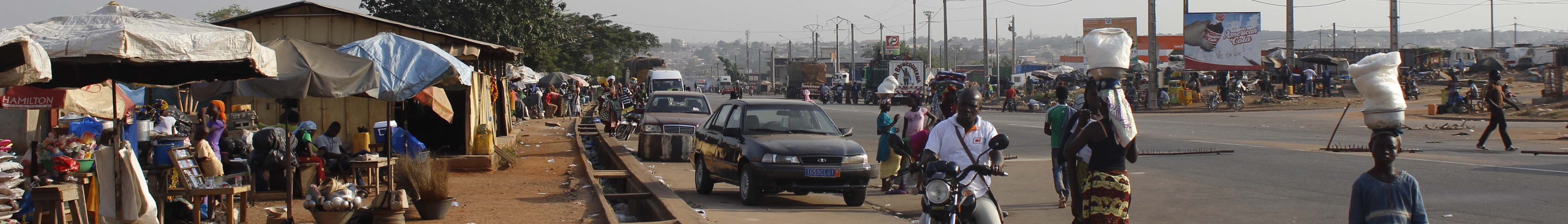
Cliché photographique bannière, animation route de Katiola, corridor nord de Bouaké, décembre 2013

Le quartier Dar-es-Salam, sur un plateau traversé par la route Katiola, a pris son essor au tout début des années 1970 : c'est un quartier d'artisans et de commerçants qui a gardé sa diversité cosmopolite originelle, comportant des Sénoufo, des Dioula, des Burkinabés, des ressortissants maliens ou nigériens etc. Aujourd'hui les teinturières de Dar-es-Salam perpétuent les techniques artisanales de teinture fabriquée à base de plantes tinctoriales. Elles créent devant les passants des tissus au motifs et couleurs variées.

### Secteur primaire

#### Agriculture
La région comporte des plantations de cacaoyers,, et de caféiers,,. Le triangle Bouaké-Béoumi-Sakassou se couvre depuis des décennies de plantations performantes de production de bananes et de cacao, cette dernière dans la lignée innovante de la variété Mercedes. La culture de rente comprend aussi l'anacarde, le beurre de karité et le coton. L'agriculture vivrière locale produit des ignames et du manioc à la base de l'alimentation commune, mais aussi de la patate douce et du tarot, du riz et du maïs, du sorgho et du mil plus traditionnel, des bananes plantains, des ananas, des agrumes (oranges et citrons) des arachides, diverses productions maraîchères comme les légumes, les salades, les baselles, les aubergines, les piments, les concombres, les tomates, le gombo, le soja, l'arachide, le niébé, le sésame etc. 

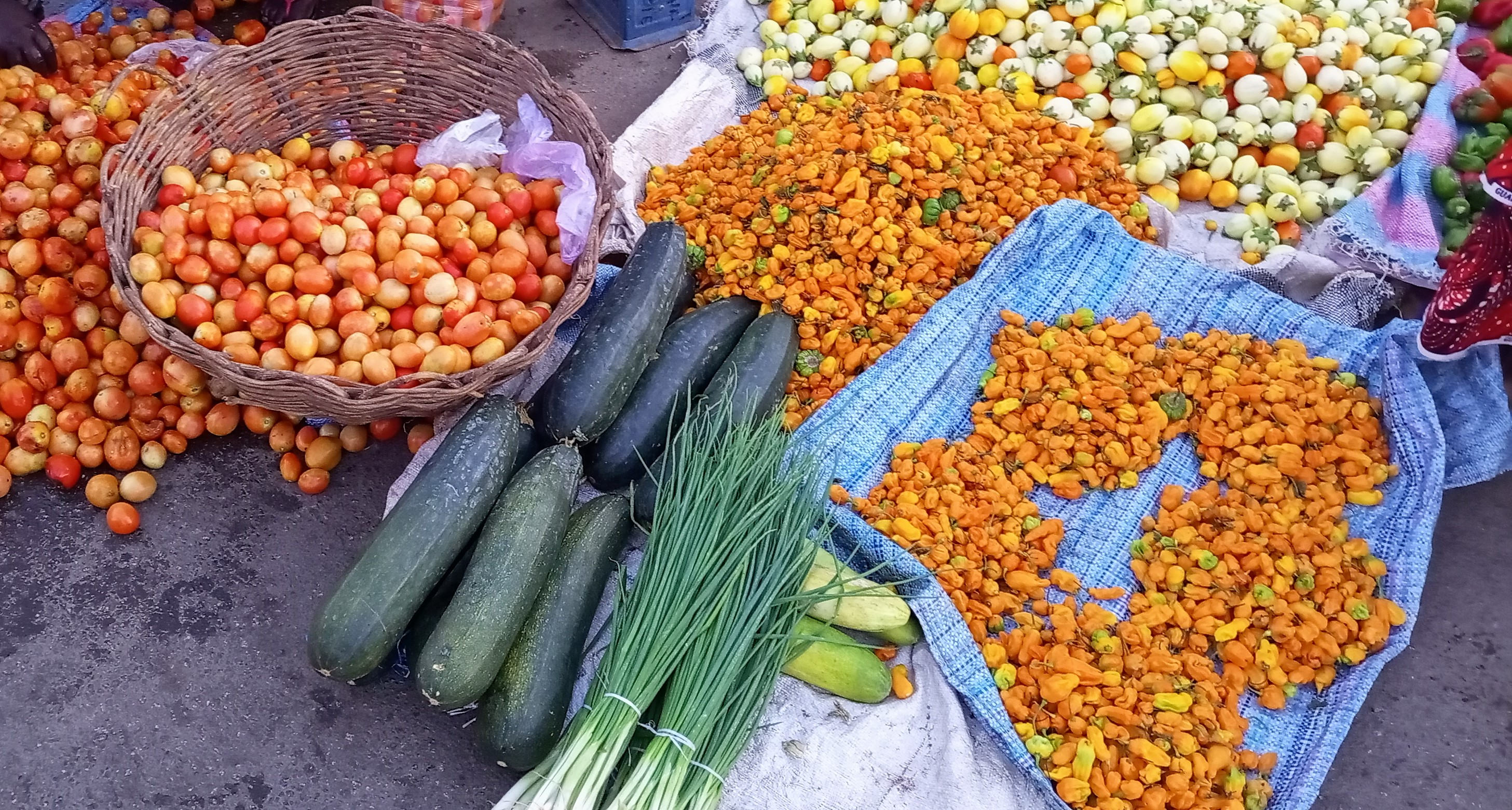
Légumes de maraîchage au marché de Bouaké

Une première ferme-école a été créée à Bouaké en 1910. La station de Bouaké, dite Centre National de Recherche Agronomique (CNRA) de Gbêkê poursuit dans la longue durée cette tradition agronomique, qui concerne désormais les avancées des productions végétales énumérées plus haut. Les études sur le riz cultivé en pleine ville, mais aussi sur les variétés de manioc ou sur le coton, et sa culture un temps menacée par les jacides, en font une référence africaine, et internationale au niveau tropical. Mais n'oublions pas la zootechnie associée : les différents élevages bovins et caprins sont soumis à un même attention de la part des chercheurs, mais aussi les volailles et la pisciculture, notamment développée en mode rapide à partir de tilapias, les semences de plantes fourragères comme le panicum-maximum, consommé par le bétail in situ etc.
L'élevage bovin représente toujours une part importante de l'économie. L'aire d'abattage de l'abattoir municipal construite en 1952 a été réhabilitée aux normes d'hygiène durant l'année 2018, avec parc et cloture. Les bouchers y abattent 600 bœufs en moyenne par jour. Cette activité alimentaire confère du travail à un millier d'acteurs professionnels. Le projet "Pro-Abattoirs" de développement de la filière viande a été lancé à Bouaké en septembre 2023 par le ministre Sidi Touré.

#### Pêche
Grâce à la retenue d'eau du barrage de Kossou qui couvre 1 750 km2, la pêche, qui était auparavant peu pratiquée en pays baoulé, a connu, à partir de 1969, un considérable essor. On y pêche des carpes et des capitaines destinés pour l'essentiel à la consommation locale.
La réserve d’eau du barrage de la Loka, qui fournit 70% d’eau potable à la ville de Bouaké et à ses environs (Sakassou, Languibonou et Diabo), abrite une station piscicole. Le barrage est constitué d'une digue d’environ 300 m pour une hauteur de 10 m.

### Secteur secondaire

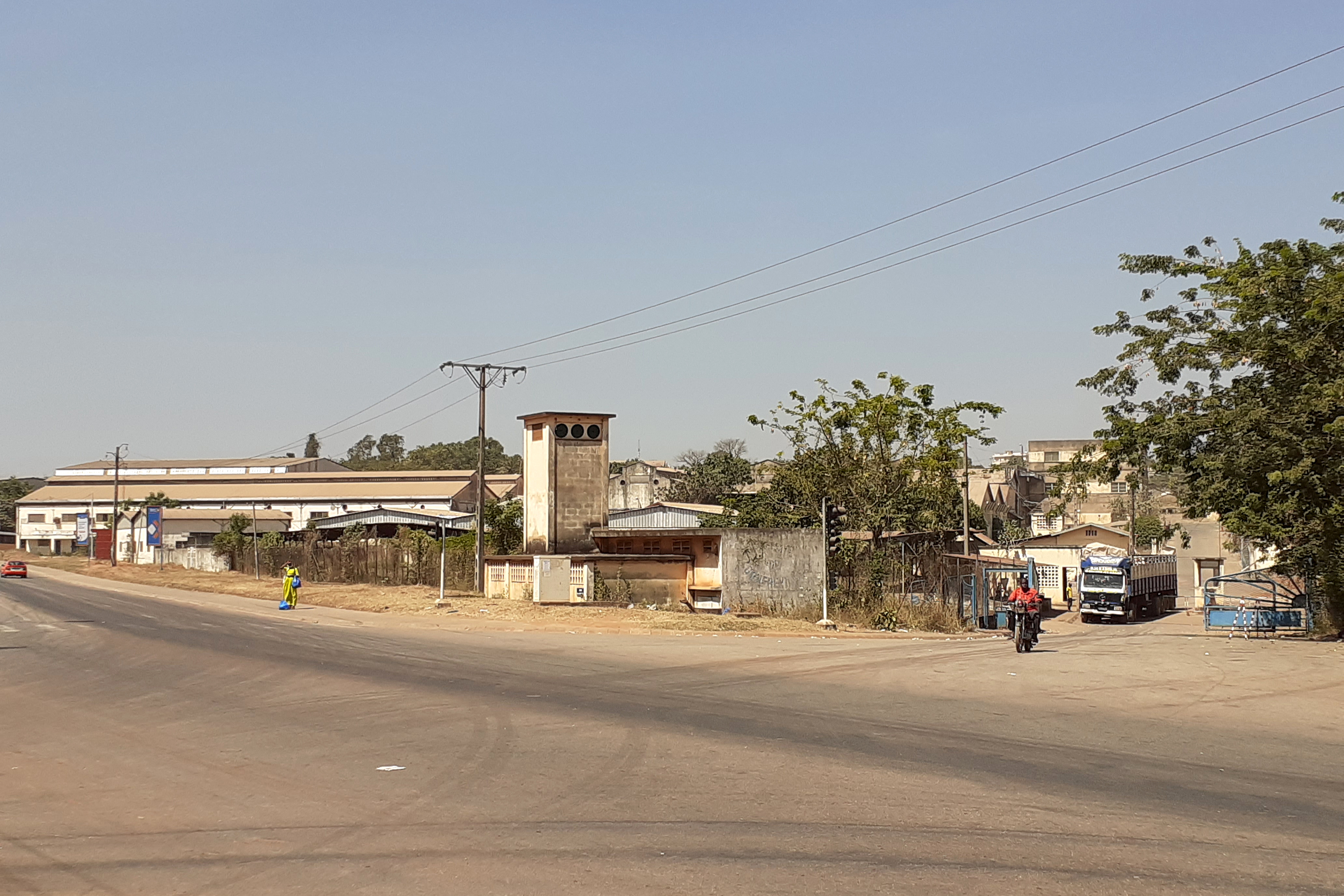
Site industriel Gonfreville, janvier 2022

Le premier atelier d'égrenage du coton a été créé dans la ville en 1912. Une usine textile, installée par Robert Gonfreville, est présente dans la ville depuis 1921. Les Établissements Robert Gonfreville, qui comptait en son sein trois filatures, trois tissages, une teinturerie fil, une teinturerie tissus, une impression de pagne fancy et des ateliers de confection ont été segmentés en deux entreprises distinctes. La partie "Filature tissage" se nomme FTG (Filature tissage Gonfreville), la partie "teinture impression de pagne" est devenue TEXCODI.
Longtemps leader en Côte d’Ivoire et dans la sous-région, l’industrie textile de Bouaké n'est plus que l'ombre d'elle-même, placée sous l'hégémonie du marché textile asiatique, voire mise en concurrence avec les marchés de récupération européens. Elle a vu perdre ces vingt deux années, 2 700 postes de salariés sur 3 000 (1 000 postes après la récession économique de 1993 et 1 700 à la suite de la crise militaro-politique de 2002).

### Secteur tertiaire

#### Commerce et transport

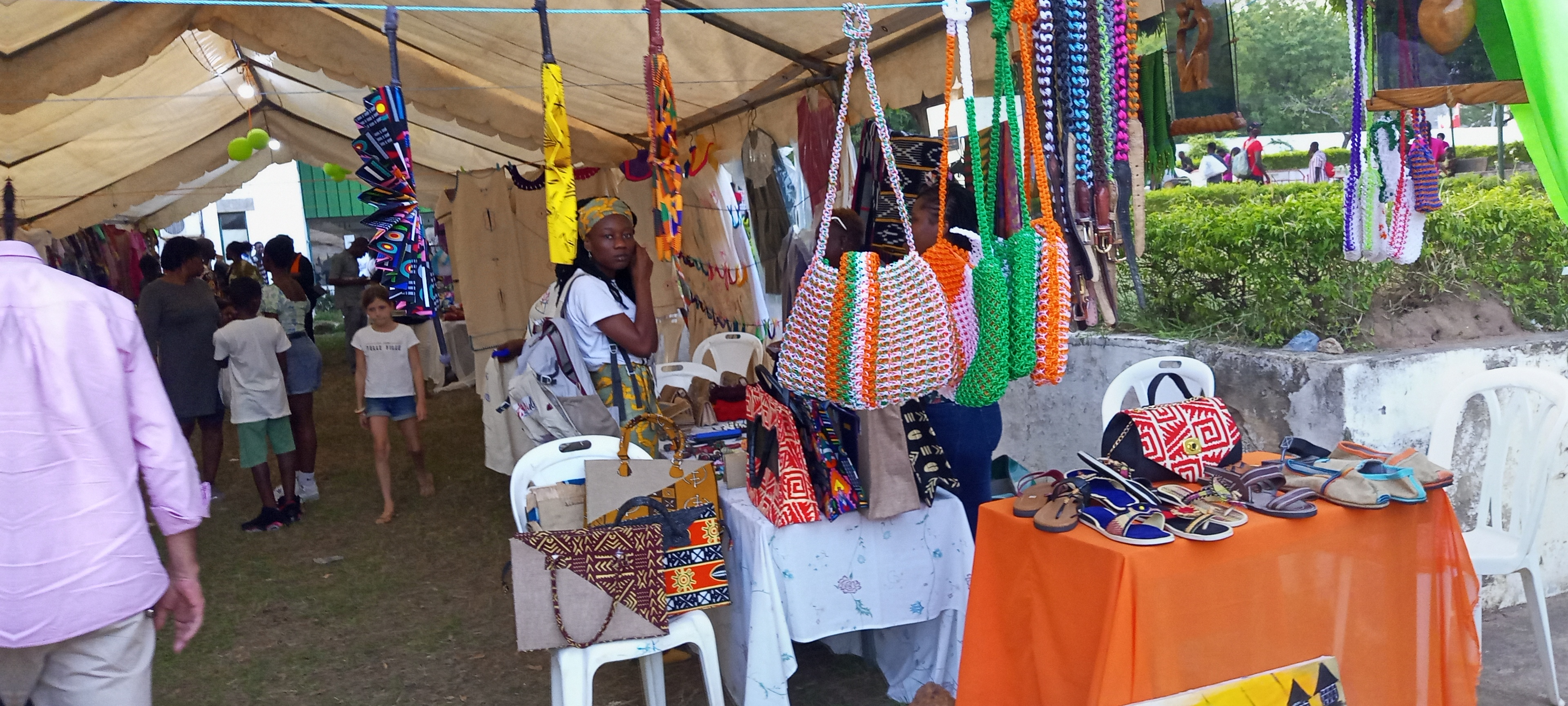
Vente dans un marché traditionnel coloré, Festival Bobalo Bouaké, décembre 2023

La ville est animée par un marché quotidien, appelé « super marché », le marché de la cathédrale Sainte-Thérèse où les villageois des alentours viennent s'approvisionner et vendre leur production, comme dans toutes les villes du pays. Les marchandises, entre le taxi-brousse et l'étal des vendeurs ou vendeuses, sont la plupart du temps transportées par des pousse-pousse, lesquels sont parfois tirés par des enfants, le travail des enfants étant ici très répandu, par la force des choses, puisque la scolarisation, pour beaucoup, cesse vers treize ou quatorze ans.
Après la prise de contrôle de tout le nord du pays par les Forces nouvelles de Côte d'Ivoire en 2002, le commerce transfrontalier avec le Mali et surtout le Burkina Faso s'est considérablement développé, l'approvisionnement par le sud étant devenu très difficile et aléatoire. Il en a résulté une moindre taxation des marchandises, la vie devenant ainsi meilleur marché au nord qu'au sud, contrairement à la situation antérieure, même si la pratique de la « taxation directe à la source », très répandue dans les pays du tiers-monde, perdure comme dans la partie sud du pays, au détriment du niveau de vie de la population,. Bouaké s'approvisionne pour l'essentiel en denrées alimentaires à partir des pays voisins (Burkina Faso, Mali, Guinée…) et s'astreint à consommer « local ». La viande de brousse est plus présente que celle de bœuf. Les prix sont globalement moins élevés qu'à Abidjan (le kilogramme de viande se vend ici à 1 000 F CFA, contre plus du double dans la capitale économique), la zone étant devenue un no man's land fiscal.

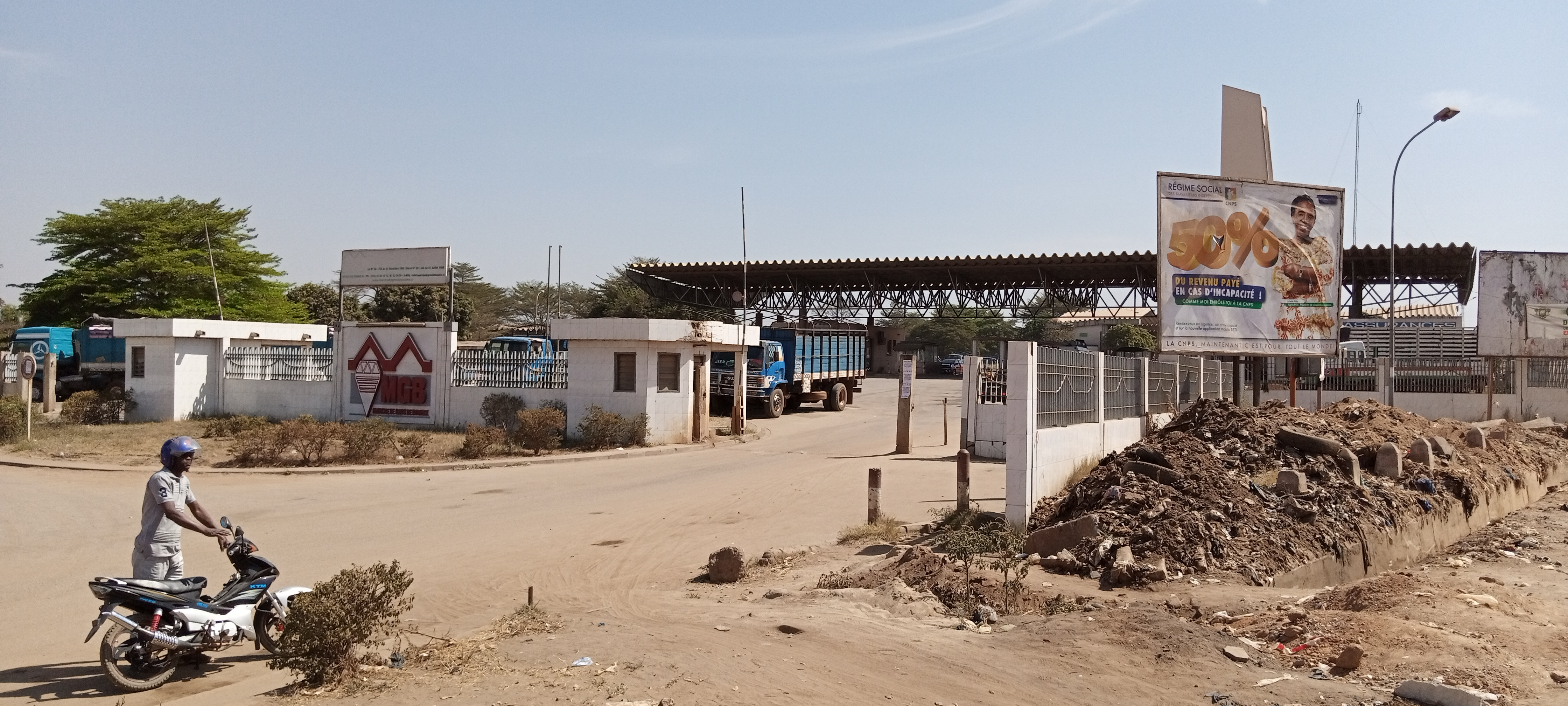
Entrée du marché de gros de Bouaké, janvier 2022

Le marché de gros de Bouaké : l'investissement total de ce marché est de l'ordre de 23,5 millions USD, avec 10,5 millions USD pour la construction des infrastructures physiques. L'ensemble a été financé par l'Union européenne dans le cadre du 7e Fonds européen de développement (FED). Bouaké est déjà la plaque tournante dans le pays pour le commerce de l'igname. Le regroupement de l'offre se fait à Bouaké, ensuite la distribution se fait à travers tout le pays et vers le Mali et le Burkina Faso. Le marché de gros accueille le commerce d'igname et celui d'autres produits vivriers.

#### Banques

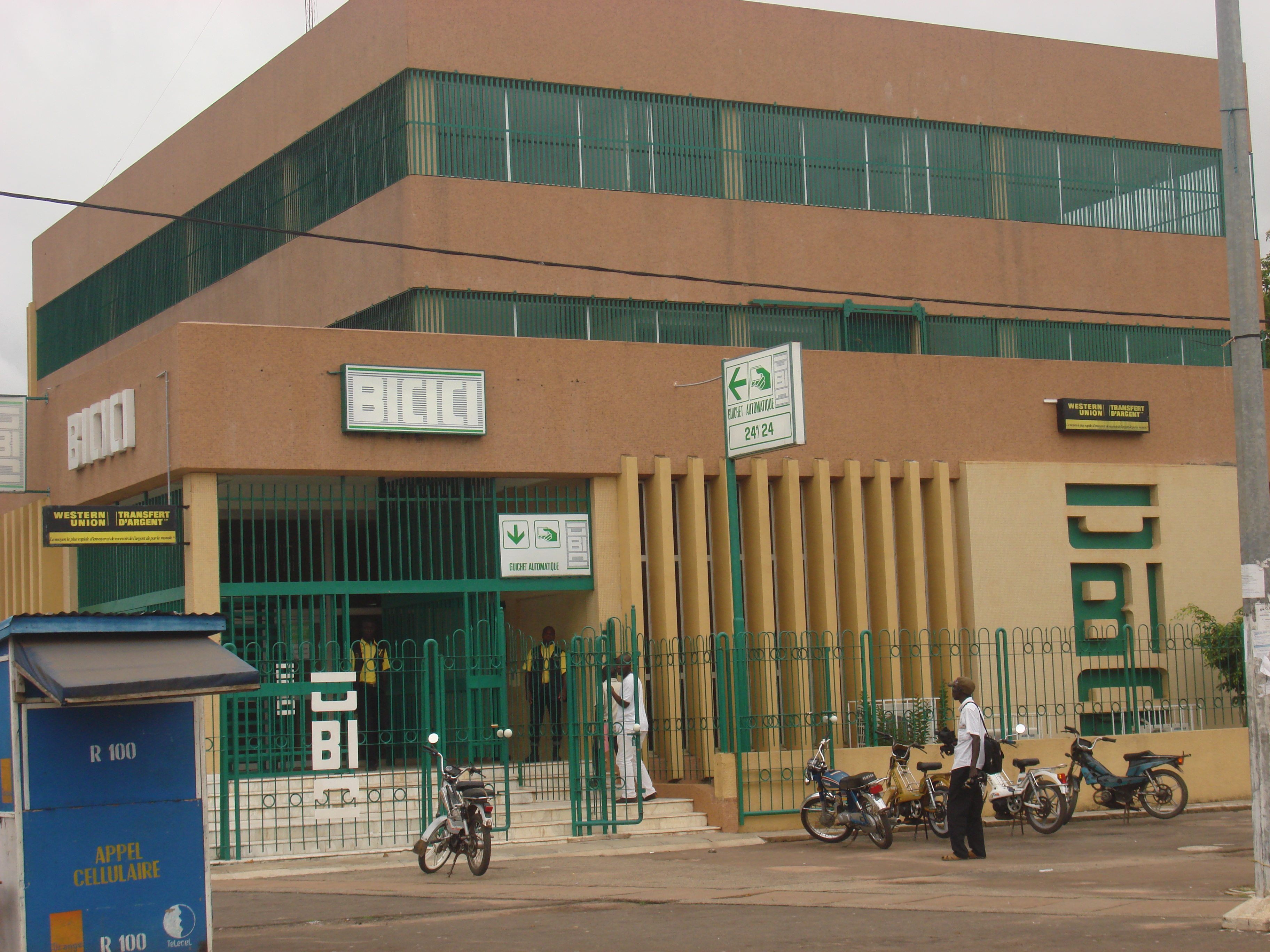
Agence de la Banque Internationale pour le Commerce et l'Industrie en Côte d'Ivoire (BICICI), quartier du Commerce en 2008

Presque tous les établissements du réseau bancaire ivoirien sont représentés à Bouaké : SGBCI, BICICI, SIB, ECOBANK, Banque Atlantique, BNI (Banque Nationale d’Investissement), BCEAO (Banque Centrale des États de l’Afrique de l’Ouest), CECP (Caisse d’Épargne et de Chèques Postaux), COOPEC (Coopérative d’Épargne et de Crédit).

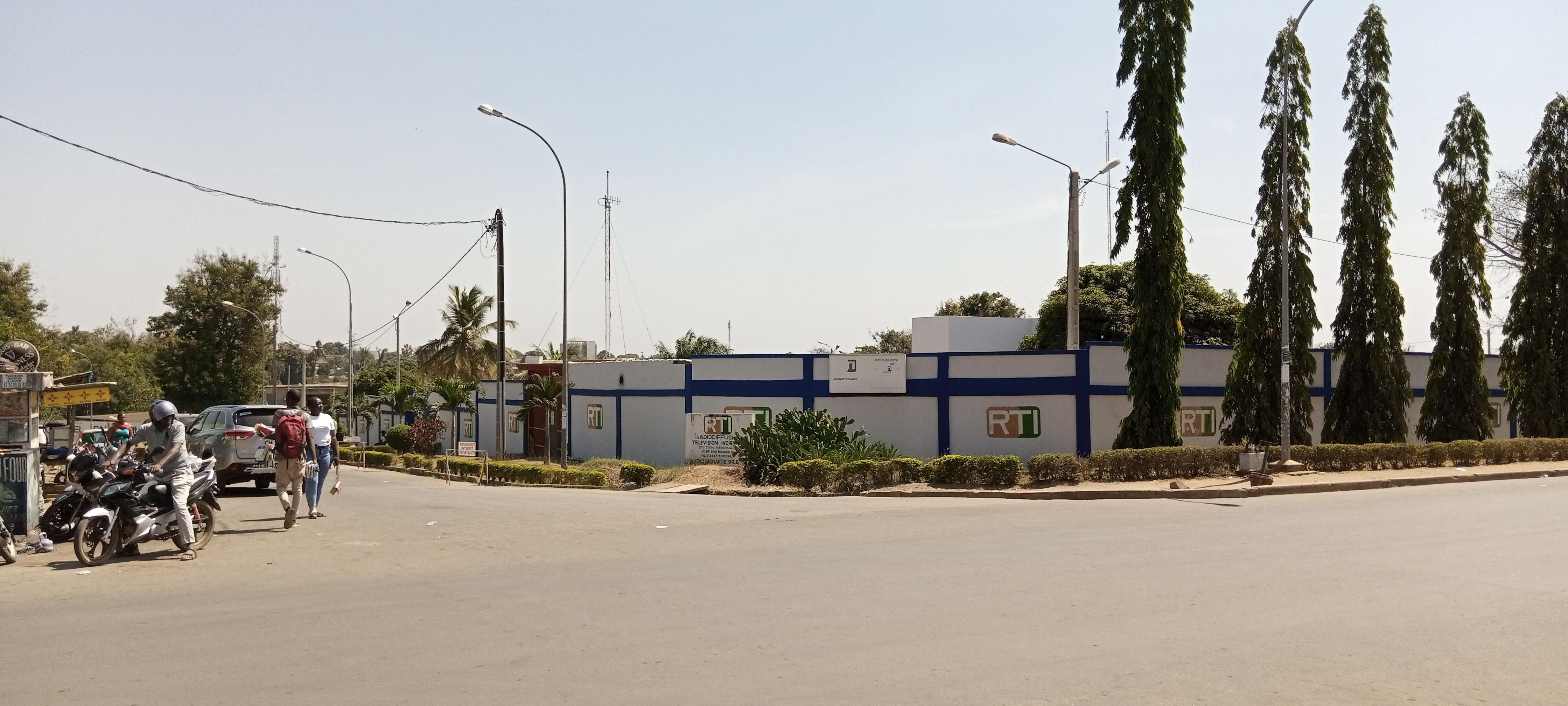
Locaux RTI de la Radio Télévision diffusion Ivoirienne

#### Radios et télévisions ivoiriennes
Bouaké est aussi une ville avec des antennes émettrices, où est présente la radio et la télévision ivoirienne dite RTI.

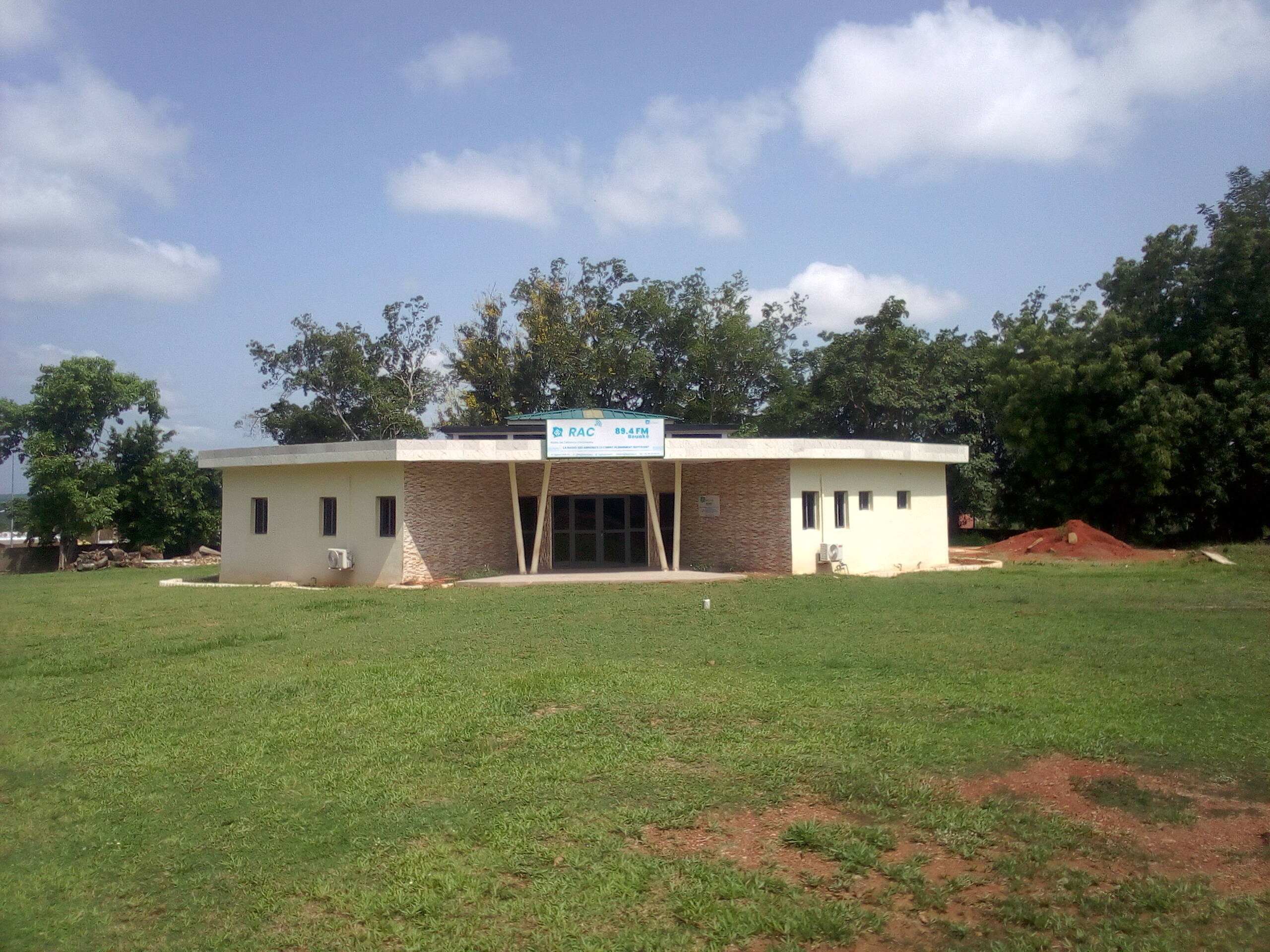
Maison de la Radio de l'alliance chrétienne ou RAC, fin mai 2014

#### Hôtellerie-restauration
Bouaké compte de nombreux restaurants servant diverses spécialités culinaires et des hôtels modernes, dont le Ran Hôtel.

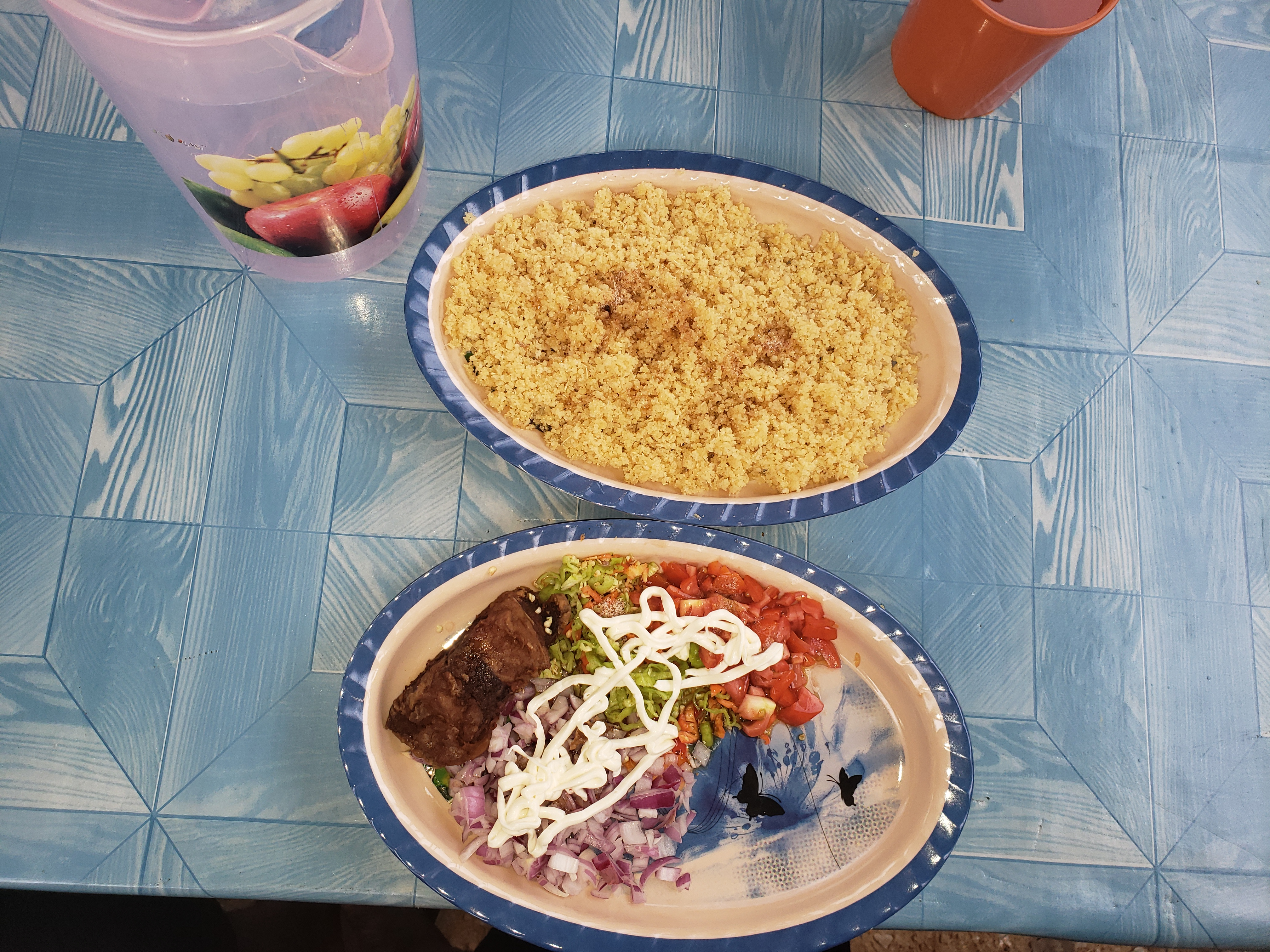
Un garba servi à Bouaké, août 2022

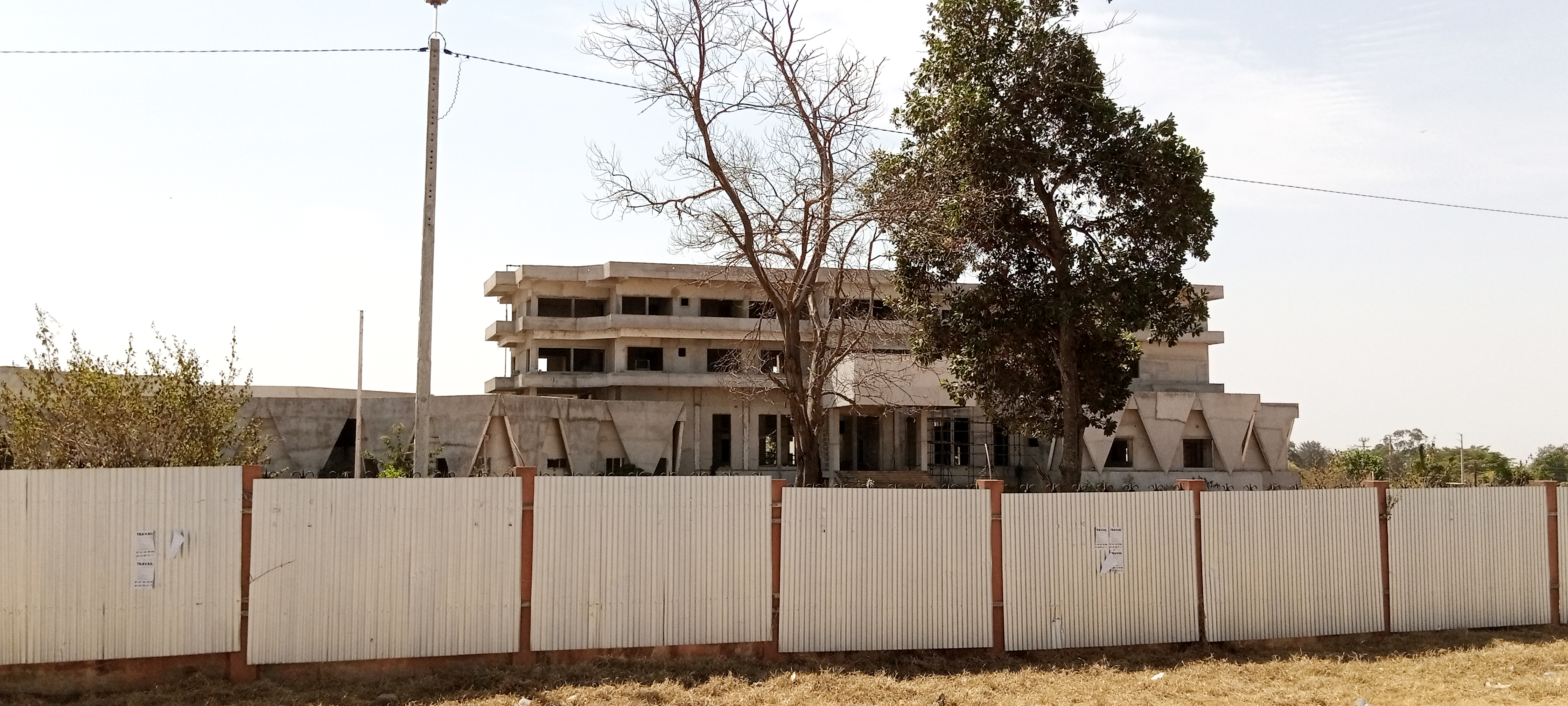
Palais du Carnaval, derrière des palissades, en chantier janvier 2022

En 2015, les boulangers de Bouaké ont été initiés à la fabrication de pains composés, digestes et tout aussi goûteux, toujours à base de farine de blé, mais comportant de l'excellente farine locale de maïs et de manioc dans la limite de 15 % en masse. L'Union nationale des patrons boulangers et pâtissiers de Côte d’Ivoire souhaite ainsi valoriser les produits vivriers locaux, pour ouvrir dans un deuxième temps l'application avec les bananes plantains et les ignames.

#### Tourisme
Bouaké organise chaque année un célèbre carnaval dont l'apothéose se situe au Palais du carnaval.
Le Bouaké by night a longtemps été, avant 2002, organisé autour de l'emblématique maquis « Papagaye », où tous se rencontraient pour de longues nuits à la bière, aux plats d'attiéké, au poulet grillé ou au poisson braisé et du night-club Le Fokker 100. La ville, comme la plupart des villes d'Afrique, compte de nombreux autres maquis et des allocodromes.

## Réseaux et équipements de transports
La ville est desservie par l’aéroport de Bouaké. Des autocars de différentes compagnies assurent le voyage régulier aller-retour de Bouaké vers les autres villes ivoiriennes. Les villes voisines sont aussi reliées à Bouaké à l'aide de taxis brousse avec neuf à vingt-deux places assises et des gbakas.
Située sur la ligne du chemin de fer qui relie Abidjan à Ouagadougou au Burkina Faso exploitée par la Sitarail, la ville dispose de la gare de Bouaké. La ville dispose d'un réseau de bus fonctionnel depuis 2021 qui relie la ville du nord au sud ainsi que l'est à l'ouest elle dispose également d'un réseau de taxi moderne.
Aussi nous avons plusieurs motos Taxis dans ville (des motos qui servent de taxis) , ce qui facilite le déplacement de la population.

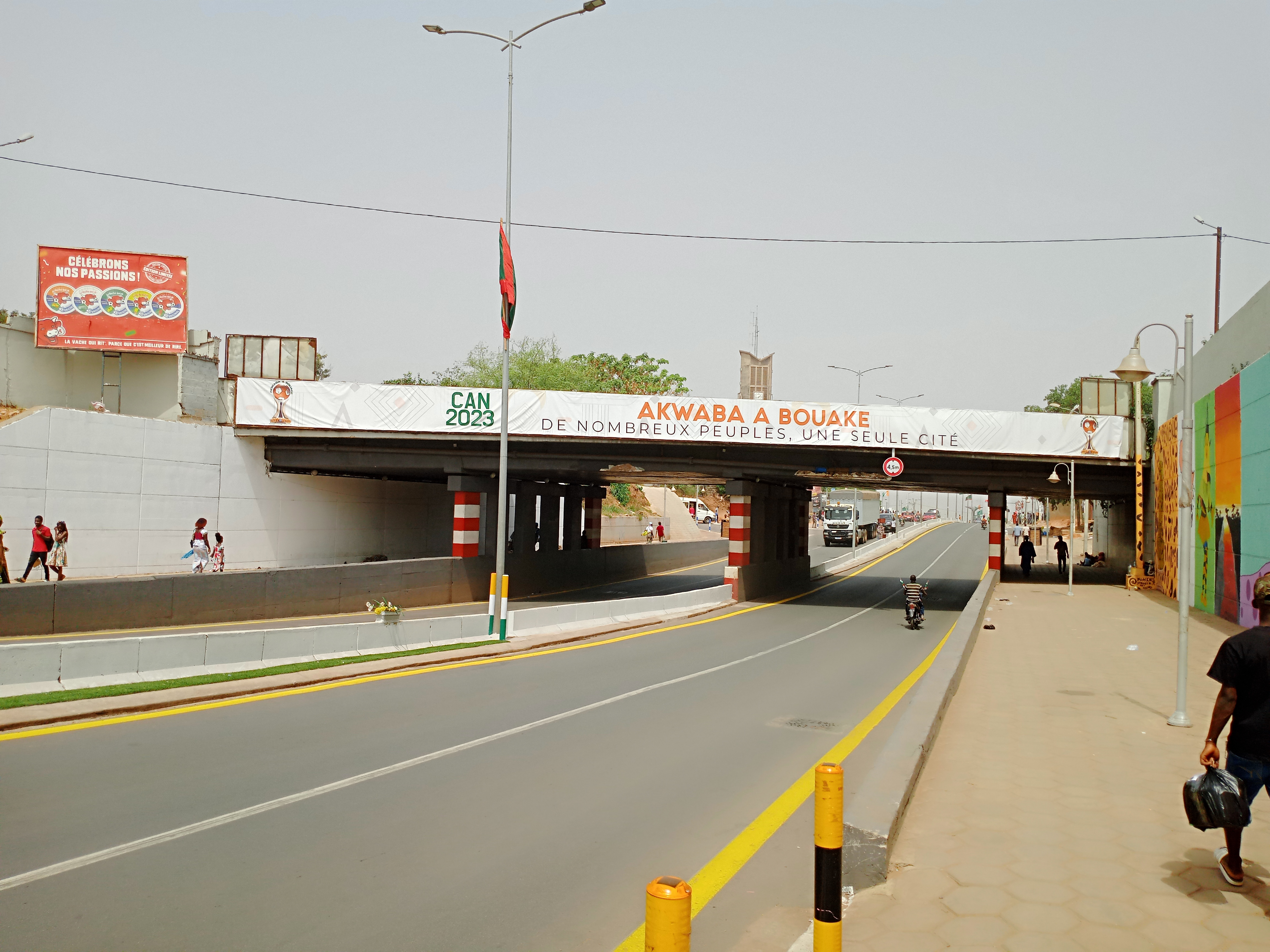
Pont surplombant l'autoroute à Bouaké fêtant la CAN 2023, hauteur limitée à 4,50 m, janvier 2024
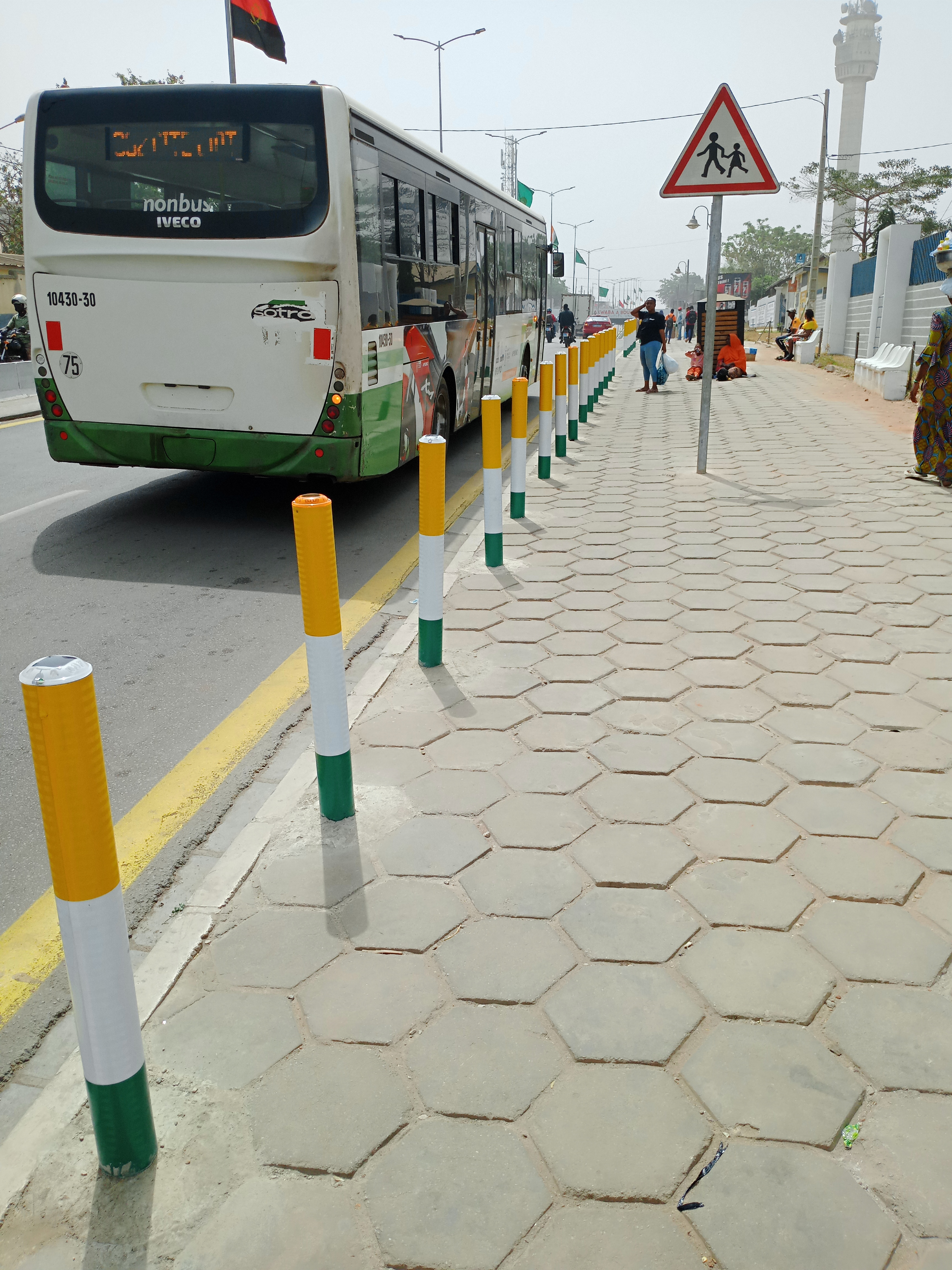
Arrêt de bus à Bouaké, trottoir à dalles hexagonales avec alignement de plots séparateurs au couleurs ivoiriennes, janvier 2024
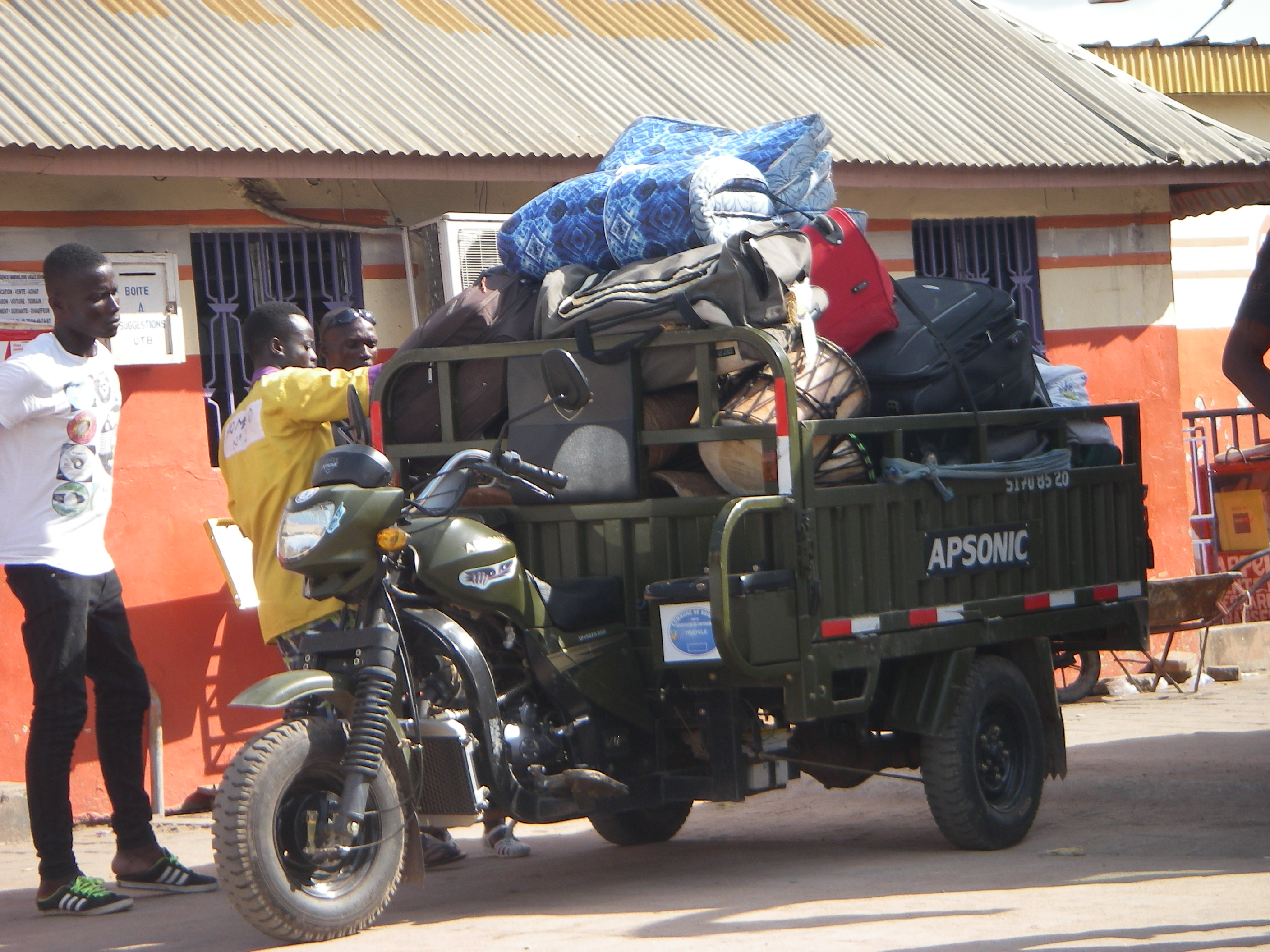
Taxi tricycle bien chargé à la gare routière de Bouaké, avril 2018
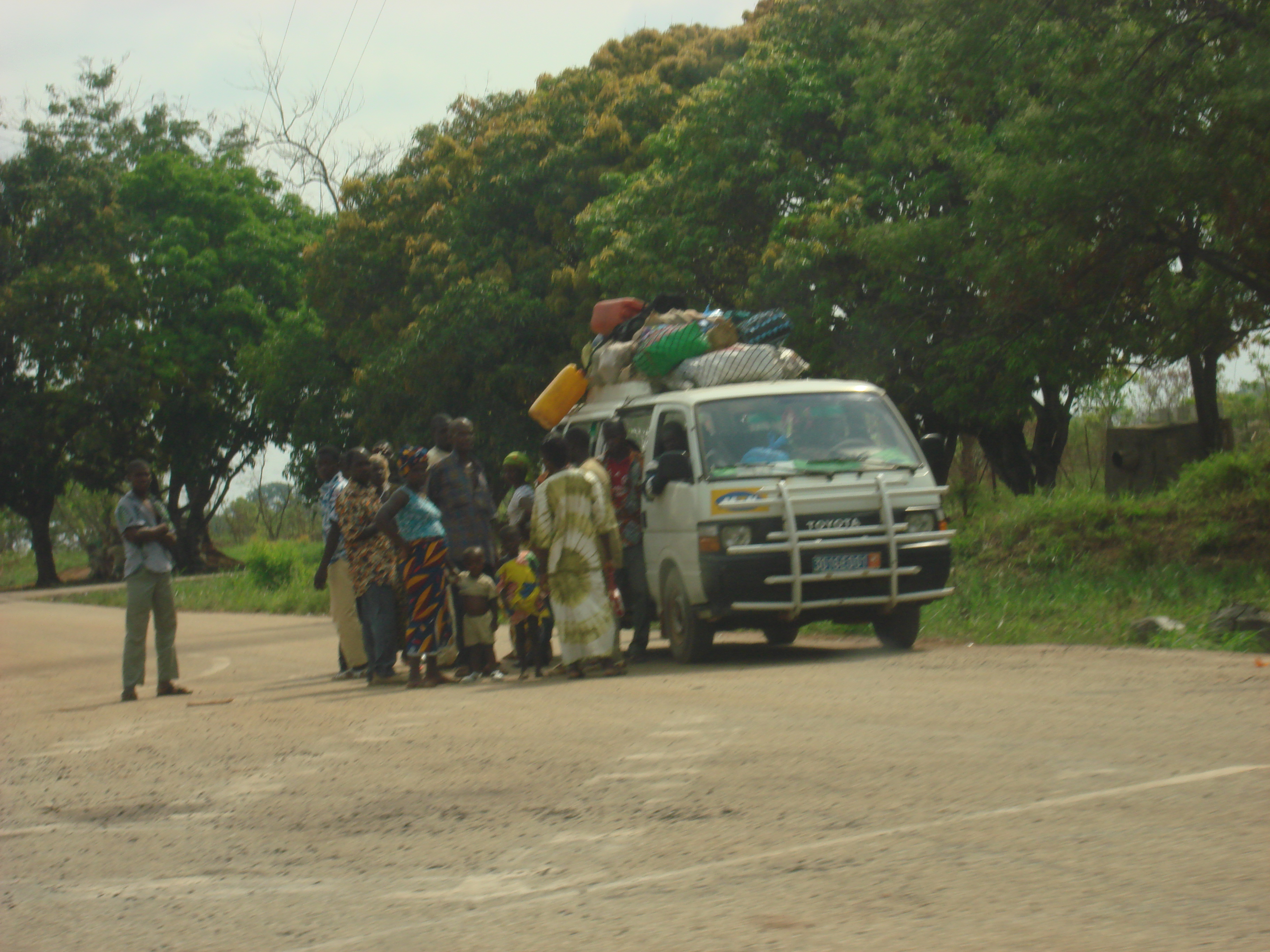
Minicar de transport interurbain de voyageurs en Côte d'Ivoire, mars 2008
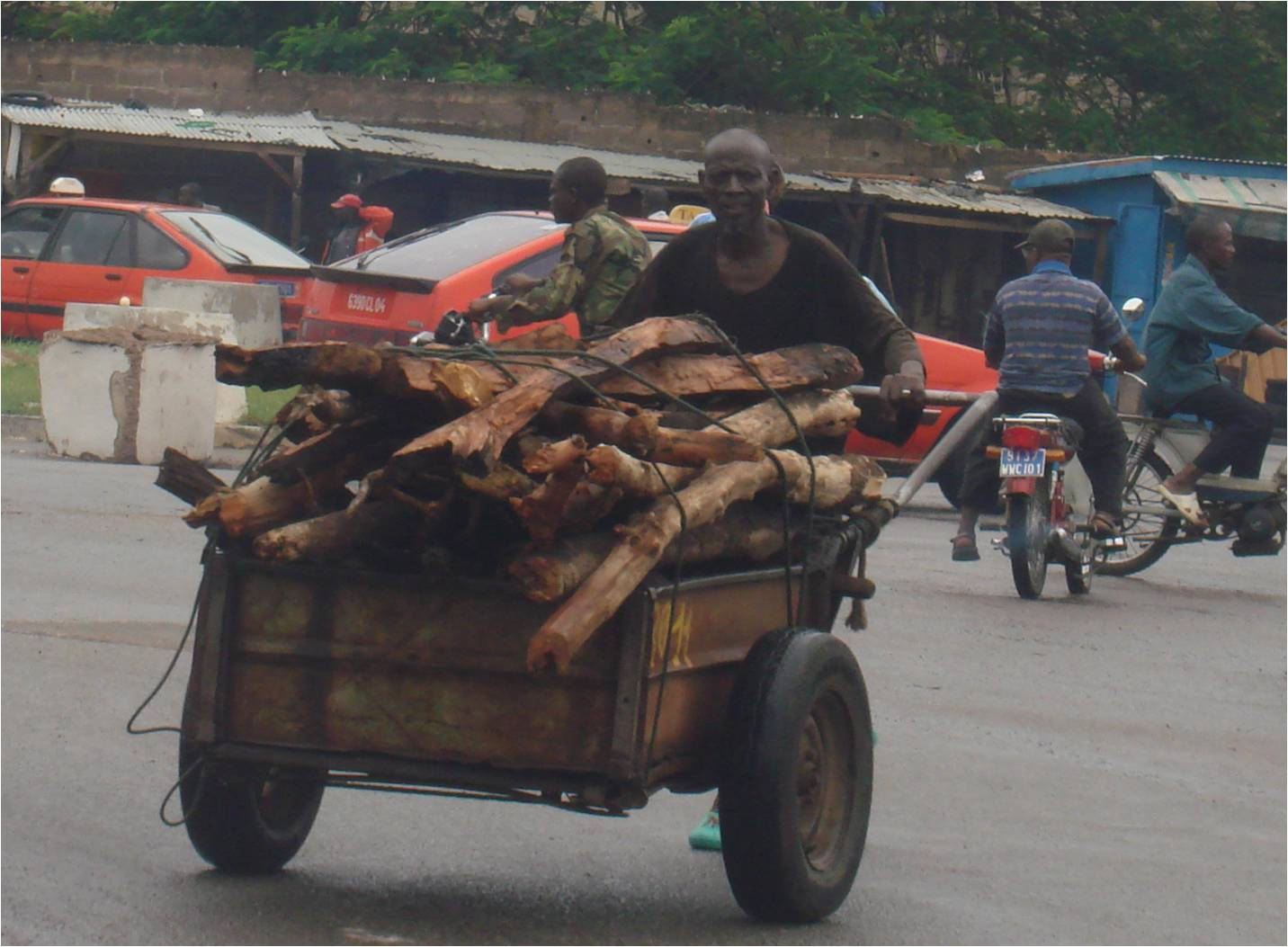
Pousse-pousse au marché de Bouaké
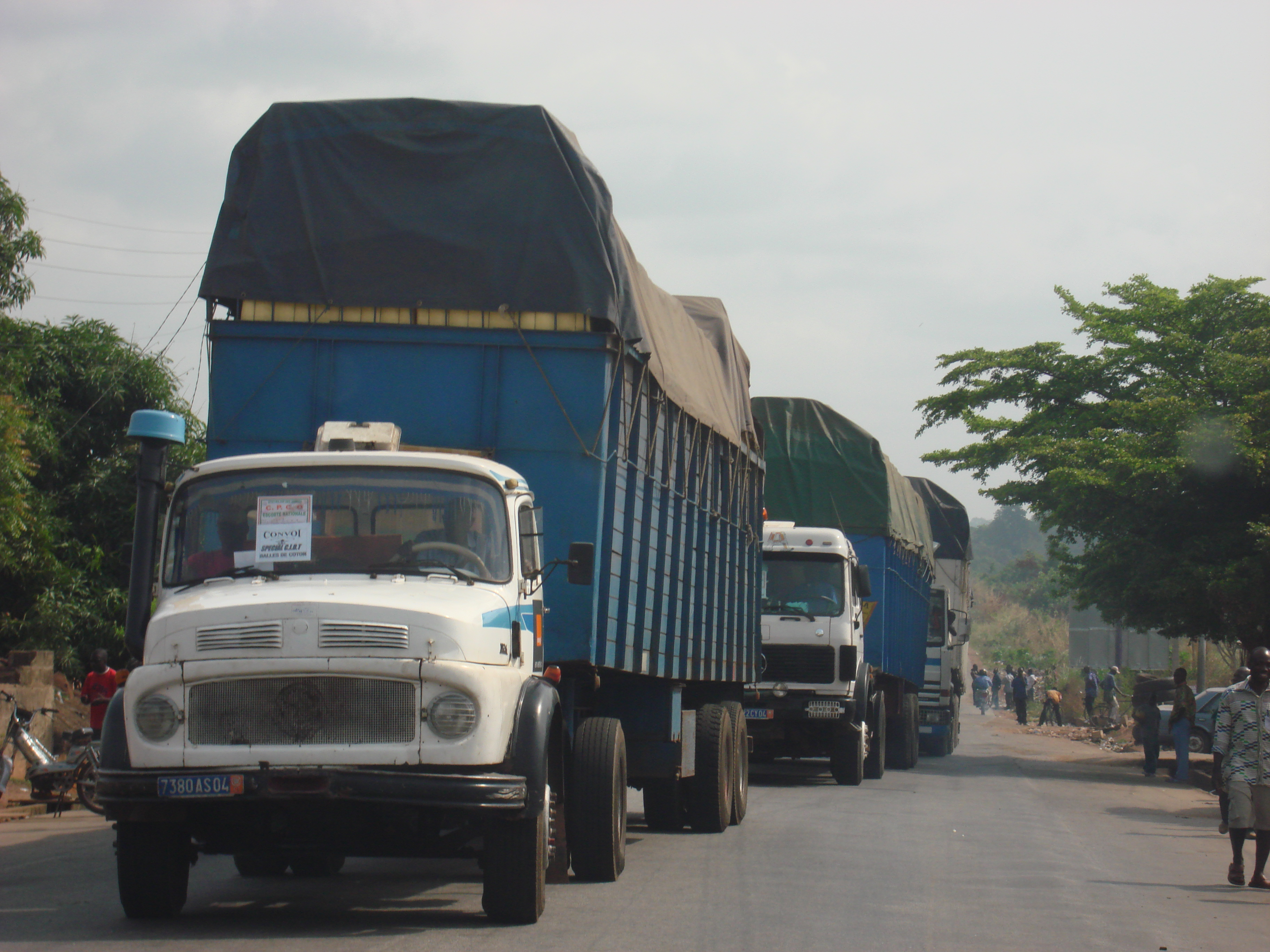
Camionnage de marchandises sur le tronçon Bouaké-Yamoussoukro, mars 2008
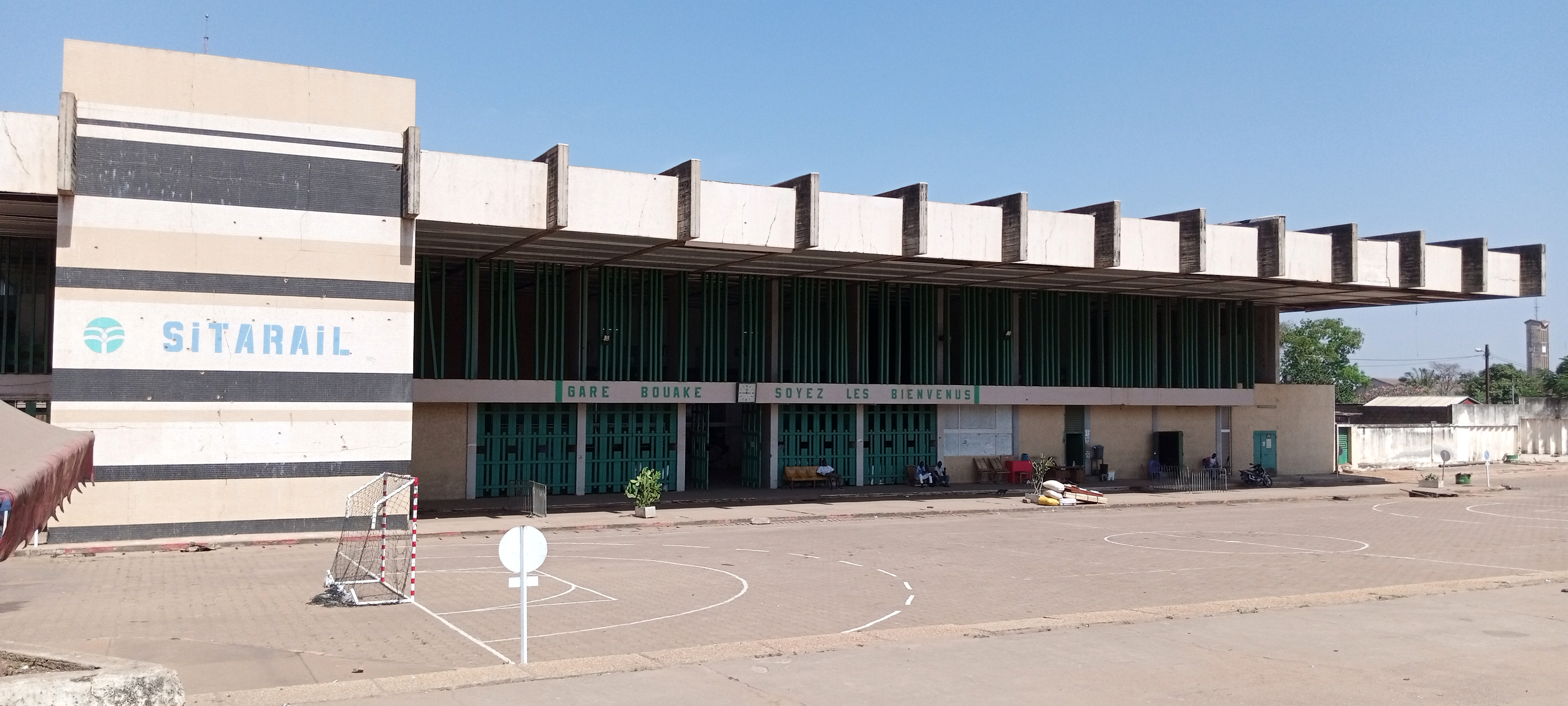
Gare ferroviaire gérée par Sitarail à Bouaké, janvier 2022
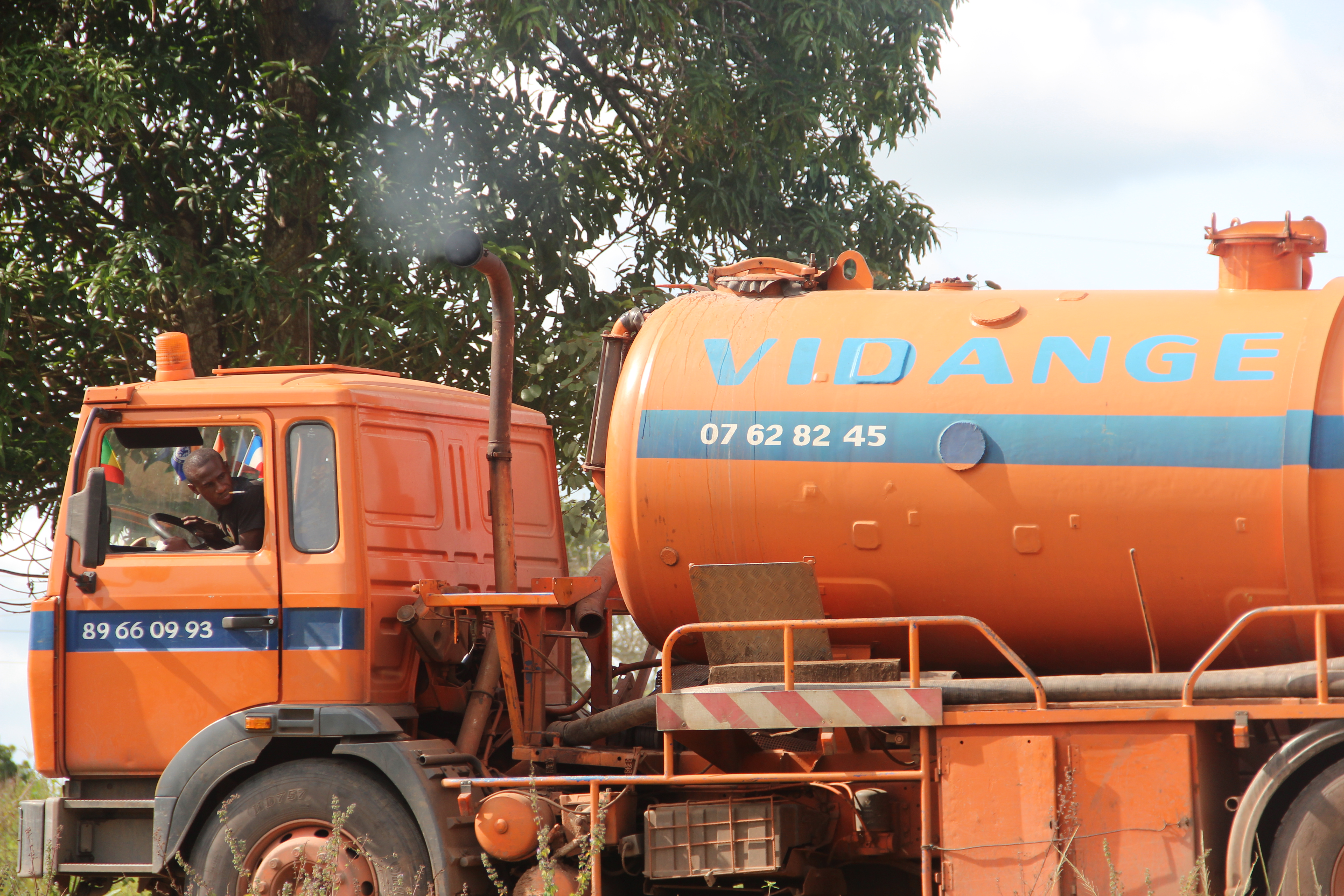
Camion brun-orange d'ébouage urbain, octobre 2017
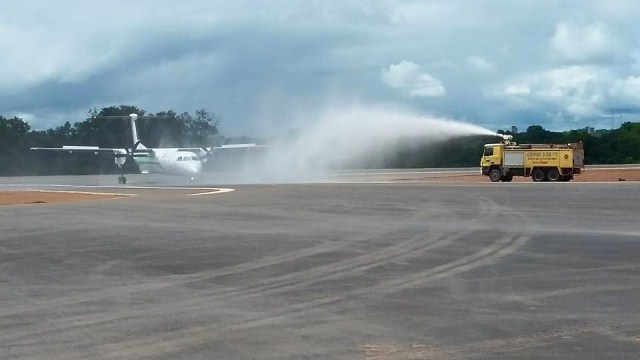
Sur l'aéroport de Bouaké, août 2016

La nationale A3 qui quitte Abidjan à Ferkessedougou en passant par Bouaké est transformée en autoroute 2×2 voies sur 8 km. Une première borne de recharge pour véhicules électriques a été installée à l'initiative de la Ville, promouvant l'électromobilité pour la qualité de l'air, en juin 2024.

## Culture

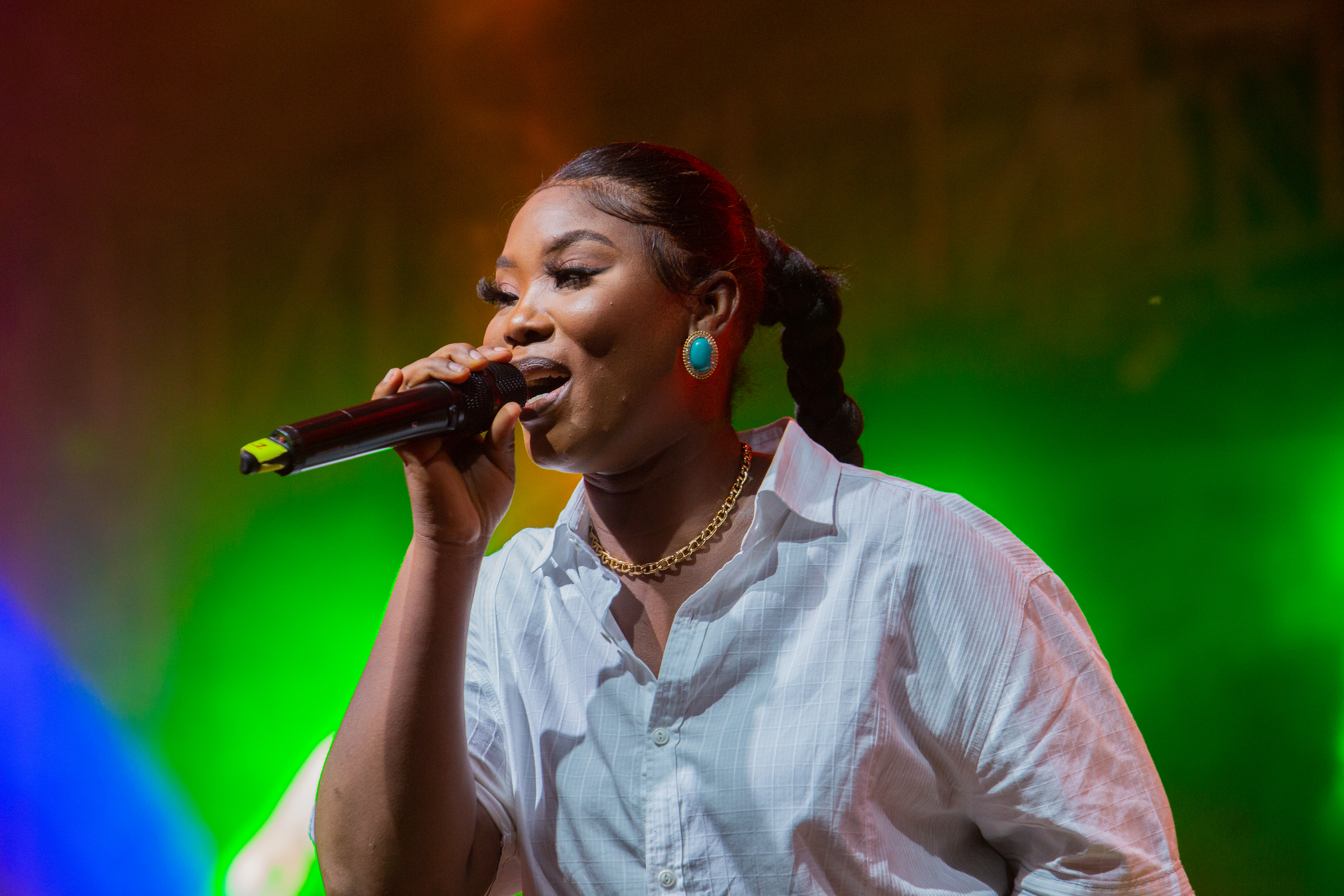
La chanteuse Roseline Layo clôturant la CAN de la musique ou 15e édition du FEMUA à Bouaké, 1er mai 2023

Les artères urbaines et grandes rues de Bouaké, marquées par une architecture caractéristique, accueillaient régulièrement, en dehors des périodes autrefois exubérantes de carnaval ou des foires commerciales de grande ampleur, formations musicales et orchestres renommés, tels que Aboliba Djazz, l’OFI et l’Éléphant Noir. L’Orchestre de Bouaké dirigé par Pierre Louis au milieu des années 1960, mêlant avec virtuosité musiques africaines et caribéennes, demeure un des groupes pionniers de la musique urbaine de la Côte d’Ivoire. La musique tradi-moderne baoulé, de l'artiste N'Guess Bon Sens, fêté le 5 avril 2025, s'inscrit dans une longue filiation.

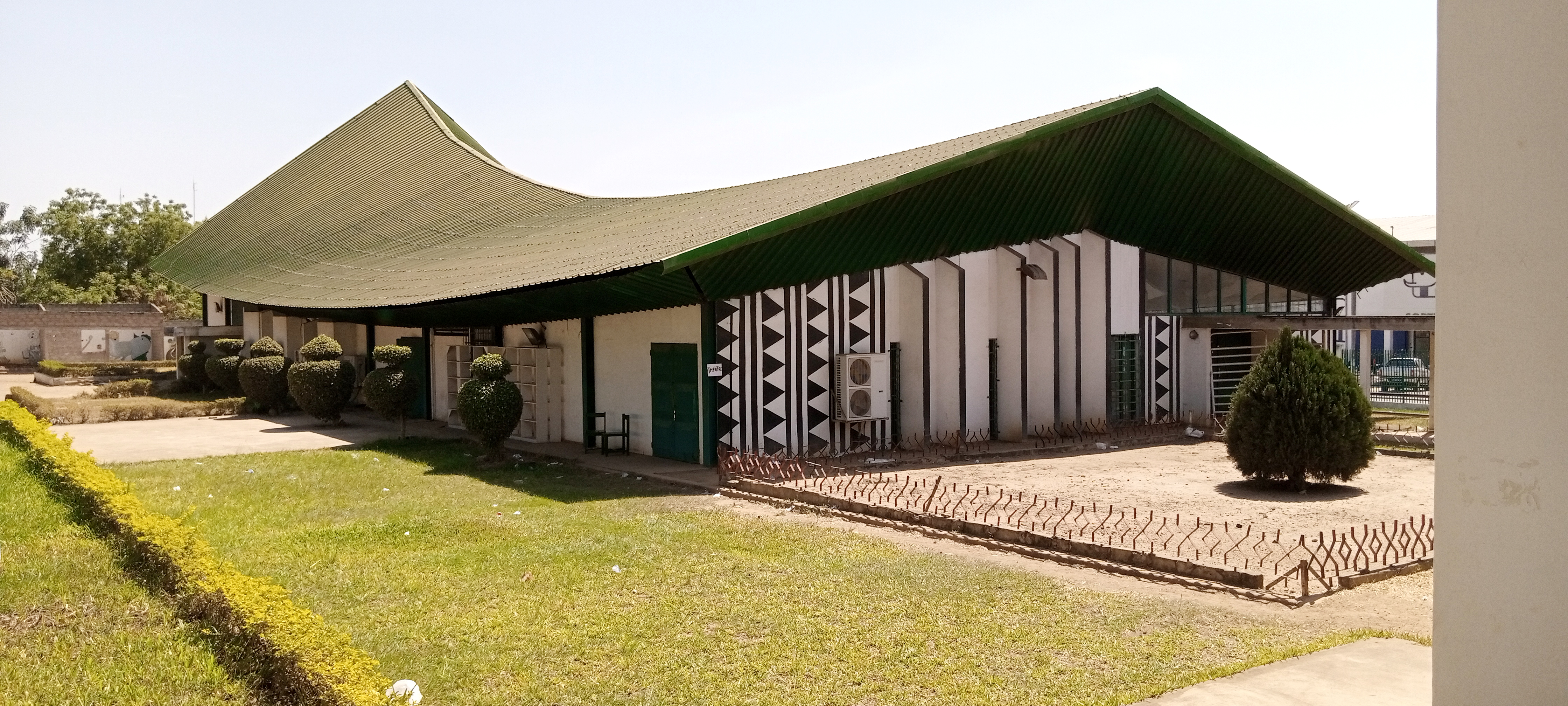
Centre culturel Jacques Aka en janvier 2022

La ville est équipée d'un centre culturel, le centre culturel Jacques-Aka. Kacou Aka Jacques, né le 22 juillet 1910 à Tiébessou et décédé le 20 mai 1963 à Paris, était le fils aîné de Ahou Houphouët, la grande sœur de Félix Houphouët-Boigny. Il commence après l'école primaire supérieure de Bingerville une carrière itinérante en tant qu'auxiliaire de justice à Cotonou et Lomé, avant d'être huissier assermenté auprès du tribunal de Grand Bassam. Fidèle soutien et conseiller de son oncle, ce membre fondateur du PDCI RDA est élu le 30 mars 1952 conseiller territorial de Bouaké. Il est d'ailleurs le premier ivoirien commissaire priseur de l'arrondissement judiciaire d'Abidjan en 1954. Réélu en 1957, proche du négoce de matières premières, il est nommé en avril 1962, directeur général de la nouvelle caisse de stabilisation ou CAISTAB, née de la fusion de la caisse du cacao et de la caisse du café. Il est également élu député PDCI de la 3e circonscription et siège à l'Assemblée nationale de 1950 à 1962, devenant le rapporteur permanent puis le président de la commission des affaires économiques et financières. Il est connu pour son action dans le domaine culturel après l'indépendance ivoirienne. Jacques Aka affirmait, à l'instar d'Albert Camus, : "L'homme d'action risque de perdre son âme s'il délaisse le culturel au profit de l’économique". Le centre culturel, lieu initial de rencontres, lui est dédié après son ouverture au public le 6 décembre 1971 et surtout son inauguration officielle le 16 février 1974 par le ministre Auguste Denise. Si des travaux en 1985 et 1986 ont permis un embellissement fonctionnel, la salle de rencontre et de spectacle a été réhabilitée par la grâce d'un don du président Alassane Ouattara, faisant ainsi oublier sa longue fermeture après les troubles de septembre 2002.
Bouaké disposait de deux salles de cinéma qui sont aujourd'hui fermées (le Capitol et le cinéma Liberté).

## Sports
La ville compte diverses salles de sport, dont le gymnase de Bouaké, et autres centres de sports collectifs, comme le CONAF IRDO dédié au handball, sans oublier plusieurs piscines municipales. La taille urbaine explique la présence de nombreux clubs de karaté, de aïkido ou de self-défense. 
Au lycée Djibo Sounkalo, la journée olympique du 2 décembre 2023, parrainé par le maire Amadou Koné, a promu devant 3000 jeunes sportifs de multiples activités comme l’athlétisme, le cyclisme, le taekwondo, le basketball 3×3, le badminton, la boxe, le break dance, le beach volley, le tir-à-l’arc, le tennis, le tennis de table, le rugby à 7, le judo, le golf, la gymnastique, le handball, l’escrime, l’équitation et la lutte. 
N'oublions pas le sport roi à Bouaké qu'est le football et citons aussi l'emblématique stade de la Paix, vaste temple consacré au football dans le quartier N'Gattakro.

### Football: clubs et centres de formation

Stade de la paix de Bouaké

En 2008, Bouaké est représentée par le club de VAC Bouaké, actuellement en championnat de division 3. Quatre autres clubs de football, le Bouaké FC, l'Espérance Club de Bouaké, l'Alliance Bouaké et l'ASC Bouaké évoluent en championnat de division régionale, équivalent d'une « 4e division ». Ce dernier club a remporté la coupe de Côte d'Ivoire de football face à l'EECI en 1988, succédant ainsi à Africa Sports et en a été finaliste en 1993, face à l'Africa Sports. Son retour sur la scène ne se fera qu'en 2001, où elle sera finaliste malheureux de la Coupe nationale face à l'Alliance Club De Bouaké, qui remportera le derby sur un score de 2-0.

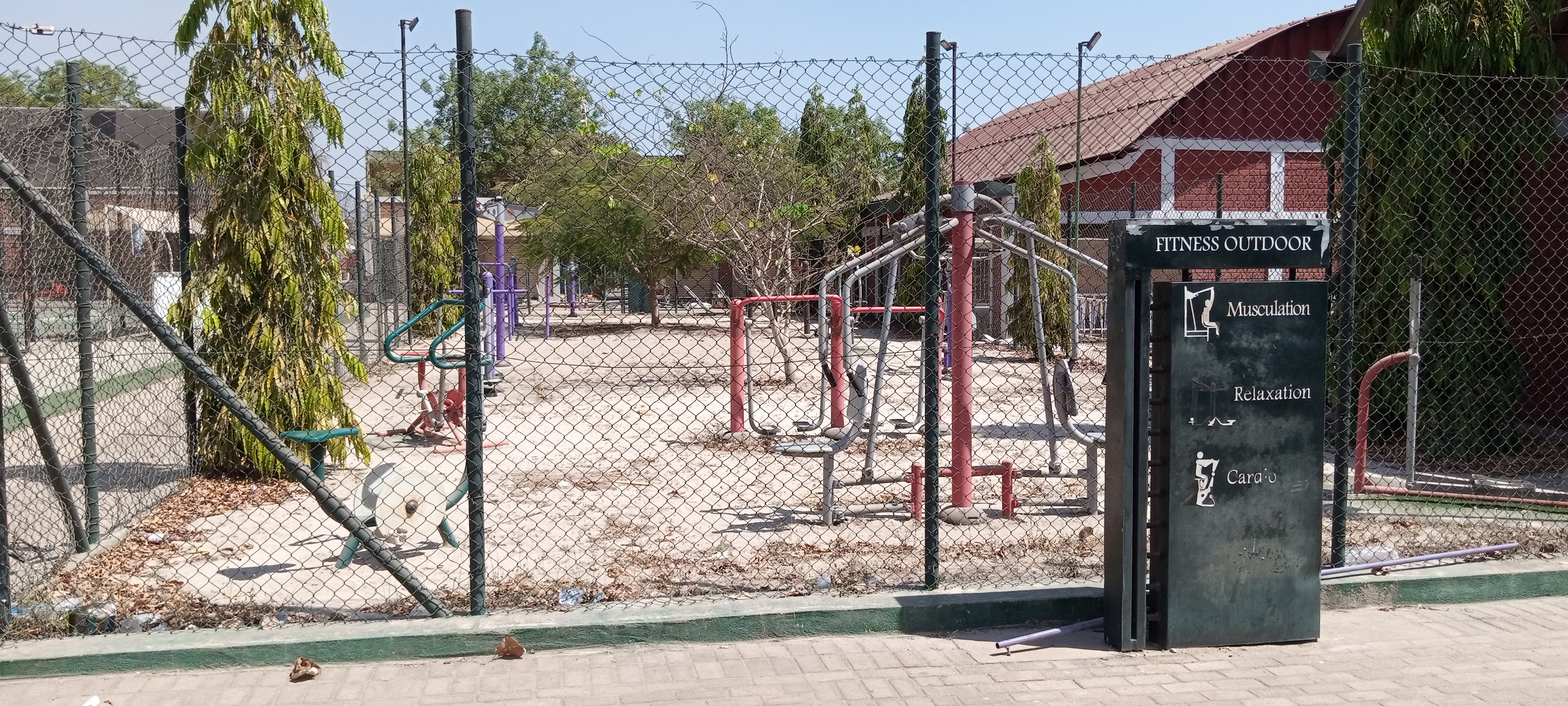
Espaces aérés dédiés à la musculation, Place de la Paix vide par un jour de mi-janvier 2022 torride

Bouaké possède également de nombreux centres de formations et académies de football : le CF Amian Bouaké (CFAB), le CF Les Anges Noirs Bouaké, le CF de Football Caïman Bouaké, le CFD au métier du football Bouaké, le CF espoirs de Chao Bouaké, le CF Jumeaux de Bouaké, le CF de football de Koko, le CF Laboratoire de Bouaké, le CF Otto Sophie, le CF Santos Dar-es-Salaam, le CF Maxi-Foot, l'EF de l'Auberge Bouaké, EF de Dar-es-Salaam de Bouaké, EF Edgar Kouadio Kintonou, Nouvelle Génération de Bouaké.
Au niveau continental, Bouaké a accuelli avec Abidjan la Coupe d'Afrique des Nations de football 1984 remportée par le Cameroun face au Nigeria. À cette occasion, pour supporter l'équipe nationale, le gouvernement a décidé de fermer les écoles pendant la durée de la compétition. Bien que l'équipe nationale ait été éliminée dès le premier tour de l'épreuve, aucun cours n'a eu lieu pendant deux semaines.

### Le stade de Bouaké

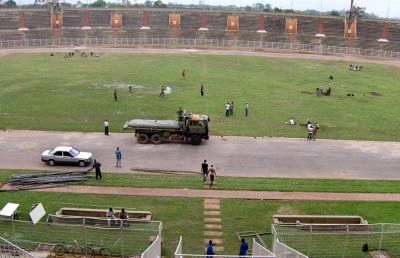
Le stade de la Paix en pleine réhabilitation en 2007 pour l'événement Côte d'Ivoire-Madagascar.

Le stade municipal de Bouaké ou le stade de la Paix, d'une capacité de 35 000 sièges, d’une dimension de 119 × 73 m (football-rugby), construit sous la forme d’une couronne ovale avec un profil en travers de vingt-quatre gradins, est le stade de la ville de Bouaké. Complètement rénové de 2019 pour la CAN 2023, ce stade accueillant 25 à 40000 places assises selon l'aménagement modulable, reste le second du pays : il est équipé d'une pelouse ultra-moderne, d'une infirmerie, d'un vestiaire, d'une salle d’échauffement, d'une salle de presse etc.
Il a aussi permis plusieurs grands événements sportifs, politiques et culturels : en 1984, il accueille, avec le stade Félix Houphouët-Boigny d'Abidjan, la Coupe d'Afrique des nations de football 1984 ; en 1985, Alpha Blondy livre un gigantesque concert dans cette enceinte.
Pendant la crise ivoirienne de 2002 à 2007, ce stade a servi à l'exécution de prisonniers militaires et politiques.
Après la crise, le stade est rénové afin d'accueillir le 3 juin 2007 un match classé « historique » entre la Côte d'Ivoire et Madagascar qui se solde par une victoire 5-0 de la « Séléphanto » ivoirienne.
Le 31 juillet 2007, ce stade accueille la cérémonie de la Flamme de la paix supposée symboliser la fin de la crise politico-militaire en Côte d'Ivoire en présence de personnalités telles que : Guillaume Soro, Laurent Gbagbo, le président du Mali Amadou Toumani Touré, le président du Burkina Faso Blaise Compaoré, le président du Bénin Yayi Boni, le président du Togo Faure Gnassingbe, Nino Viera, Thabo Mbeki, etc.

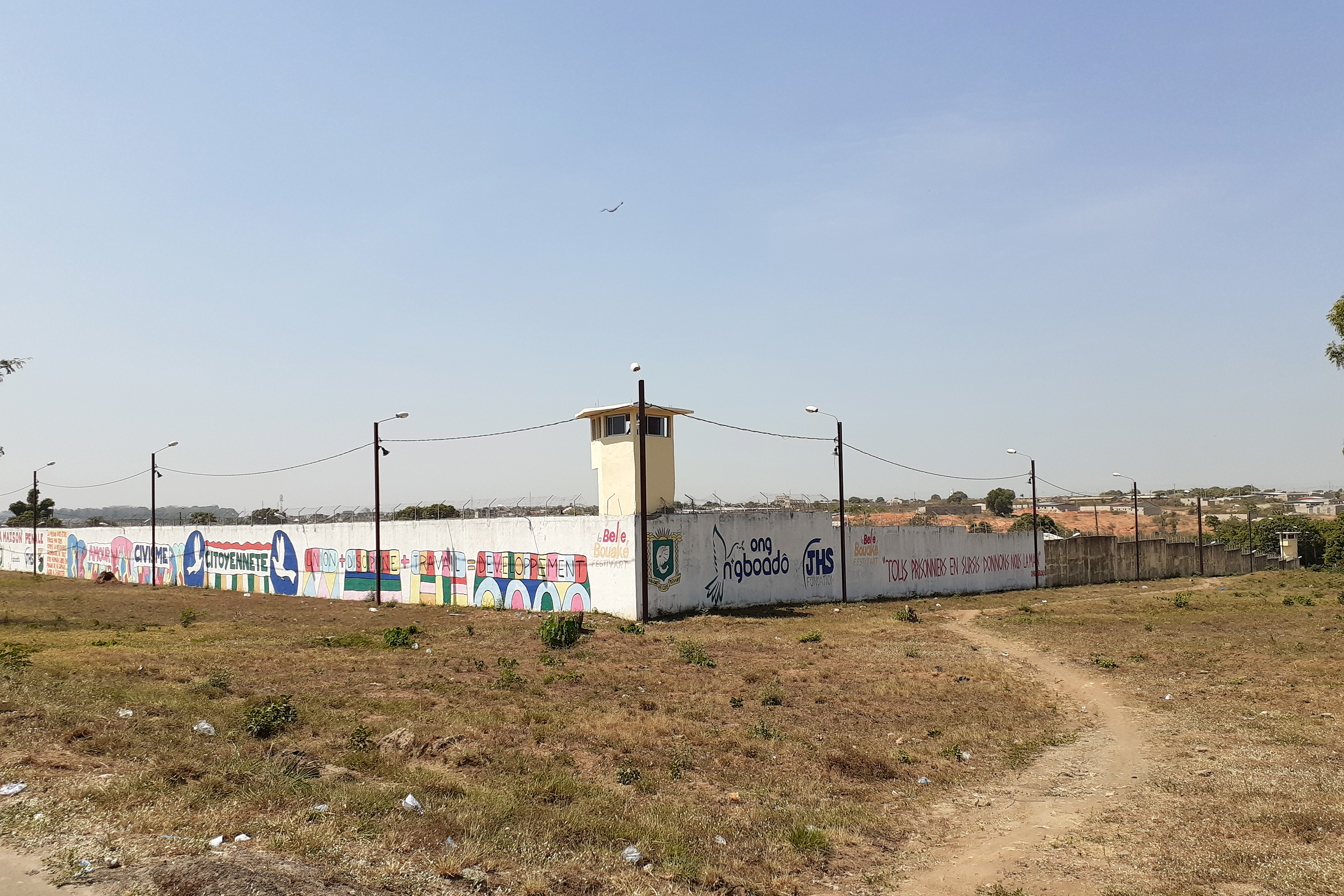
Extérieur de la prison de Bouaké, janvier 2022

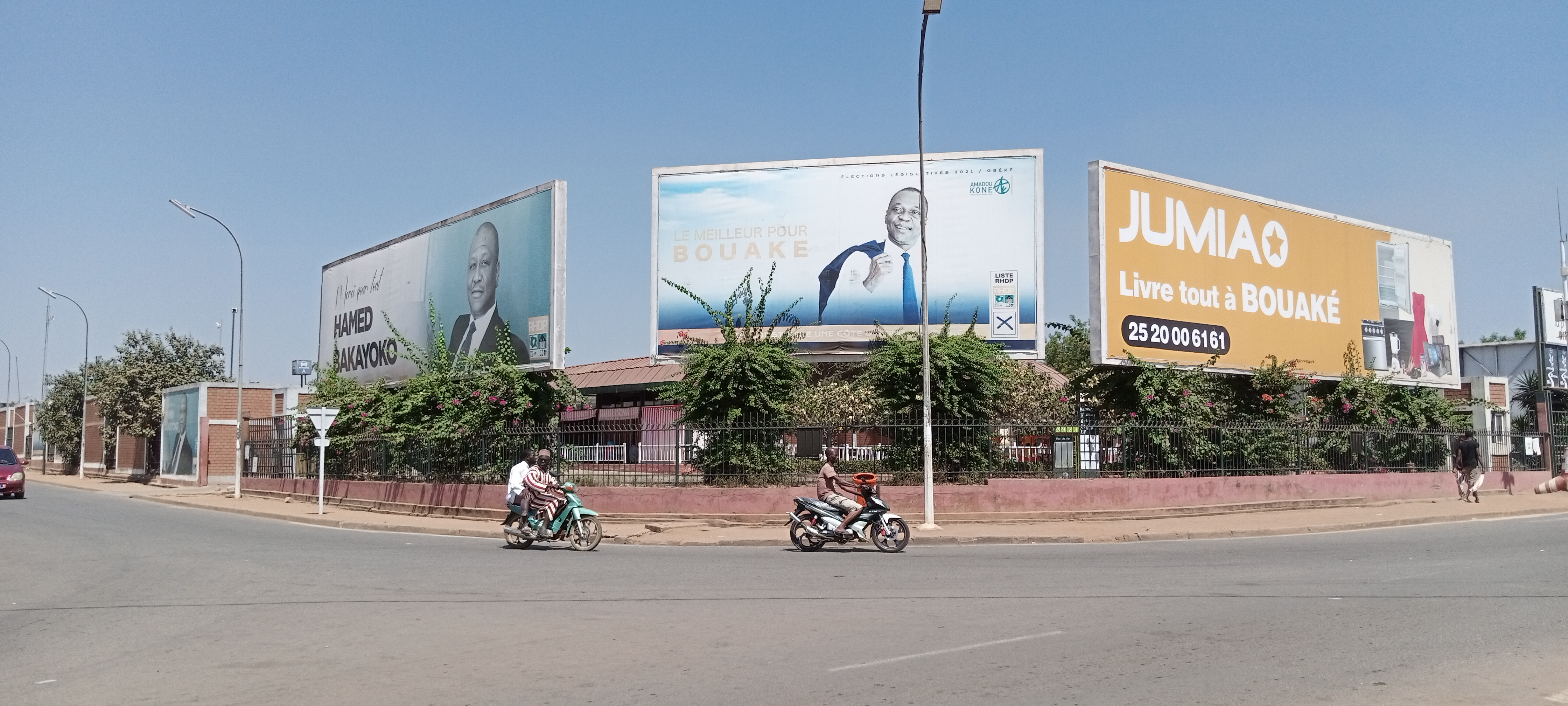
Place de la Paix de Bouaké, janvier 2022

## Personnalités liées à la région ou nées à Bouaké
- Alexis Allah, écrivain
- Essy Amara, ancien diplomate
- Konan Antoine, homme politique
- Jacques Assanvo Ahiwa, archevêque métropolitain de Bouaké
- Youssouf Bakayoko, ministre
- Mohamed Bamba, footballeur
- Jean-Louis Billon, homme politique
- Kandia Camara, femme politique
- Daouda Coulibaly, journaliste-blogueur ivoirien
- Ibrahim Coulibaly, militaire rebelle
- Mamadou Coulibaly, ancien footballeur né à Bouaké
- Lassina Diabaté, footballeur
- Drissa Dié, ancien basketteur né à Bouaké
- Nicolas Djibo, ancien maire de Bouaké.
- Paul-Siméon Ahouanan Djro, archevêque de Bouaké
- Ahmed Douhou, athlète né à Bouaké
- Moussa Doumbia, footballeur malien né à Bouaké.
- Ernest Dükü, artiste peintre-plasticien
- Observateur Ébène, comédien et acteur
- Amara Essy, homme politique
- Lamine Fadiga et le centre des handicapés de Bouaké
- Lucie Finez, athlète née à Bouaké
- Ange Freddy, comédien et photographe né à Bouaké
- Israël Guébo, journaliste et entrepreneur né à Bouaké
- Marie-Thérèse Houphouët-Boigny, épouse du président Houphouët-Boigny, née à Bouaké.
- Fanny Ibrahima, maire de Bouaké et homme politique
- Laurent Jorio, graveur de monnaie et designer né à Bouaké
- Khunta et Sixko, groupe de musique
- Stéphane Kipré, homme politique
- Tiburce Koffi, écrivain et poète
- Charles Koffi Diby, économiste et politicien ivoirien
- Landry Aka Komenan, philosophe, ancien président de l'Université de Bouaké de 2001 à 2010.
- Gnamien Konan, homme politique
- Ahmadou Koné, député-maire de Bouaké
- Akissi Kouadio, écrivaine[141]
- Benjamin Kouadio, ilustrateur et auteur de BD ivoirien
- Kouadio Kouamé, journaliste RTI[142]
- Michelle Lora, écrivaine ivoirienne
- Jacques Mangoua, Homme Politique, ancien président du Conseil Régional[143]
- Roméo Mivekannin, Artiste béninois
- Kouamé N'Siskan et l'Union des transporteur de Bouaké
- Abdul Razak, footballeur
- Mahamadou Sana, ministre burkinabè né à Bouaké.
- Skelly, artiste-musicien[144]
- Amee Slam, artiste slameuse née à Bouaké
- Tangara Speed Ghôda, musicien
- Djibo Sounkalo, maire de Bouaké de 1960 à 1980.
- Joseph Tarèque, Journaliste[145]
- Ibrahim Touré, footballeur
- Ibrahim Blati Touré, footballeur burkinabé né à Bouaké
- Kadhy Touré, actrice née à Bouaké
- Kolo Touré, footballeur
- Yaya Touré, footballeur
- Euphrasie Kouassi Yao, femme d'état ivoirienne née à Bouaké
- Namama Fadiga, handballeuse née à Bouaké

## Jumelages
- Mopti (Mali)
- Brescia (Italie)
- Beer-Sheva (Israël)
- Reutlingen (Allemagne)
- Villeneuve-sur-Lot (France)
- Ziguinchor (Sénégal).